# Cetra (casa discografica)
La Cetra è stata una casa discografica italiana, attiva tra il 1933 e il 1957, anno in cui, fondendosi con la Fonit (Fonodisco Italiano Trevisan) diede vita alla Fonit Cetra.

## Storia
La C.e.t.r.a., il cui nome è l'acronimo di Compagnia per edizioni, teatro, registrazioni ed affini, nasce a Torino il 10 aprile 1933 su iniziativa dell'Ente Italiano per le Audizioni Radiofoniche (EIAR), che decide di trasformare le Edizioni musicali Radiofono, attive dal 15 settembre 1923 (e di sua proprietà) in casa discografica, cambiandone il nome in Cetra Società Anonima; in seguito l'azienda diventerà una s.p.a.
Inizialmente la Cetra eseguiva solamente le registrazioni in proprio e la distribuzione dei dischi, per la stampa dei quali si avvaleva invece della Parlophon come facilmente riscontrabile sulle etichette.
In breve tempo, iniziando anche lo stampaggio di dischi propri e con propri macchinari, diventa una delle aziende leader nella discografia italiana (all'epoca si stampavano soltanto dischi a 78 giri), grazie soprattutto al legame con l'ente radiofonico EIAR, facendo sì che tutti i maggiori cantanti trasmessi dalla radio incidessero poi per la Cetra.
Nel dopoguerra continua ad avere una posizione di rilievo sul mercato, grazie ad artisti come Nilla Pizzi, Achille Togliani, Claudio Villa (a partire dal 1957), e all'opera del suo direttore generale, Edgardo Trinelli.
La Cetra distribuì anche alcune piccole etichette satelliti, come la Fon e la Mayor.
Con un atto datato 16 dicembre 1957 la Fonit e la Cetra decisero di fondersi in una nuova società, la Fonit Cetra; il marchio Cetra continua ad esistere all'interno della nuova azienda.

## Dischi
La datazione qui riportata si basa sull'etichetta del disco o sulla copertina; qualora nessuno di questi elementi abbia una datazione, è basata sulla numerazione del catalogo; talora è, infine, basata sul codice della matrice di stampa. Se esistenti, sono riportati, oltre all'anno, il mese e il giorno (quest'ultimo dato si trova, a volte, stampato sul vinile e, nel caso dei 78 giri, sulla gommalacca).

### 78 giri serie IT
| Numero di catalogo | Anno           | Interpreti                                                                     | Titoli                                                       |
| ------------------ | -------------- | ------------------------------------------------------------------------------ | ------------------------------------------------------------ |
| IT 500             | 193X           | Vincenzo Capponi e Dolores Ottani                                              | Tu scendi dalle stelle/Ninna nanna a Gesù                    |
| IT 521             | 1938           | Sergio Tofano                                                                  | Bonaventura e il lottatore/Bonaventura e il re               |
| IT 533             | 1939           | Quartetto Andreis                                                              | Amore muto/Sì signore!...                                    |
| IT 534             | 1939           | Quartetto Andreis                                                              | L'hai voluto te!/Signorine...in barca!                       |
| IT 535             | 1939           | Quartetto Andreis                                                              | Nostalgia tzigana/Sotto quella Madonnina                     |
| IT 539             | 1939           | Quartetto Andreis                                                              | Ferna-Fernando/Sì e no                                       |
| IT 540             | 1939           | Quartetto Andreis                                                              | Piccolo fiore/Baciamoci                                      |
| IT 541             | 1939           | Quartetto Andreis                                                              | Valzer del tiglio/Piccola serenata                           |
| IT 553             | 1939           | Carlo Moreno e il Trio Vocale Sorelle Lescano                                  | Signorina grandi firme/Ricordi ancor le mie parole           |
| IT 554             | 1939           | Quartetto Andreis                                                              | Vespro tzigano/Per te vivrò                                  |
| IT 558             | 1939           | Quartetto Andreis                                                              | Signorine snob/Torna con me                                  |
| IT 559             | 1939           | Quartetto Andreis                                                              | Stradaiola/L'amor xe birbon                                  |
| IT 560             | 1939           | Quartetto Andreis                                                              | In mezzo al mare/Oh! Maria                                   |
| IT 563             | 1939           | Maria Jottini                                                                  | Facci una fischiatina/Bisbigliando uh uh                     |
| IT 569             | 1939           | Aldo Masca                                                                     | Squadristi, a noi!                                           |
| IT 579             | 1939           | Odoardo Spadaro                                                                | Sulla carrozzella/Il valzer della povera gente               |
| IT 580             | 1939           | Maria Bonelli, Margherita Voltolina, Enrico Marroni e Gilberto Mazzi           | Fantasia di motivi dall'Operetta Il paese del sorriso        |
| IT 626             | 1939           | Alberto Rabagliati - Orchestra da ballo dell'EIAR diretta dal maestro Angelini | Rumba azul (chi-qui-chi-qui) / Tabu'                         |
| IT 627             | 1939           | Alberto Rabagliati - Orchestra da ballo dell'EIAR diretta dal maestro Angelini | Maria la O / Santa                                           |
| IT 645             | 1939           | Alberto Rabagliati - Orch.na torinese diretta dal maestro F. Ferrari           | Son felice così / Lontano                                    |
| IT 674             | 1939           | Alberto Rabagliati                                                             | Vorrei volar / Canzone del deserto                           |
| IT 752             | 1939           | Odoardo Spadaro - Orchestra diretta dal maestro T. Petralia                    | Stornellata Vendemmia nel Chianti / La ninna nanna dell'Arno |
| IT 766             | 1939           | Alfredo Clerici                                                                | Ti ricordi (bambina)?/Violetta                               |
| IT 788             | 1939           | M.o Angelini & Alberto Rabagliati/Alfredo Clerici                              | C'è una chiesetta/Domani                                     |
| IT 801             | 1940           | Alberto Rabagliati (con Trio Vocale Sorelle Lescano)                           | Brilla una stella in ciel/Il maestro improvvisa              |
| IT 804             | 1940           | Alberto Rabagliati (con Trio Vocale Sorelle Lescano)                           | Il maestro improvvisa/Due occhi neri                         |
| IT 806             | Settembre 1940 | Alberto Rabagliati                                                             | Ba ba/Il primo pensiero                                      |
| IT 831             | 1940           | Trio Vocale Sorelle Lescano                                                    | Fa' una fischiatina / Se una stella in ciel cadrà            |
| IT 836             | 1940           | Orchestra da camera dell'EIAR diretta dal maestro Tito Petralia                | Carovana notturna / Passa la serenata                        |
| IT 838             | ------         | Giuseppe Blanc / Alfredo Clerici                                               | Malombra/Vienna Vienna                                       |
| IT 843             | 1940           | Silvana Fioresi                                                                | Favole/Ti sogno                                              |
| IT 848             | 1940           | Silvana Fioresi                                                                | Baciami/Silenzioso amore                                     |
| IT 852             | 1940           | Silvana Fioresi e Michele Montanari / Lina Termini e Alfredo Clerici           | Carmencita/Serenata a Juanita                                |
| IT 861             | 1941           | Lina Termini                                                                   | Ti vorrei dimenticare/Prendetemi per la mano                 |
| IT 869             | 1941           | Lina Termini/Ernesto Bonino                                                    | Una romantica avventura/Macariolita                          |
| IT 872             | 1941           | Alberto Rabagliati                                                             | Due strade un cuore/Tocco il cielo col dito                  |
| IT 874             | 1941           | Ernesto Bonino                                                                 | La quadriglia di famiglia/Se vuoi goder la vita              |
| IT 880             | 1941           | Lina Termini                                                                   | La canzone di tutti/Dove ti incontrai                        |
| IT 926             | 1941           | Norma Bruni                                                                    | Piango ancora per te/Una carezza                             |
| IT 947             | 1941           | Fausto Tommei con il Trio Vocale Sorelle Lescano / Isa Bellini                 | Non si fa l'amore quando piove/Piruliddi-ddi                 |
| IT 954             | 1941           | Orchestra Pippo Barzizza                                                       | Con stile/Addio                                              |
| IT 967             | 1941           | Trio Vocale Sorelle Lescano / Alfredo Clerici                                  | Il mio ritornello/Soltanto un bacio                          |
| IT 971             | 1941           | Oscar Carboni                                                                  | Quella dolce Madonnina/Al viale dei colli                    |
| IT 975             | 1941           | Oscar Carboni                                                                  | Il valzer della strada/Quando mi baci tu                     |
| IT 985             | 1941-42        | Galliano Cocchi / Ernesto Bonino                                               | Serenara che passa/Sivigliana (canta per me)                 |
| IT 995             | ------         | Alberto Rabagliati                                                             | Oi Marì/Dormi bambina                                        |
| IT 1012            |                | Nuccia Natali                                                                  | Lasciami dir (che t'amo)/Vita contadina                      |
| IT 1031            | 1942           | Fausto Tommei e Trio Lescano / Alberto Rabagliati                              | Il solletico/Prima rondine                                   |
| IT 1094            | 1942           | Lina Termini / Alfredo Clerici                                                 | Adorazione/Canta il ruscello                                 |
| IT 1100            | 1942           | Ernesto Bonino e Silvana Fioresi / Lina Termini e Silvana Fioresi              | Bionda mia bella bionda/La pupa della nonna                  |
| IT 1103            | 1942           | Trio Vocale Sorelle Lescano                                                    | Signorina Ticchettì/La pensione do-re-mi                     |
| IT 1126            | 1942           | Fausto Tommei e il Trio Vocale Sorelle Lescano                                 | Serafina, bada che/Lampadina blu                             |
| IT 1153            | 1942           | Ernesto Bonino                                                                 | Sogno nel bosco/Ascolta il vento                             |
| IT 1175            | 1942           | Trio Vocale Sorelle Lescano                                                    | Se quel sorriso/?                                            |
| IT 1186            | 1942           | Lina Termini / Jone Caciagli                                                   | Lilì Marlen/Caro papà                                        |

### 78 giri serie DC
| Numero di catalogo          | Anno                                 | Interprete | Titoli                                                                                          |
| --------------------------- | ------------------------------------ | --- | ----------------------------------------------------------------------------------------------- |
| DC 4004                     | 1941                                 | Lina Termini / Jone Caciagli                                                                                    | Lilì Marlen/Caro papà                                                                           |
| DC 4009                     | 1941                                 | Alberto Rabagliati                                                                                              | Signorinella/Prima rondine                                                                      |
| DC 4010                     | 1941                                 | Alberto Rabagliati                                                                                              | Torna a Capri/Ritorna Settembre                                                                 |
| DC 4011                     | 1941                                 | Ernesto Bonino /Ernesto Bonino e il Trio Aurora                                                                 | Dimmi il tuo nome bambina/Come ti chiami                                                        |
| DC 4012                     | 1941                                 | Ernesto Bonino                                                                                                  | Baciamoci in giardino/Sono innamorato                                                           |
| DC 4024 (ristampa di IT806) | 1941                                 | Alberto Rabagliati                                                                                              | Ba ba/Il primo pensiero                                                                         |
| DC 4030                     | 1941                                 | Alberto Rabagliati e il Trio Vocale Sorelle Lescano /Alberto Rabagliati                                         | Canzone del boscaiolo/Bolero cubano                                                             |
| DC 4031                     | 1941                                 | Ernesto Bonino, Mario Volta e il Duo Fiorenza / Ernesto Bonino e Lina Termini                                   | La paloma/Vieni sul mar                                                                         |
| DC 4032                     | 1941                                 | Giovanni Turchetti e Dea Garbaccio                                                                              | Sopra una nuvola con te/Ascensione                                                              |
| DC 4032                     | 1941                                 | Caterinetta Lescano                                                                                             | Canto del bosco/Nebbia                                                                          |
| DC 4035                     | 1941                                 | Oscar Carboni                                                                                                   | Storno stornella/Domani non m'aspettar                                                          |
| DC 4036                     | 1941                                 | Oscar Carboni e il Trio Vocale Sorelle Lescano                                                                  | Firenze sogna/Tango del mare                                                                    |
| DC 4046                     | 1941                                 | Alberto Rabagliati                                                                                              | Ispirazione/Stella del Rio                                                                      |
| DC 4049                     | 1941                                 | Alberto Rabagliati                                                                                              | Un po' di poesia/Madonnina malinconia                                                           |
| DC 4053                     | 1941                                 | Giovanni Vallarino                                                                                              | Voglio vivere ancor/Notturno                                                                    |
| DC 4055                     | 1941                                 | Alberto Rabagliati                                                                                              | Valzer appassionato/Paradiso per due                                                            |
| DC 4065                     | 1941                                 | Oscar Carboni e il Trio Vocale Sorelle Lescano                                                                  | Serenata solitaria/Lungo il margine del fiume                                                   |
| DC 4073                     | 1941                                 | Ernesto Bonino - Orchestra Cetra                                                                                | Non passa più / Da quando penso a te                                                            |
| DC 4079                     | 7 novembre 1941                      | Quartetto Cetra                                                                                                 | L'arca di Noè/Il visconte di Castelfombrone                                                     |
| DC 4081                     | 7 novembre 1941                      | Silvana Fioresi e Ernesto Bonino / Oscar Carboni                                                                | Il valzer degli ambulanti/Organetto vagabondo                                                   |
| DC 4100                     | 1942                                 | Ernesto Bonino e il Trio Aurora / Oscar Carboni e Silvana Fioresi                                               | Genovesina bella/Chiesetta alpina                                                               |
| DC 4101                     | 1942 (Matrici datate 12 luglio 1939) | Alberto Rabagliati                                                                                              | Tabù/Maria la o                                                                                 |
| DC 4110                     | 7 maggio 1942                        | Quartetto Cetra                                                                                                 | Ritmo e felicità/Radames (II puntata)                                                           |
| DC 4114                     | 1942                                 | Quartetto Cetra                                                                                                 | Vecchio Pedro/Quando l'organo suona                                                             |
| DC 4124                     | 16 giugno 1942                       | Quartetto Cetra                                                                                                 | Ruote di carro/Rame nello stagno                                                                |
| DC 4130                     | 1942                                 | Quartetto Cetra                                                                                                 | Banzai giapponesina/Quando canta Rabagliati                                                     |
| DC 4131                     | 1942                                 | Oscar Carboni                                                                                                   | Madonna clara/Passioncella                                                                      |
| DC 4134                     | 1942                                 | Oscar Carboni                                                                                                   | La canzone del mulino/Triste serenata                                                           |
| DC 4135                     | 1942                                 | Caterinetta Lescano                                                                                             | La barca dei sogni/Nella gabbia d’or                                                            |
| DC 4136                     | 1942                                 | Trio Lescano | Don Pasqua'/Vogliamo cantare                                                                    |
| DC 4137                     | 1942                                 | Lina Termini | Tutto passa e si scorda/Fiocco di lana                                                          |
| DC 4138                     | 1942                                 | Silvana Fioresi - Orchestra Cetra                                                                               | Cielo d'Ungheria / Piccolo sentiero                                                             |
| DC 4146                     | 1942                                 | Trio Lescano | Celebre quartetto/All'imbrunire                                                                 |
| DC 4149                     | 21 Settembre 1942                    | Gimelli | Concerto per tromba / Ritmo in conservatorio                                                    |
| DC 4154                     | 1942                                 | Trio Lescano | Ciribiribin/Ohi Marì                                                                            |
| DC 4160                     | 1942                                 | Lina Termini | Una romantica avventura/Fammi sognare                                                           |
| DC 4168                     | 1942                                 | Vincenzo Capponi e Dolores Ottani                                                                               | Tu scendi dalle stelle/Ninna nanna a Gesù                                                       |
| DC 4169                     | 1942                                 | Tito Petralia                                                                                                   | Pastorale montanina/La notte di Betlemme                                                        |
| DC 4174                     | 1942                                 | Trio Vocale Sorelle Lescano                                                                                     | Oh Marie, oh Marie!/Illusion                                                                    |
| DC 4175                     | 1942                                 | Trio Vocale Sorelle Lescano                                                                                     | Herzklopfen/Das Geheimnis Meiner Liebe                                                          |
| DC 4176                     | 1942                                 | Alfredo Clerici                                                                                                 | Sussurro di primavera/Fiorellin del prato                                                       |
| DC 4177                     | 22 febbraio 1943                     | Lina Termini | Ma l'amore no/La porta chiusa                                                                   |
| DC 4187                     | 1943                                 | Nella Colombo / Dea Garbaccio, Aldo Donà e Nella Colombo                                                        | Il bicchiere della staffa / Il tamburo della banca d'Affori                                     |
| DC 4188                     | 1943                                 | Tina Allori e il Trio Capinere                                                                                  | Notte e dì/Contadinello innamorato                                                              |
| DC 4200                     | 1943                                 | Ernesto Bonino e il Trio Lescano                                                                                | O Carolina/Tutti vogliono cantare                                                               |
| DC 4202                     | 21 aprile 1943                       | Aldo Donà | Serenata ad un angelo/Luciana                                                                   |
| DC 4209                     | 1943                                 | Coro e Banda Carabinieri / Coro Tufacchi                                                                        | Inno di Garibaldi/Canto degli italiani (Inno di Mameli)                                         |
| DC 4221                     | 1943                                 | Caterinetta Lescano                                                                                             | Strada deserta/Sorge il sol                                                                     |
| DC 4229                     | 1943                                 | Oscar Carboni                                                                                                   | Sentiero/Dolce Maria                                                                            |
| DC 4231                     | 1943                                 | Quartetto Cetra                                                                                                 | Bastano poche note/Basta con la noia                                                            |
| DC 4239                     | 1943                                 | Silvano Lalli                                                                                                   | Valzer dell'amore/Buona fortuna                                                                 |
| DC 4245                     | 13 aprile 1943 - XXI                 | Ernesto Bonino                                                                                                  | Madonna luna/Senza rossetto                                                                     |
| DC 4250                     | 29 giugno 1943                       | Lilia Silvi | Sento il cuore che batte/ Canzone dell'usignolo                                                 |
| DC 4259                     | 1943                                 | Wolmer Beltrami                                                                                                 | Vendemmiando/Pascolando                                                                         |
| DC 4261                     | 1943                                 | Trio Capinere                                                                                                   | Uno due tre/La vispa Teresa                                                                     |
| DC 4270                     | 1943                                 | Mario Visconti                                                                                                  | Que le importa el mundo?/Cuando el corazon                                                      |
| DC 4286                     | 1943                                 | Silvana Fioresi                                                                                                 | A fior di labbra/?                                                                              |
| DC 4290                     | 1943                                 | Quartetto Cetra                                                                                                 | Pattuglia gaia ovvero la favola dei tre pesciolini/Radames (II puntata)                         |
| DC 4300                     | 1944                                 | Otello Boccaccini / Alfredo Clerici                                                                             | Amor di pastorello/Fili d'oro                                                                   |
| DC 4302                     | 1944                                 | Aldo Donà, Lina Termini e Oscar Carboni                                                                         | Venezia, la luna e tu/Canta il ruscello                                                         |
| DC 4303                     | 1944                                 | Galliano Cocchi                                                                                                 | Mamma/Stornellata all'antica                                                                    |
| DC 4308                     | 24 febbraio 1944                     | Wolmer Beltrami e il suo Quartetto Ritmico                                                                      | Ma la mamma non lo sa/Fantasia di canzoni:Ma l'amore no-Ho un sassolino nella scarpa-Notte e dì |
| DC 4309                     | 26 febbraio 1944                     | Quartetto Cetra                                                                                                 | Funiculì funiculà/Il ritmo del ventaglio                                                        |
| DC 4319                     | Febbraio 1944                        | Quartetto Cetra                                                                                                 | Dove siete stata la notte del 3 giugno/La nonna racconta                                        |
| DC 4321                     | Febbraio 1944                        | Quartetto Cetra                                                                                                 | La leggenda di Radames/Mal di testa                                                             |
| DC 4345                     | 1944                                 | Dea Garbaccio e Nilla Pizzi / Alfredo Clerici                                                                   | Verrà / L'alpino sogna                                                                          |
| DC 4361                     | 1945                                 | Liliana / Fausto Tommei                                                                                         | La gagarella del Biffi Scala/Pepè e Papoos                                                      |
| DC 4371                     | 1945                                 | Alfredo Clerici                                                                                                 | Canzone meravigliosa/A Capo Cabana                                                              |
| DC 4378                     | 1945                                 | Dea Garbaccio                                                                                                   | Amor, amor, amor/Besame mucho                                                                   |
| DC 4379                     | 1945                                 | Armando Broglia                                                                                                 | Serenata a Vallechiara/T'amo                                                                    |
| DC 4380                     | 1945                                 | Vittorio Belleli                                                                                                | I'll Walk Alone/Seet And Lovely                                                                 |
| DC 4381                     | 1945                                 | Nella Colombo / Gigi Beccaria                                                                                   | Perduto amore (in cerca di te)/La balabanca                                                     |
| DC 4382                     | 1945                                 | Vittorio Belleli                                                                                                | Il treno della neve/La polca dei baci                                                           |
| DC 4383                     | 1945                                 | Alfredo Clerici - Orchestra diretta da Beppe Mojetta                                                            | C'è una Capinera (nel mio cuor)/Amore Perduto                                                   |
| DC 4390                     | 1945                                 | Armando Broglia / Gigi Beccaria                                                                                 | Tenerezze/Mamma luntana                                                                         |
| DC 4392                     | 1945                                 | Armando Broglia / Sergio Renda                                                                                  | Domani partirò/Boogie woogie                                                                    |
| DC 4394                     | 13 novembre 1945                     | Sergio Renda /Gigi Beccaria                                                                                     | Non sei mai stata così bella/Vanne canzon                                                       |
| DC 4395                     | 1945                                 | Aldo Donà | Io solo andrò/Non saprai mai                                                                    |
| DC 4398                     | 6 e 12 dicembre 1945                 | Gigi Beccaria                                                                                                   | Era lei/Cicocicocì                                                                              |
| DC 4428                     | 1946                                 | Ernesto Bonino                                                                                                  | Lo sanno pure nella luna/?                                                                      |
| DC 4430                     | 1946                                 | Ernesto Bonino                                                                                                  | Tutto ti attende/?                                                                              |
| DC 4464                     | 1946                                 | Ernesto Bonino                                                                                                  | Caro sole/Il pirata Joe                                                                         |
| DC 4466                     | 1946                                 | Armando Broglia / Gabriella Alciato                                                                             | Tu vieni da un sogno/Minnie di Trinidad                                                         |
| DC 4469                     | 1946                                 | Ernesto Bonino                                                                                                  | Tristezze/Black and Johnny                                                                      |
| DC 4480                     | 1946                                 | Aldo Ciardi | È vero signor Strauss/?                                                                         |
| DC 4489                     | 1946                                 | Aldo Ciardi | Con un canto nel cuor/Brasil                                                                    |
| DC 4497                     | 1946                                 | Aldo Donà | Laura/Maria                                                                                     |
| DC 4528                     | 1946                                 | Oscar Carboni                                                                                                   | Speranza amara/Hanno rapito la luna                                                             |
| DC 4530                     | 1946                                 | Oscar Carboni                                                                                                   | Mamma santa/Madonna amore                                                                       |
| DC 4535                     | 1946                                 | Giuseppe Marzari                                                                                                | A scià Margherita/Viaggiatore di commercio                                                      |
| DC 4554                     | 16 novembre 1946                     | Ernesto Bonino e Quartetto Stars / Ernesto Bonino                                                               | Quando cantava la nonna/Che gioia cantare                                                       |
| DC 4555                     | 1946                                 | Ernesto Bonino                                                                                                  | Così com'è/Ti ricordo                                                                           |
| DC 4562                     | 1947                                 | Gigi Beccaria                                                                                                   | Maricò/Bailamos la samba                                                                        |
| DC 4569                     | 1947                                 | Gigi Beccaria                                                                                                   | Ma coquette/Il valzer del boogie woogie                                                         |
| DC 4578                     | 1947                                 | Carla Dupont | Walzer delle candele/Perfidia                                                                   |
| DC 4581                     | 23 maggio 1947                       | Mara Mauri | Ay, Ay, Si, Si/Cadrà cadrà                                                                      |
| DC 4588                     | 1947                                 | Aldo Donà e Mara Mauri                                                                                          | Capitan Cocoricò/Lo sai dov'è Zazà?                                                             |
| DC 4589                     | 1947                                 | Aldo Donà | Sei tanto bella/Gioia di vivere                                                                 |
| DC 4592                     | 1947                                 | Complesso Rio Rita                                                                                              | Il mio uomo è tornato/Haw little we know                                                        |
| DC 4599                     | 31 maggio 1947                       | Gigi Beccaria                                                                                                   | Adios morena/Cariñito                                                                           |
| DC 4627                     | 17 giugno 1947                       | Alberto Rabagliati                                                                                              | Babalu/Bahia                                                                                    |
| DC 4628                     | 17 giugno 1947                       | Alberto Rabagliati                                                                                              | La famiglia musicale/Passano gli anni                                                           |
| DC 4635                     | 21 giugno 1947                       | Aldo Donà | Peppone se ne va/La solita canzone                                                              |
| DC 4638                     | 1947                                 | Jone Caciagli                                                                                                   | Vecchio lampionaio/La bocca no                                                                  |
| DC 4639                     | 1947                                 | Mara Mauri / Jone Cacciagli                                                                                     | Nostalgia di te/Il nonno americano                                                              |
| DC 4642                     | 1947                                 | Aldo Donà | Abbasso le donne/La luna e sei soldi                                                            |
| DC 4645                     | 1947                                 | Gigi Beccaria / Aldo Donà                                                                                       | Tu sei bella Gabriella/Suona balalaika                                                          |
| DC 4662                     | 1947                                 | Francesco Albanese                                                                                              | ‘O surdato ‘nnammurato/Pecchè?                                                                  |
| DC 4681                     | 1947                                 | Carla Dupont / Aldo Donà                                                                                        | Una notte a Rio/Con te vorrei                                                                   |
| DC 4688                     | 1947                                 | Oscar Carboni                                                                                                   | Firenze sogna/Tango del mare                                                                    |
| DC 4690                     | 1947                                 | Oscar Carboni                                                                                                   | Strada delle mimose/Triste serenata                                                             |
| DC 4700                     | 1947                                 | Conchita Velez                                                                                                  | El rancho grande/?                                                                              |
| DC 4703                     | 1947                                 | Aldo Donà | Te vojo ben/Toute la semaine                                                                    |
| DC 4707                     | 1947                                 | Ilda Tulli | La cumparsita/Gelosia                                                                           |
| DC 4709                     | 1947                                 | Ilda Tulli / Orchestra della Canzone "Cetra"                                                                    | Gelosia/Cumparsita                                                                              |
| DC 4710                     | 1947                                 | Conchita Velez e Ramon Monteiro / Ilda Tulli                                                                    | Chico Chico/Tutta la vita                                                                       |
| DC 4719                     | 1947                                 | Aldo Corsi / Dario Dalla                                                                                        | Viva la fisarmonica/Argentinita                                                                 |
| DC 4721                     | 17 febbraio e 29 gennaio 1948        | Ariodante Dalla                                                                                                 | Roma forestiera/Forestiera a Roma                                                               |
| DC 4722                     | 1948                                 | Lidia Martorana e Aldo Donà                                                                                     | Ci vedremo a Sorrento/Musica in piazza                                                          |
| DC 4729                     | 17 febbraio 1948                     | Elio Lotti / Ariodante Dalla e Elena Beltrami                                                                   | Torna amor/Oui mademoiselle                                                                     |
| DC 4730                     | 1948                                 | Lidia Martorana                                                                                                 | Ci-Baba Ci-Baba/Io t'amo                                                                        |
| DC 4739                     | 4 marzo 1948                         | Ariodante Dalla                                                                                                 | Donne di Spagna/Canta o mia canzon                                                              |
| DC 4750                     | 10 marzo 1948                        | Mara Mauri | Canto del mare/Fragilità                                                                        |
| DC 4764                     | 1948                                 | Orchestra e coro della Radio                                                                                    | Il canto degli italiani/Inno a Roma                                                             |
| DC 4773                     | 16 aprile 1948                       | Alberto Rabagliati                                                                                              | La mer/La vie en rose                                                                           |
| DC 4774                     | 16 aprile 1948                       | Alberto Rabagliati                                                                                              | Chanson du souvenir/Mam'selle                                                                   |
| DC 4765                     | 1948                                 | Gigi Beccaria                                                                                                   | Il valzer del bicchierino/Sulla bici...bicicletta                                               |
| DC 4792                     | 1948                                 | Nilla Pizzi | Oh papà/Sul mare luccica                                                                        |
| DC 4793                     | 1948                                 | Nilla Pizzi | Il monello/La vita è rosa                                                                       |
| DC 4794                     | 19 giugno 1948                       | Alfredo Clerici / Antonio Basurto                                                                               | Volerti tanto bene/Sospiratella                                                                 |
| DC 4795                     | 1948                                 | Nilla Pizzi, Antonio Basurto e Alfredo Clerici                                                                  | A Ka-li-ka-li-ko/Se tu m'ami non so                                                             |
| DC 4796                     | 19 giugno 1948                       | Nilla Pizzi | Cocoricò/Maria de Bahia                                                                         |
| DC 4802                     | 1948                                 | Aldo Donà | Ti porterò sul Cucciolo/I pompieri di Viggiù                                                    |
| DC 4804                     | 31 luglio e 24 marzo 1948            | Ariodante Dalla                                                                                                 | Teresinella/Dov'è?                                                                              |
| DC 4805                     | 1948                                 | Elio Lotti / Lidia Martorana                                                                                    | Oh Mama uhè/Con tutta l'anima                                                                   |
| DC 4806                     | 14 Settembre 1948                    | Lidia Martorana                                                                                                 | La storia di tutti / Amore baciami                                                              |
| DC 4814                     | 19 Settembre 1948                    | Aldo Donà | Mama negra / Ti voglio baciar                                                                   |
| DC 4818                     | 29 settembre 1948                    | Ariodante Dalla e i Radio Boys / Elio Lotti                                                                     | Amore sotto la luna/Baciami chérie                                                              |
| DC 4820                     | 1948                                 | Clara Jaione | I pompieri di Viggiù/L'onorevole Bricolle                                                       |
| DC 4821                     | 1948                                 | Nilla Pizzi | La chupeta/Mi triste corazon                                                                    |
| DC 4822                     | 1948                                 | Nilla Pizzi | Donde vas?/?                                                                                    |
| DC 4825                     | 1948                                 | Nilla Pizzi | In fondo al cuore/Canzone d'autunno                                                             |
| DC 4826                     | 1948                                 | Nilla Pizzi | Va pensier/?                                                                                    |
| DC 4827                     | 1948                                 | Nilla Pizzi | La ultima noche/Armonie in ombra - Verde luna                                                   |
| DC 4828                     | 14 e 19 ottobre 1948                 | Duo Fasano | Mira la niña/Beguine to beguine                                                                 |
| DC 4833                     | 1948                                 | Nilla Pizzi / Elio Lotti                                                                                        | Dopo di te/O mama mama                                                                          |
| DC 4834                     | 1948                                 | Nilla Pizzi | Vivere baciandoti/Perché non sognar                                                             |
| DC 4838                     | 1948                                 | Nilla Pizzi | Avec son tra-la-la/?                                                                            |
| DC 4839                     | 1948                                 | Nilla Pizzi | Che si fa? (con le fanciulle)/Che Peccato                                                       |
| DC 4840                     | 1948                                 | Lidia Martorana                                                                                                 | Addormentarmi così/Voglio parlare col mare                                                      |
| DC 4841                     | 1948                                 | Nilla Pizzi | È tutta propaganda/?                                                                            |
| DC 4842                     | 1948                                 | Nilla Pizzi | Clopin clopan/Serenata delle campane                                                            |
| DC 4843                     | 1948                                 | Nilla Pizzi | Manana por la manana/Corumba                                                                    |
| DC 4847                     | 1948                                 | Lidia Martorana                                                                                                 | Paquito Lindo/Lover Man                                                                         |
| DC 4850                     | 1948                                 | Ariodante Dalla                                                                                                 | A Rio de Janeiro/Adieu                                                                          |
| DC 4860                     | 1948                                 | Aldo Donà / Quartetto Stars                                                                                     | Rosse labbra/Con chitarra e mandolini                                                           |
| DC 4870                     | 11 novembre e 15 dicembre 1948       | Ariodante Dalla                                                                                                 | Moresca / Non è una serenata                                                                    |
| DC 4880                     | 1948                                 | Ariodante Dalla - Orch. Cetra diretta dal M° P. Barzizza                                                        | Bella Italiana/Caballero de Maquita                                                             |
| DC 4891                     | 14 gennaio 1949                      | Nilla Pizzi, Luciano Benevene e Duo Fasano / Duo Fasano                                                         | Bongo Bongo (Civilization) / Bonghi alla batteria (Drum Boogie)                                 |
| DC 4892                     | 18 novembre 1948 e 14 gennaio 1949   | Luciano Benevene e Duo Fasano / Gigi Beccaria                                                                   | La gioventù / Madonnina mia                                                                     |
| DC 4893                     | 14 gennaio 1949                      | Duo Fasano / Luciano Benevene                                                                                   | I ragazzi dello swing / Lily Bolero (Laroo Laroo Lily Bolero)                                   |
| DC 4894                     | 1949                                 | Nilla Pizzi | E' troppo tardi/Sognami                                                                         |
| DC 4895                     | 31 gennaio 1949                      | Gigi Beccaria / Nilla Pizzi e Luciano Benevene                                                                  | Nel boschetto/Milano canta                                                                      |
| DC 4896                     | 1949                                 | Nilla Pizzi e Luciano Benevene                                                                                  | Esclava/Dance avec moi                                                                          |
| DC 4899                     | 1949                                 | Corale della "Cogne"                                                                                            | Montagnes valdotaines/La blanchisseuse - La bergere                                             |
| DC 4900                     | 1949                                 | Corale della "Cogne"                                                                                            | Voici venir la nuit/Belle rose                                                                  |
| DC 4901                     | 26 gennaio 1949                      | Gigi Beccaria                                                                                                   | Non senti più/Lariulà                                                                           |
| DC 4904                     | 1949                                 | Aldo Donà | Dove sei, mon amour/Lanterna blu                                                                |
| DC 4905                     | 1949                                 | Nilla Pizzi | Pecchiolite/?                                                                                   |
| DC 4914                     | 1949                                 | Lidia Martorana / Aldo Donà                                                                                     | Ma cos'è mai l'amore/Amami                                                                      |
| DC 4919                     | 1949                                 | Nilla Pizzi | Cantando/Leggenda di Rosellina                                                                  |
| DC 4920                     | 1949                                 | Nilla Pizzi | Panorama di Napoli/Laguna addormentata                                                          |
| DC 4922                     | 1949                                 | Aldo Donà e Dea Garbaccio / Carla Boni                                                                          | E' tanto bella ma.../Sempre con te                                                              |
| DC 4925                     | 1949                                 | Antonio Basurto                                                                                                 | Me so 'mbriacato 'e sole/Napulitanamente                                                        |
| DC 4927                     | 1949                                 | Nilla Pizzi | Reve d'un soir/?                                                                                |
| DC 4930                     | 1949                                 | Antonio Basurto                                                                                                 | Sempre qui/Canta la nostalgia                                                                   |
| DC 4936                     | 1949                                 | Nilla Pizzi | Tessilmoda/?                                                                                    |
| DC 4940                     | 15 marzo 1949                        | Quartetto Cetra                                                                                                 | Oggi ho visto un leon/Una samba, por favor                                                      |
| DC 4941                     | 16 marzo 1949                        | Quartetto Cetra                                                                                                 | Gelosia/Bongo Bongo                                                                             |
| DC 4942                     | 16 marzo 1949                        | Quartetto Cetra                                                                                                 | Toolie-Oolie-Doolie/Route 66                                                                    |
| DC 4943                     | 16 marzo 1949                        | Quartetto Cetra                                                                                                 | Shangai Lil/M'ama, non m'ama                                                                    |
| DC 4944                     | 16 marzo 1949                        | Quartetto Cetra                                                                                                 | Il figlio del barbiere/Oci-Oci-Ciornia                                                          |
| DC 4950                     | 1949                                 | Duo Fasano / Luciano Benevene                                                                                   | Pepè le Cocò/Piccolo Paradiso                                                                   |
| DC 4951                     | 1949                                 | Nilla Pizzi | Paloma nera/?                                                                                   |
| DC 4952                     | 1949                                 | Nilla Pizzi | Hula-hi/?                                                                                       |
| DC 4953                     | 1949                                 | Aldo Donà/Ermanno Costanzo                                                                                      | Sei bellissima/Perdo la bussola                                                                 |
| DC 4958                     | 1º aprile 1949                       | Clara Jaione / Antonio Basurto e Clara Jaione                                                                   | I Cadetti di Guascogna/Oh, Jolanda!...                                                          |
| DC 4968                     | 1949                                 | Nilla Pizzi | T'aspetto a Margellina/Ancora                                                                   |
| DC 4969                     | 1949                                 | Nilla Pizzi, Luciano Benevene e Gigi Beccaria                                                                   | Qualcosa in Perù/Avanti e indré                                                                 |
| DC 4971                     | 1949                                 | Nilla Pizzi | Donatemi un fiore/L'omino del violino                                                           |
| DC 4972                     | 1949                                 | Nilla Pizzi | Acquarello napoletano/Un violino nel mio cuore                                                  |
| DC 4974                     | 1949                                 | Nilla Pizzi | Ciao ciao/?                                                                                     |
| DC 4984                     | 1949                                 | Clara Jaione e Antonio Basurto                                                                                  | Mimì e Cocò/Bolognesina mia                                                                     |
| DC 4986                     | 4 luglio 1949                        | Rossana Beccari                                                                                                 | Ho sete di baci/Quante carezze                                                                  |
| DC 4988                     | 1949                                 | Nilla Pizzi | Occhi languidi/Non aspetto nessuno                                                              |
| DC 4989                     | 1949                                 | Nilla Pizzi | Di più/Piccolo abat-jour                                                                        |
| DC 4990                     | 1949                                 | Nilla Pizzi | Per sempre/Serenata d'amore                                                                     |
| DC 4991                     | 18 e 14 luglio 1949                  | Ariodante Dalla / Aldo Donà                                                                                     | Nostalgia giuliana/Pescatore di Fertilia                                                        |
| DC 4992                     | 1949                                 | Nilla Pizzi | Sul mare luccica/?                                                                              |
| DC 4993                     | 1949                                 | Nilla Pizzi | Non aspetto nessuno/?                                                                           |
| DC 5004                     | 1949                                 | Nilla Pizzi | La raspa/La raspa (2)                                                                           |
| DC 5005                     | 1949                                 | Nilla Pizzi e Duo Fasano                                                                                        | Samba spensierata/Rumba di primavera                                                            |
| DC 5006                     | 1949                                 | Nilla Pizzi | Settimana d'amore/Voglio confessar                                                              |
| DC 5010                     | 1949                                 | Sergio D'Alba                                                                                                   | Vecchia Firenze/Canzone a mamma                                                                 |
| DC 5012                     | 1949                                 | Aldo Donà e i Radio Boys                                                                                        | Angeli negri/Valzer dell'ascensore                                                              |
| DC 5014                     | 1949                                 | Aldo Donà e i Radio Boys                                                                                        | Se vuoi ballar la samba/Melody                                                                  |
| DC 5015                     | 1949                                 | Ugo Dini / Narciso Parigi e Brenda Gioi                                                                         | Un angelo verrà/La famiglia numerosa                                                            |
| DC 5020                     | 1949                                 | Nilla Pizzi | L'omino del violino/Settimana d'amore                                                           |
| DC 5024                     | 1949                                 | Antonio Vasquez                                                                                                 | La prima canzone/Signorinella mia                                                               |
| DC 5027                     | 1949                                 | Narciso Parigi                                                                                                  | Vent'anni/Santa Maria del Fiore                                                                 |
| DC 5029                     | 1949                                 | Rossana Beccari, Sergio D'Alba                                                                                  | Samba a Posillipo/Povero Pedro                                                                  |
| DC 5030                     | 1949                                 | Clara Jaione, Sergio D'Alba                                                                                     | La guapa/Rosso di sera                                                                          |
| DC 5034                     | 1949                                 | Nilla Pizzi | Avanti e indrè/?                                                                                |
| DC 5036                     | 1949                                 | Aldo Donà e i Radio Boys                                                                                        | Chissà, chissà, chissà/Se a Milan ci fosse il mare                                              |
| DC 5037                     | 19 ottobre 1949                      | Elena Beltrami / Lidia Martorana                                                                                | Dolce violino/Un giorno m'hai sorriso                                                           |
| DC 5042                     | 2 novembre 1949                      | Quartetto Cetra                                                                                                 | Il trenino dei sogni/I tre alberi e la casetta                                                  |
| DC 5043                     | 2 novembre 1949                      | Quartetto Cetra                                                                                                 | Nella vecchia fattoria/La lampada di Aladino                                                    |
| DC 5044                     | 29 ottobre e 5 novembre 1949         | Elena Beltrami, Aldo Donà e Radio Boys /Ariodante Dalla e Radio Boys                                            | Tarantella d'amore/La chiesetta del Gesù                                                        |
| DC 5046                     | 1949                                 | Aldo Donà | Chissà,chissà,chissà/Angeli negri                                                               |
| DC 5047                     | 1949                                 | Nilla Pizzi | Luna sobre el Yaragua/Dolce Francia                                                             |
| DC 5048                     | 1949                                 | Nilla Pizzi | Acercate mas/Quizas, quizas, quizas                                                             |
| DC 5050                     | 1949                                 | Nilla Pizzi | Quanta nostalgia/?                                                                              |
| DC 5051                     | 2 novembre 1949                      | Quartetto Cetra                                                                                                 | Ma un paese/Sette baci, tre carezze                                                             |
| DC 5052                     | 2 novembre 1949                      | Quartetto Cetra                                                                                                 | Johnny ed Alice (Storia di due cappelli)/Il Maragià del Mogadir                                 |
| DC 5053                     | 1949                                 | Nilla Pizzi | Quanta nostalgia/?                                                                              |
| DC 5055                     | 1949                                 | Aldo Donà e Lidia Martorana                                                                                     | Speak Low/Bolero                                                                                |
| DC 5066                     | 1949                                 | Lidia Martorana                                                                                                 | Che mele/Nyango Nyango                                                                          |
| DC 5067                     | 1949                                 | Nilla Pizzi | Questa notte saprò/Que serà de mi                                                               |
| DC 5068                     | 1949                                 | Nilla Pizzi | Vivo nel sogno/Amigo                                                                            |
| DC 5069                     | 1949                                 | Nilla Pizzi | Con te sempre restar/Samba del tranvai                                                          |
| DC 5072                     | 1949                                 | Nilla Pizzi | Incanto tropicale/?                                                                             |
| DC 5073                     | 1949                                 | Nilla Pizzi | Amor de gitano/Questo è il momento                                                              |
| DC 5074                     | 13 gennaio 1950                      | Gigi Beccaria / Radio Boys                                                                                      | Stornellata romana/Il valzer delle tagliatelle                                                  |
| DC 5085                     | 1950                                 | Aldo Donà, Elena Beltrami e i Radio Boys / Aldo Donà e Lidia Martorana                                          | Tarantella dell'amore/Che mele                                                                  |
| DC 5090                     | 1950                                 | Quartetto Stars                                                                                                 | Los tres caballeros/Ya sé que tienes (Perché tu m'hai lasciato)                                 |
| DC 5102                     | 13 marzo 1950                        | Gabriella Alciato                                                                                               | Pagherò/Questa è la canzon                                                                      |
| DC 5107                     | 1950                                 | Antonio Basurto                                                                                                 | Addio sogni di gloria/Quando il fiume                                                           |
| DC 5108                     | 24 marzo 1950                        | Lidia Martorana                                                                                                 | Andalusa/Quella cosa (chiamata amore)                                                           |
| DC 5113                     | 17 aprile 1950                       | Quartetto Cetra                                                                                                 | Che farà Maria?/Non funziona                                                                    |
| DC 5114                     | 17 aprile 1950                       | Quartetto Cetra                                                                                                 | Dimmi un po' Sinatra/Un napoletano a Parigi                                                     |
| DC 5115                     | 17 aprile 1950                       | Quartetto Cetra                                                                                                 | I Surrender, Dear/Non funziona                                                                  |
| DC 5116                     | 1950                                 | Lucia Mannucci                                                                                                  | Sei più giovane di me/?                                                                         |
| DC 5117                     | 1950                                 | Radio Boys / Luciano Benevene e il Duo Fasano                                                                   | Malaguena/A cochabamba                                                                          |
| DC 5120                     | 1950                                 | Antonio Basurto / Tino Vailati                                                                                  | La signora di trent'anni fa/Sempre                                                              |
| DC 5121                     | 1950                                 | Nilla Pizzi | Il caracol/Ba-tu-ca-da                                                                          |
| DC 5122                     | 1950                                 | Nilla Pizzi | Ho sognato il paradiso/Prelude                                                                  |
| DC 5124                     | 1950                                 | Nilla Pizzi | Ti fai baciar dal sole/Mentre l'Angelus                                                         |
| DC 5128                     | 1950                                 | Ernesto Bonino                                                                                                  | Me acuerdo de ti/Sabor de engaño                                                                |
| DC 5134                     | 1950                                 | Clara Jaione / Rossana Beccari                                                                                  | Bonne Nuit Chérie/Ai bei tempi che Berta filava                                                 |
| DC 5136                     | 12-06-1950                           | Narciso Parigi                                                                                                  | Mamma Bianca (arr. Ennio Morricone)                                                             |
| DC 5141                     | 1950                                 | Aldo Donà | A quarant'anni/Per una sola                                                                     |
| DC 5143                     | 1950                                 | Aldo Donà | Oggi son milionario/Varsavia beguine                                                            |
| DC 5147                     | 19 luglio 1950                       | Duo Fasano / Nilla Pizzi e Duo Fasano                                                                           | Vecchie cornamuse/Che cosa è la vita                                                            |
| DC 5148                     | 1950                                 | Nilla Pizzi | L'orchestrina del mio paese/Radio Tolosa                                                        |
| DC 5149                     | 1950                                 | Nilla Pizzi | Nulla/Noche de ronda                                                                            |
| DC 5150                     | 21 luglio 1950                       | Achille Togliani / Nilla Pizzi e Duo Fasano                                                                     | Baciami/Il piccolo navio                                                                        |
| DC 5151                     | 1950                                 | Duo Fasano / Nilla Pizzi                                                                                        | Gelsomini di Alelì/Nasce l'amore                                                                |
| DC 5154                     | 1950                                 | Nilla Pizzi / Ernesto Bonino                                                                                    | Seza di te/Il mulino dei sogni                                                                  |
| DC 5163                     | 22 agosto 1950                       | Pina Lamara | Surriento d''e nnammurata/'A canzone d''o Roccocò                                               |
| DC 5164                     | 1950                                 | Elsa Fiore | Torname o core mio/Fatalità                                                                     |
| DC 5177                     | 1950                                 | Luciano Benevene                                                                                                | La nostra vita/Un terzo di passione                                                             |
| DC 5179                     | 1950                                 | Luciano Benevene                                                                                                | Chinito chinito/Se mi vuoi bene, baciami                                                        |
| DC 5169                     | 2 settembre 1950                     | Carla Boni / Carla Boni e Luisito Santos                                                                        | Il mago Bakù/Ai nostri monti                                                                    |
| DC 5183                     | 1950                                 | Achille Togliani / Nilla Pizzi                                                                                  | Madame Susie/Steppa bianca                                                                      |
| DC 5184                     | 1950                                 | Achille Togliani / Nilla Pizzi                                                                                  | Varsavia beguine/Italia mia                                                                     |
| DC 5186                     | 1950                                 | Duo Fasano / Nilla Pizzi                                                                                        | Vecchio treno/Lettere                                                                           |
| DC 5187                     | 1950                                 | Nilla Pizzi / Duo Fasano                                                                                        | Non piangere per me/Bahia                                                                       |
| DC 5188                     | 1950                                 | Nilla Pizzi e Duo Fasano / Nilla Pizzi                                                                          | Mademoiselle de Paris/Emigrante                                                                 |
| DC 5189                     | 1950                                 | Achille Togliani                                                                                                | Addio signora/Così piange Pierrot                                                               |
| DC 5190                     | 1950                                 | Duo Fasano / Nilla Pizzi                                                                                        | Noche de luna/Lovelight in the starlight                                                        |
| DC 5191                     | 1950                                 | Nilla Pizzi | Tu cosa farai di me/Vorrei piangere                                                             |
| DC 5192                     | 1950                                 | Nilla Pizzi | Ti parleran di me/?                                                                             |
| DC 5193                     | 1950                                 | Nilla Pizzi | Capriccio/Vele al vento                                                                         |
| DC 5197                     | 25 ottobre 1950                      | Quartetto Cetra                                                                                                 | Trombolino e Pennacchietta/Il tappeto volante                                                   |
| DC 5198                     | 25 ottobre 1950                      | Quartetto Cetra                                                                                                 | La letterina di Natale/E' bruciata la fattoria                                                  |
| DC 5199                     | 1950                                 | Luciano Benevene                                                                                                | Settembre/Estasi d'amore                                                                        |
| DC 5200                     | 1950                                 | Luciano Benevene                                                                                                | ...E piango/Foglie morte                                                                        |
| DC 5201                     | 1950                                 | Achille Togliani / Nilla Pizzi                                                                                  | Quando te ne andrai/Ciliegi rosa                                                                |
| DC 5202                     | 1950                                 | Nilla Pizzi | Ciliegi rosa/Andalusa                                                                           |
| DC 5203                     | 1950                                 | Duo Fasano | Pioggerella/Coubana Kan                                                                         |
| DC 5204                     | 1950                                 | Tati Casoni | ''Un poquito'' del tuo amor/La mucura                                                           |
| DC 5206                     | 1950                                 | Bruno Gerri | Addio Vecchia Periferia !/Arrotino                                                              |
| DC 5210                     | 24 aprile 1950                       | Ernesto Bonino / Aldo Donà                                                                                      | Buon Natale (Feliz Natal)/Bianco Natale (White Christmas)                                       |
| DC 5211                     | 1950                                 | Orchestra Cesare Gallino                                                                                        | Le campane di San Giusto/La leggenda del Piave                                                  |
| DC 5212                     | 1950                                 | Nilla Pizzi / Radio Boys                                                                                        | Buon Natale/Buon Natale per te                                                                  |
| DC 5213                     | 1950                                 | Achille Togliani                                                                                                | Città silente/Con la pioggi o con la luna                                                       |
| DC 5214                     | 1950                                 | Achille Togliani /Nilla Pizzi                                                                                   | Tornerò/Non dir mai di no                                                                       |
| DC 5215                     | 1950                                 | Cinico Angelini e Otto Strumenti / Nilla Pizzi                                                                  | Il canarino/M'ha detto una conchiglia                                                           |
| DC 5216                     | 1950                                 | Nilla Pizzi | Quiereme mucho/Luna lunera                                                                      |
| DC 5217                     | 1950                                 | Pina Lamara | Chitarrata sottovoce/Venite a Napoli                                                            |
| DC 5218                     | 1950                                 | Pina Lamara | Catene e spine/Fazzuletto arricamato                                                            |
| DC 5219                     | 1950                                 | Pina Lamara | 'A strada 'e Tuledo/'A sciurara                                                                 |
| DC 5220                     | 1950                                 | Antonio Vasquez                                                                                                 | La canzone della strada/Lasciamoci                                                              |
| DC 5221                     | 1950                                 | Antonio Vasquez                                                                                                 | L'ultima serenata/Sei stata tu                                                                  |
| DC 5222                     | 1950                                 | Luciano Benevene                                                                                                | Trieste mia/Trieste de sera                                                                     |
| DC 5223                     | 24 novembre 1950                     | Luciano Benevene                                                                                                | Stringimi/Lydia                                                                                 |
| DC 5229                     | 1950                                 | Mario Ronga | La mia strada/Serenata a mezzogiorno                                                            |
| DC 5230                     | 1950                                 | Mario Ronga | Pazziammo a vienetenne/Nnamurata 'e Surriento                                                   |
| DC 5231                     | 1950                                 | Mario Ronga | Notte d'oriente/Viale Trieste                                                                   |
| DC 5232                     | 1950                                 | Mario Ronga | Napoli antica/Serenata a mezzogiorno                                                            |
| DC 5233                     | 1950                                 | Tino Vailati | Un di verrà (After you've gone)/Tu lo sai musicista                                             |
| DC 5234                     | 1950                                 | Tino Vailati | Anima e corpo (Body and soul)/La storia di Mimì                                                 |
| DC 5236                     | 1950                                 | Cosimo Gilé / Giacomantonio                                                                                     | Si maritau Rosa/Lariulà                                                                         |
| DC 5237                     | 1951                                 | Nilla Pizzi e Duo Fasano / Duo Fasano                                                                           | I sogni son desideri/Cenerentola                                                                |
| DC 5238                     | 1951                                 | Nilla Pizzi / Duo Fasano                                                                                        | Questo è l'amore/Bibbidi-Bobbidi-Bu                                                             |
| DC 5239                     | 1951                                 | Duo Fasano | Voglio essere felice/Lola                                                                       |
| DC 5240                     | 1951                                 | Nilla Pizzi e il Duo Fasano                                                                                     | Me Voi Pa'l Pueblo/Chiquita Bacana                                                              |
| DC 5241                     | 1951                                 | Nilla Pizzi / Clara Jaione                                                                                      | Due gocce d'acqua/Arrivano i nostri                                                             |
| DC 5253                     | 1951                                 | Antonio Basurto                                                                                                 | Zoccoletti/Luciane'...Lucianella                                                                |
| DC 5260                     | 1951                                 | Antonio Basurto                                                                                                 | Senza chitarra/Cinesini                                                                         |
| DC 5262                     | 1951                                 | Nilla Pizzi / Duo Fasano                                                                                        | Grazie dei fiori/Sorrentinella                                                                  |
| DC 5263                     | 1951                                 | Achille Togliani con Nilla Pizzi / Achille Togliani                                                             | La luna si veste d'argento/Serenata a nessuno                                                   |
| DC 5264                     | 1951                                 | Achille Togliani / Duo Fasano                                                                                   | Sedici anni/Sotto il mandorlo                                                                   |
| DC 5265                     | 13 febbraio 1951                     | Nilla Pizzi e Achille Togliani / Achille Togliani e Duo Fasano                                                  | Eco fra gli abetiAl mercato di Pizzighettone                                                    |
| DC 5266                     | 13 febbraio 1951                     | Duo Fasano e Achille Togliani / Duo Fasano                                                                      | Famme durmì/La cicogna distratta                                                                |
| DC 5267                     | 12 maggio 1951                       | Vittoria Mongardi                                                                                               | Buffalo Bill/Senza importanza                                                                   |
| DC 5268                     | 1951                                 | Vittoria Mongardi                                                                                               | Cenerella/Dolce Amanda                                                                          |
| DC 5270                     | 1951                                 | Alberto Rabagliati                                                                                              | La serenata del cow boy/E' bello far l'amore                                                    |
| DC 5271                     | 1951                                 | Alberto Rabagliati                                                                                              | Ascoltando Puccini/A Rio Negro                                                                  |
| DC 5284                     | 1951                                 | Ugo Dini | Veronica/Borgo alpino                                                                           |
| DC 5292                     | 1951                                 | Colaiuti e il Coro della Sila                                                                                   | Calabrisella/Jire mi nne vuogliu                                                                |
| DC 5296                     | 1951                                 | Nilla Pizzi con Duo Fasano                                                                                      | La margherita/Notte di Sanremo                                                                  |
| DC 5297                     | 1951                                 | Achille Togliani con Duo Fasano / Nilla Pizzi                                                                   | Sei fatta per me/Mia cara Napoli                                                                |
| DC 5298                     | 1951                                 | Nilla Pizzi | Ho pianto (una volta sola)/Oro di Napoli                                                        |
| DC 5299                     | 1951                                 | Nilla Pizzi / Achille Togliani                                                                                  | Tutto è finito/Mani che si cercano                                                              |
| DC 5300                     | 1951                                 | Nilla Pizzi / Achille Togliani                                                                                  | È l'alba/Mai più                                                                                |
| DC 5301                     | 1951                                 | Nilla Pizzi / Duo Fasano                                                                                        | La gavottina dei nonni/Nulla cambierà                                                           |
| DC 5302                     | 1951                                 | Nilla Pizzi | Ancora/Con te sempre restar                                                                     |
| DC 5303                     | 1951                                 | Nilla Pizzi / Antonio Basurto                                                                                   | Samba ciociara/Lucia... Lucì!...                                                                |
| DC 5304                     | 1951                                 | Nilla Pizzi | Settembre/Inno all'amore                                                                        |
| DC 5308                     | 1951                                 | Antonio Vasquez                                                                                                 | L'ultimo mandolino/Senza più serenate                                                           |
| DC 5310                     | 20 aprile 1951                       | Clara Jaione | C'era una volta un bimbo/L'omino dei palloncini                                                 |
| DC 5315                     | 1951                                 | Vittoria Mongardi / Duo Fasano                                                                                  | Cenerella/Bibbidi-Bobbidi-Bu                                                                    |
| DC 5323                     | 31 maggio 1951                       | Quartetto Cetra                                                                                                 | Tumbaito (Yo tengo un tumbaito)/Adeus America                                                   |
| DC 5324                     | 1º giugno 1951                       | Quartetto Cetra                                                                                                 | Castellina del Chianti/Vecchia America                                                          |
| DC 5325                     | 31 maggio 1951                       | Quartetto Cetra                                                                                                 | La carambola/La pasticcera                                                                      |
| DC 5326                     | 31 maggio 1951                       | Quartetto Cetra                                                                                                 | Day By Day/Night And Day                                                                        |
| DC 5327                     | 1951                                 | Achille Togliani / Duo Fasano                                                                                   | Vi chiamerò signora/Canta usignol                                                               |
| DC 5328                     | 1951                                 | Nilla Pizzi / Nilla Pizzi e Achille Togliani                                                                    | Anema e core/Mandolino, mandolino a S. Lucia                                                    |
| DC 5329                     | 1951                                 | Nilla Pizzi / Duo Fasano                                                                                        | Amore parlami/A Paris                                                                           |
| DC 5330                     | 8 giugno 1951                        | Duo Fasano / Nilla Pizzi con il Duo Fasano                                                                      | Un cinese a Napoli/El Marinerito                                                                |
| DC 5331                     | 1951                                 | Nilla Pizzi / Nilla Pizzi con il Duo Fasano                                                                     | Misa de las once/Tabù                                                                           |
| DC 5332                     | 22 maggio 1951                       | Nilla Pizzi / Achille Togliani                                                                                  | Al di là dell'amore/Manuela                                                                     |
| DC 5333                     | 1951                                 | Nilla Pizzi e Duo Fasano / Achille Togliani e Duo Fasano                                                        | Stella di neve/Tarantella dell'amore                                                            |
| DC 5334                     | 1951                                 | Nilla Pizzi / Achille Togliani                                                                                  | Stella del sud/Non aspettar domani                                                              |
| DC 5336                     | 30 maggio 1951                       | Duo Fasano / Nilla Pizzi                                                                                        | Tricchete-Trac/Non suonate... questa musica                                                     |
| DC 5337                     | 1951                                 | Nilla Pizzi | Voglio saper/?                                                                                  |
| DC 5338                     | 1951                                 | Nilla Pizzi | Desiderio/?                                                                                     |
| DC 5339                     | 1951                                 | Nilla Pizzi | La pioggia/Storia di un povero cuore                                                            |
| DC 5341                     | 31 maggio e 1º giugno 1951           | Nilla Pizzi | Triste sogno/Fleur d'amour                                                                      |
| DC 5342                     | 1951                                 | Nilla Pizzi | Triste sogno/?                                                                                  |
| DC 5343                     | 1951                                 | Nilla Pizzi | Fleur d'amour/?                                                                                 |
| DC 5344                     | 1951                                 | Francesco Albanese                                                                                              | Mala femmena/Nemmeno 'e rrose                                                                   |
| DC 5345                     | 1951                                 | Pina Lamara | Pusilleco/E gira, gira                                                                          |
| DC 5346                     | 1951                                 | Nino Rossi | Signorina 'e nu vico 'e Tuledo/Core malato                                                      |
| DC 5347                     | 10 luglio 1951                       | Clara Jaione | La Fedora/Totò Tarzan                                                                           |
| DC 5348                     | 10 luglio 1951                       | Clara Jaione | Quando papà portava i baffi/Il fachiro Ka-Li-Kan                                                |
| DC 5356                     | 27 agosto 1951                       | Luciano Benevene                                                                                                | Dolci parole/Va... mio ritornello                                                               |
| DC 5360                     | 1951                                 | Nilla Pizzi | Anema e core/Triste sogno                                                                       |
| DC 5361                     | 1951                                 | Antonio Basurto                                                                                                 | Mala femmene/'A sigaretta                                                                       |
| DC 5362                     | 1951                                 | Antonio Basurto                                                                                                 | Amalia calamita/Vicino... vicino                                                                |
| DC 5363                     | 1951                                 | Antonio Basurto                                                                                                 | Lettera d'America/Tarantella e na vota                                                          |
| DC 5364                     | 1951                                 | Antonio Basurto                                                                                                 | Te scuorde 'o bbene/Santa pacienza                                                              |
| DC 5365                     | 1951                                 | Antonio Basurto                                                                                                 | Che m'ha saputo fa (stu quartu 'e luna)/Pezzullo 'e paraviso                                    |
| DC 5367                     | 1951                                 | Francesco Albanese                                                                                              | Ammore annascuso/Femmene, scure e musica                                                        |
| DC 5368                     | 1951                                 | Francesco Albanese                                                                                              | Quanta nomme/Stanotte                                                                           |
| DC 5369                     | 22 luglio 1951                       | Nino Nipote | 'A vocca 'e Cuncettina/Fenesta rosa                                                             |
| DC 5370                     | 1951                                 | Nino Nipote | Femmene a mezzanotte/Pusilleco                                                                  |
| DC 5371                     | 1951                                 | Nino Nipote | Luna, lù!.../Chella busciarda!...                                                               |
| DC 5372                     | 1951                                 | Nino Nipote | Ddoie lettere/Nemmeno 'e rrose                                                                  |
| DC 5373                     | 1951                                 | Nino Rossi | Faccella 'e santa/Poveru cafunciello...                                                         |
| DC 5374                     | 1951                                 | Maria Colucci                                                                                                   | Sette bellizze/Nennella d'a Nunziata                                                            |
| DC 5375                     | 1951                                 | Pina Lamara | Io voglio 'na canzone/Chitarrella                                                               |
| DC 5376                     | 1951                                 | Pina Lamara | 'A sveglia/'E telare                                                                            |
| DC 5377                     | 1951                                 | Pina Lamara | Penzo sempe a 'na cosa/Acre e doce                                                              |
| DC 5378                     | 1951                                 | Pina Lamara | Sotto 'e culonne/Scurriata schiocca                                                             |
| DC 5379                     | 1951                                 | Francesco Albanese                                                                                              | 'E rrose t'aspettono/Ddoie lettere                                                              |
| DC 5380                     | 1951                                 | Francesco Albanese                                                                                              | Pe' vint'anne/Vicino... vicino                                                                  |
| DC 5381                     | 1951                                 | Nilla Pizzi | Luna rossa/Core pecché suspire                                                                  |
| DC 5382                     | 1951                                 | Nilla Pizzi | Sole grigio/Co' tutt'o core                                                                     |
| DC 5383                     | 1951                                 | Nilla Pizzi | Parlammece c'o tu/Ammore 'e peccerella                                                          |
| DC 5384                     | 1951                                 | Nilla Pizzi | Chi sa si pienze a mme/Pe' tutt'a vita                                                          |
| DC 5385                     | 1951                                 | Nino Nipote | Fra Napule e Milano/Uocchie 'e brillante                                                        |
| DC 5386                     | 1951                                 | Nino Nipote | Scurriato schiocca/Vulesse addeventà                                                            |
| DC 5389                     | 1951                                 | Nino Nipote | Sole grigio/Luna, lù!...                                                                        |
| DC 5390                     | 1951                                 | Nino Nipote / Antonio Basurto                                                                                   | Mezzanotte senza 'e stelle/Femmene, sciure e musica                                             |
| DC 5394                     | 1951                                 | Nilla Pizzi | Ultime foglie/?                                                                                 |
| DC 5395                     | 1951                                 | Nilla Pizzi | Ramiro il fachiro/?                                                                             |
| DC 5396                     | 1951                                 | Nilla Pizzi | Jess il bandito/?                                                                               |
| DC 5397                     | 26 settembre 1951                    | Gino Latilla | Notte nel deserto/Non tramonterà                                                                |
| DC 5398                     | 1951                                 | Nilla Pizzi | Canzone amara/?                                                                                 |
| DC 5399                     | 1951                                 | Achille Togliani                                                                                                | Sospiratella/Abito da sera                                                                      |
| DC 5400                     | 1951                                 | Nilla Pizzi / Gino Latilla                                                                                      | Stelle e lacrime/Gigolette                                                                      |
| DC 5410                     | 1951                                 | Franco Li Causi                                                                                                 | Rio Fox/Cari ricordi                                                                            |
| DC 5411                     | 1951                                 | Franco Li Causi                                                                                                 | La voce del cuore/Angolo buio                                                                   |
| DC 5414                     | 1951                                 | Michele Verso                                                                                                   | Ci rivedremo in costiera/Sospirato tango                                                        |
| DC 5415                     | 1951                                 | Franco Li Causi                                                                                                 | Per le vie di Agrigento/Lucia                                                                   |
| DC 5417                     | 1951                                 | Franco Li Causi                                                                                                 | Bengistica/Valzer tirolese                                                                      |
| DC 5418                     | 1951                                 | Franco Li Causi                                                                                                 | Bedda Sicilia mia/Oh Talia... Talia                                                             |
| DC 5419                     | 1951                                 | Franco Li Causi                                                                                                 | Si sapi che c'è/Vitti 'na crozza                                                                |
| DC 5420                     | 1951                                 | Franco Li Causi                                                                                                 | Alida/Tutti alla danza                                                                          |
| DC 5422                     | 1951                                 | Nilla Pizzi | Misa de las once/?                                                                              |
| DC 5423                     | 1951                                 | Zampogne e ciaramelle di Castelnuovo al Volturno                                                                | Novena di Natale/Tu scendi dalle stelle                                                         |
| DC 5424                     | 8 novembre 1951                      | Quartetto Cetra                                                                                                 | Quando sarò grande/Serafino (aveva un sifolo)                                                   |
| DC 5425                     | 8 novembre 1951                      | Quartetto Cetra                                                                                                 | La partita di calcio/Nel paese di Paperino                                                      |
| DC 5426                     | 8 novembre 1951                      | Quartetto Cetra                                                                                                 | Le sveglie della città/La canzone dell'ascensore                                                |
| DC 5428                     | 14 novembre 1951                     | Tino Vailati | Si dice.../Acqua chiara                                                                         |
| DC 5430                     | 14 novembre 1951                     | Tino Vailati | Forse (è una bugia)/Annalisa                                                                    |
| DC 5432                     | 1951                                 | Nilla Pizzi | Maria Dolores/Arrivederci ancora                                                                |
| DC 5434                     | 1951                                 | Nilla Pizzi | La pellegrina/La mia gioventù                                                                   |
| DC 5435                     | 1951                                 | Nilla Pizzi | Arrivederci amore/Tumbando cana                                                                 |
| DC 5436                     | 1951                                 | Nilla Pizzi | Mananitas de Montemartre/Non amo che te                                                         |
| DC 5437                     | 1951                                 | Angela Andriola e Ficco-Ficco / Paolo Grimaldi                                                                  | Tarandedde pe' tutte/Quadriglia                                                                 |
| DC 5446                     | 1951                                 | Antonio Vasquez                                                                                                 | Canzone del mare/Canzone di primavera                                                           |
| DC 5447                     | 1951                                 | Nilla Pizzi | Core 'ngrato/Stelle e lacrime                                                                   |
| DC 5448                     | 1951                                 | Antonio Basurto                                                                                                 | Cielo 'e Surriento/'E zucculille                                                                |
| DC 5449                     | 1951                                 | Franco Li Causi                                                                                                 | Rio Fox/Che bella ragazza                                                                       |
| DC 5462                     | 1952                                 | Achille Togliani / Oscar Carboni                                                                                | Vecchie mura/Perché le donne belle                                                              |
| DC 5463                     | 1952                                 | Nilla Pizzi / Oscar Carboni                                                                                     | Una donna prega/Madonna delle rose                                                              |
| DC 5464                     | 1952                                 | Nilla Pizzi e Duo Fasano / Oscar Carboni                                                                        | Buonanotte (ai bambini del mondo)/Cantate e sorridete                                           |
| DC 5465                     | 1952                                 | Nilla Pizzi e Coro Orchestra della canzone diretta dal M.o Angelini                                             | Vola colomba/Papaveri e papere                                                                  |
| DC 5466                     | 1952                                 | Achille Togliani / Duo Fasano                                                                                   | Libro di novelle/Al ritmo della carrozzella                                                     |
| DC 5468                     | 1952                                 | Nilla Pizzi e Achille Togliani / Duo Fasano                                                                     | Nel regno dei sogni/Vecchio tram                                                                |
| DC 5469                     | 1952                                 | Gino Latilla | Malinconica tarantella/Un disco dall'Italia                                                     |
| DC 5470                     | 1952                                 | Gino Latilla / Achille Togliani                                                                                 | Pura fantasia/La collanina                                                                      |
| DC 5471                     | 1952                                 | Nilla Pizzi e Duo Fasano / Nilla Pizzi                                                                          | Il valzer di nonna Speranza/Ninna nanna dei sogni perduti                                       |
| DC 5472                     | 1952                                 | Nilla Pizzi | Vola colomba/L'attesa                                                                           |
| DC 5473                     | 1952                                 | Nilla Pizzi e Duo Fasano                                                                                        | Papaveri e papere/Due gattini                                                                   |
| DC 5475                     | 1952                                 | Nilla Pizzi | Portatemi a ballar/?                                                                            |
| DC 5476                     | 31 maggio 1952                       | Nilla Pizzi / Duo Fasano                                                                                        | Passerà/Il visconte di Bragelonne                                                               |
| DC 5477                     | 1952                                 | Achille Togliani / Nilla Pizzi                                                                                  | Silvia/Via Veneto                                                                               |
| DC 5478                     | 1952                                 | Nilla Pizzi / Cinico Angelini e Otto Strumenti, al piano William Galassini                                      | Quattro testine bionde/Danza delle spade                                                        |
| DC 5479                     | 1952                                 | Nilla Pizzi | Maria Magdalena/?                                                                               |
| DC 5480                     | 1952                                 | Gino Latilla e Nilla Pizzi                                                                                      | I cavalieri del cielo/Buonanotte Irene                                                          |
| DC 5481                     | 1952                                 | Nilla Pizzi | Rosalpina/?                                                                                     |
| DC 5482                     | 1952                                 | Nilla Pizzi | Ad occhi chiusi/?                                                                               |
| DC 5484                     | 1952                                 | Nilla Pizzi | Serenata portoghese/Surriento d'e 'nnammurate                                                   |
| DC 5485                     | 3 aprile 1952                        | Gino Latilla | Vorrei che questa musica/T'aspetto ancora                                                       |
| DC 5486                     | 3 aprile 1952                        | Quartetto Cetra                                                                                                 | That's My Desire/Il valzer del novecento                                                        |
| DC 5487                     | 3 aprile 1952                        | Quartetto Cetra                                                                                                 | Cantando per le strade/Ninna nanna ad un negretto                                               |
| DC 5490                     | 3 aprile 1952                        | Tino Vailati | M'hai stregato/Vi parlo d'amore                                                                 |
| DC 5491                     | 1952                                 | Oscar Carboni / Duo Fasano e Achille Togliani                                                                   | Alba sul mare/L'eco sei tu                                                                      |
| DC 5492                     | 18 aprile 1952                       | Achille Togliani / Orchestra Cinico Angelini                                                                    | Tre rondinelle/Con maracas                                                                      |
| DC 5496                     | 3 aprile 1952                        | Quartetto Cetra                                                                                                 | Vecchia America/Arturo, colletto duro                                                           |
| DC 5498                     | 1952                                 | Oscar Carboni / Duo Fasano                                                                                      | Come una coppa di champagne/Il valzer del 1900                                                  |
| DC 5499                     | 1952                                 | Carla Boni / Oscar Carboni                                                                                      | Jezebel/Vent'anni                                                                               |
| DC 5500                     | 23 maggio 1952                       | Oscar Carboni                                                                                                   | Lanterna blu/Laggiù sul mare                                                                    |
| DC 5505                     | 1952                                 | Antonio Basurto                                                                                                 | Quanno staie cu mme'/Aggio perduto o suonno...                                                  |
| DC 5508                     | 1º giugno 1952                       | Gigi Beccaria                                                                                                   | Dominò/La giostra gira (...e dai che vai)                                                       |
| DC 5511                     | 5 luglio 1952                        | Vittoria Mongardi                                                                                               | L'uomo della mia vita/L'amore è una musica                                                      |
| DC 5513                     | 1952                                 | Clara Jaione | I due pagliacci e l'asino/Avrei bisogno di parlarti                                             |
| DC 5517                     | 1952                                 | Francesco Albanese                                                                                              | Nemica/Peccato cunfessato                                                                       |
| DC 5520                     | 1952                                 | Nilla Pizzi | Non t'aspetterò stasera/Addio                                                                   |
| DC 5521                     | 1952                                 | Nilla Pizzi | Tradimento/Lamento borricano                                                                    |
| DC 5523                     | 1952                                 | Cinico Angelini / Oscar Carboni                                                                                 | Delicado/Signora canzone                                                                        |
| DC 5524                     | 14 luglio 1952                       | Achille Togliani                                                                                                | Eterna canzone/Quante lune                                                                      |
| DC 5525                     | 1952                                 | Oscar Carboni e Duo Fasano / Carla Boni e Duo Fasano                                                            | Nannì ('na gita a li castelli)/La cumparsa                                                      |
| DC 5528                     | 1952                                 | Vittoria Mongardi                                                                                               | Il mambo del trenino/Contatto telefonico                                                        |
| DC 5529                     | 1952                                 | Nilla Pizzi | Inganno/?                                                                                       |
| DC 5530                     | 5 luglio 1952                        | Vittoria Mongardi                                                                                               | Il mambo del trenino/Vecchia America                                                            |
| DC 5531                     | 9 luglio 1952                        | Franco Li Causi e il suo complesso                                                                              | Cummari rosa/Sicilia bedda                                                                      |
| DC 5537                     | 1952                                 | Franco Li Causi                                                                                                 | Melodico fox/Tango dell'amore                                                                   |
| DC 5538                     | 1952                                 | Franco Li Causi                                                                                                 | Palermo fox/Luna Maria                                                                          |
| DC 5545                     | 1952                                 | Banda dell'Arma dei Carabinieri                                                                                 | La leggenda del Piave/Inno di Mameli                                                            |
| DC 5546                     | 1952                                 | Banda dell'Arma dei Carabinieri                                                                                 | Marcia d'ordinanza della Marina Militare Italiana/Inno di Mameli                                |
| DC 5549                     | 1952                                 | Antonio Basurto                                                                                                 | Quattro passe pe' Tuledo/Vulimmece assaie bene                                                  |
| DC 5551                     | 1952                                 | Antonio Basurto                                                                                                 | Core prufessore/Bella si tu vuo' sape'                                                          |
| DC 5553                     | 1952                                 | Pina Lamara | Duie passe p' 'a riviera/Sciasciarella                                                          |
| DC 5556                     | 1952                                 | Aurelio Fierro                                                                                                  | Canzuncella a 'na sposa/'E liettere d' 'o core                                                  |
| DC 5559                     | 1952                                 | Nilla Pizzi | Malasierra/Alla solita ora                                                                      |
| DC 5561                     | 25 luglio 1952                       | Oscar Carboni / Duo Fasano                                                                                      | Serenatella nova/Senza ombrello                                                                 |
| DC 5562                     | 25 luglio 1952                       | Duo Fasano / Achille Togliani                                                                                   | La Marinera/Nun si nata pe' fa' ammore                                                          |
| DC 5563                     | 1952                                 | Carla Boni / Carla Boni e Duo Fasano                                                                            | La Muliza/Sensemayà                                                                             |
| DC 5564                     | 1952                                 | Oscar Carboni / Achille Togliani                                                                                | Lassame sunnà/Lettera napulitana                                                                |
| DC 5565                     | 1952                                 | Carla Boni / Achille Togliani                                                                                   | Tuppe ttu/Sciummo                                                                               |
| DC 5566                     | 1952                                 | Gino Latilla / Achille Togliani                                                                                 | 'E cummarelle/Voca guagliò                                                                      |
| DC 5567                     | 1952                                 | Oscar Carboni / Achille Togliani                                                                                | Cara Lucia/Nun è curaggio è ammore                                                              |
| DC 5568                     | 1952                                 | Nilla Pizzi | Margellina/'E ccampane napulitane                                                               |
| DC 5569                     | 1952                                 | Nilla Pizzi | 'A spingola/Desiderio 'e sole                                                                   |
| DC 5570                     | 1952                                 | Carla Boni / Gino Latilla                                                                                       | Li funtanelle/Maria è robba mia                                                                 |
| DC 5571                     | 1952                                 | Carla Boni / Gino Latilla                                                                                       | 'A riggina d'e tarantelle/'A litoranea                                                          |
| DC 5572                     | 1952                                 | Carla Boni / Gino Latilla                                                                                       | 'O principe indiano/Sarta 'e biancheria                                                         |
| DC 5573                     | 1952                                 | Oscar Carboni                                                                                                   | Nustalgia/Varca lucente                                                                         |
| DC 5574                     | 1952                                 | Nino Nipote / Pina Lamara                                                                                       | Voca guagliò/'O princepe indiano                                                                |
| DC 5575                     | 1952                                 | Nino Nipote / Pina Lamara                                                                                       | Li funtanelle/Tuppe... ttu'                                                                     |
| DC 5576                     | 1952                                 | Pina Lamara / Nino Nipote                                                                                       | 'A riggina d'e tarantelle/Sciummo                                                               |
| DC 5577                     | 1952                                 | Pina Lamara / Nino Nipote                                                                                       | Lassame sunnà/Maria è robba mia!                                                                |
| DC 5578                     | 1952                                 | Antonio Basurto / Nino Nipote                                                                                   | 'A litoranea/Nustalgia                                                                          |
| DC 5579                     | 1952                                 | Antonio Basurto                                                                                                 | Nun è curaggio è ammore/'E cummarelle                                                           |
| DC 5580                     | 1952                                 | Antonio Basurto / Domenico Attanasio                                                                            | 'A spingola/Cara Lucia                                                                          |
| DC 5582                     | 1952                                 | Domenico Attanasio                                                                                              | Varca lucente/'E campane napulitane                                                             |
| DC 5583                     | 1952                                 | Nino Nipote / Domenico Attanasio                                                                                | Margellina/Desiderio 'e sole                                                                    |
| DC 5586                     | 1952                                 | Nilla Pizzi | Ad occhi chiusi/Due gocce d'acqua                                                               |
| DC 5587                     | 1º ottobre 1952                      | Quartetto Cetra                                                                                                 | In un palco della Scala/Volo di notte                                                           |
| DC 5588                     | 1º ottobre 1952                      | Quartetto Cetra                                                                                                 | Conosco un cow-boy/Il teatrino delle marionette                                                 |
| DC 5589                     | 1º ottobre 1952                      | Quartetto Cetra                                                                                                 | Fausto e Gino/Pierino e il lupo                                                                 |
| DC 5590                     | 1952                                 | Valente e Fusco (ciaramelle)                                                                                    | Pastorale/Novena di Natale                                                                      |
| DC 5594                     | 1952                                 | Nilla Pizzi | Padam padam/Isole Canarie                                                                       |
| DC 5596                     | 1952                                 | Nilla Pizzi | Notti delle Hawai/Tutto è possibile                                                             |
| DC 5597                     | 1952                                 | Nilla Pizzi | Desiderio 'e sole/?                                                                             |
| DC 5599                     | 31 ottobre 1952                      | Elena Beltrami                                                                                                  | Sotto le piante di cocco/Nous avons... l'Italie                                                 |
| DC 5601                     | 1952                                 | Elena Beltrami, Orchestra diretta da Carlo Savina                                                               | Però, però, però/Il mio vestito                                                                 |
| DC 5603                     | 30 ottobre 1952                      | Lia Origoni | Domino/Romantico valzer                                                                         |
| DC 5609                     | 21 novembre 1952                     | Vittoria Mongardi / Nuccia Bongiovanni                                                                          | Piccola porta/Le belle della notte                                                              |
| DC 5612                     | 21 novembre 1952                     | Nuccia Bongiovanni                                                                                              | La samba dell'uccellino/La venditrice di canzoni                                                |
| DC 5617                     | 1952                                 | Nilla Pizzi | La vie en rose/?                                                                                |
| DC 5618                     | 1952                                 | Nilla Pizzi | Inganno/?                                                                                       |
| DC 5619                     | 1952                                 | Nilla Pizzi | Parole amare/?                                                                                  |
| DC 5620                     | 1952                                 | Carla Boni | Non così/La vetrina della felicità                                                              |
| DC 5621                     | 1952                                 | Nilla Pizzi / Gino Latilla                                                                                      | Rosaria/Carrettino siciliano                                                                    |
| DC 5622                     | 1952                                 | Nilla Pizzi | Triste domenica/?                                                                               |
| DC 5623                     | 1952                                 | Ficco-Ficco | Ballame la tarandedde/Quadriglia comandata barese                                               |
| DC 5627                     | 1952                                 | Nilla Pizzi | Ay che mondo/?                                                                                  |
| DC 5629                     | 1952                                 | Nilla Pizzi | È primavera/?                                                                                   |
| DC 5631                     | 1952                                 | Nilla Pizzi | Non è la pioggia/Ultimo Pierrot                                                                 |
| DC 5632                     | 1952                                 | Nilla Pizzi | Nonnina/?                                                                                       |
| DC 5633                     | 1952                                 | Nilla Pizzi | El negro Zumbon/A la buena de Dios                                                              |
| DC 5634                     | 1952                                 | Vittoria Mongardi                                                                                               | E' troppo bello/Valentino                                                                       |
| DC 5639                     | 6 febbraio 1953                      | Quartetto Cetra                                                                                                 | Nel bar di Minneapolis/Un bacio a mezzanotte                                                    |
| DC 5640                     | 6 febbraio 1953                      | Quartetto Cetra                                                                                                 | Blacksmith Blues/Amico Bing...non piangere                                                      |
| DC 5641                     | 6 febbraio 1953                      | Quartetto Cetra                                                                                                 | Tenderly/How High(t) The Moon                                                                   |
| DC 5642                     | 6 febbraio 1953                      | Quartetto Cetra                                                                                                 | Ballate col bajon/La pentolaccia                                                                |
| DC 5650                     | 1 gennaio 1953                       | Roselda Fraschini                                                                                               | L'amore che voglio/Vogliamoci bene                                                              |
| DC 5651                     | 1 gennaio 1953                       | Roselda Fraschini                                                                                               | Non è la prima volta/Cantando sotto la pioggia                                                  |
| DC 5653                     | 1953                                 | Antonio Vasquez                                                                                                 | Perfida bugiarda/Va via                                                                         |
| DC 5654                     | 1953                                 | Vittoria Mongardi                                                                                               | I tre gemelli/Sì, sì - No, no!                                                                  |
| DC 5655                     | 10 marzo 1953                        | Quartetto Stars                                                                                                 | Il passerotto (Lu passarielle)/'E cummarelle                                                    |
| DC 5656                     | 10 marzo 1953                        | Antonio Vasquez                                                                                                 | Quante notti/Samba alla fiorentina                                                              |
| DC 5657                     | 1953                                 | Quartetto Cetra                                                                                                 | I pompieri di New Orleans/Ba-ba-baciami piccina                                                 |
| DC 5661                     | 1953                                 | Tino Vailati | Consolazione mia/Che bugiarda!                                                                  |
| DC 5662                     | 1953                                 | Nilla Pizzi / Achille Togliani                                                                                  | Sussurrando buonanotte/Lasciami cantare una canzone                                             |
| DC 5663                     | 1953                                 | Carla Boni / Achille Togliani                                                                                   | Buona sera/No, Pierrot                                                                          |
| DC 5664                     | 1953                                 | Gino Latilla / Achille Togliani                                                                                 | Tamburino del reggimento/La pianola stonata                                                     |
| DC 5665                     | 1953                                 | Carla Boni / Achille Togliani                                                                                   | Viale d'autunno/La mamma che piange di più                                                      |
| DC 5666                     | 1953                                 | Carla Boni / Gino Latilla                                                                                       | Il passerotto/Innamorami                                                                        |
| DC 5667                     | 1953                                 | Achille Togliani / Nilla Pizzi                                                                                  | Domandatelo/Canto della solitudine                                                              |
| DC 5668                     | 1953                                 | Nilla Pizzi / Gino Latilla                                                                                      | Campanaro/Povero amico mio                                                                      |
| DC 5669                     | 1953                                 | Gino Latilla / Nilla Pizzi                                                                                      | Vecchio scarpone/Papà Pacifico                                                                  |
| DC 5670                     | 1953                                 | Nilla Pizzi / Carla Boni                                                                                        | L'altra/Acque amare                                                                             |
| DC 5671                     | 1953                                 | Carla Boni / Gino Latilla                                                                                       | Qualcuno cammina/Vecchia villa comunale                                                         |
| DC 5672                     | 1953                                 | Carla Boni / Achille Togliani                                                                                   | Viale d'autunno/Domandatelo                                                                     |
| DC 5673                     | 1953                                 | Nilla Pizzi | Canto della solitudine/?                                                                        |
| DC 5674                     | 1953                                 | Nilla Pizzi | Società/?                                                                                       |
| DC 5675                     | 1953                                 | Nilla Pizzi | Il sole non risplende/?                                                                         |
| DC 5677                     | 1953                                 | Nilla Pizzi | Il topolino e la ranocchia/Ballata a Pinocchio                                                  |
| DC 5682                     | 1953                                 | Gino Latilla / Achille Togliani                                                                                 | Troppo giovane (Too young)/L'ho vista                                                           |
| DC 5683                     | 13 marzo 1953                        | Carla Boni | Bamboleo de amor/Dicen que te quiero                                                            |
| DC 5684                     | 1953                                 | Nilla Pizzi | Cherie/Tramonto                                                                                 |
| DC 5685                     | 1953                                 | Nilla Pizzi | Corona 'e spine/?                                                                               |
| DC 5686                     | 1953                                 | Otello Profazio                                                                                                 | 'U figghiu du Mastru Pettinaru/'U ciucciu                                                       |
| DC 5687                     | 1953                                 | Nilla Pizzi / Carla Boni                                                                                        | Il treno delle nove/Signora fantasia                                                            |
| DC 5688                     | 1953                                 | Nilla Pizzi | Tjngomari/?                                                                                     |
| DC 5689                     | 1953                                 | Nilla Pizzi | Aufwiedershen sweetheart/Colpa del Bajon                                                        |
| DC 5690                     | 1 marzo 1953                         | Corrado Lojacono                                                                                                | Merci beaucoup/La mia donna si chiama desiderio                                                 |
| DC 5692                     | 1953                                 | Nilla Pizzi | Isola delle rose/Mamma cara                                                                     |
| DC 5693                     | 1953                                 | Nilla Pizzi | Cuore/È così                                                                                    |
| DC 5694                     | 1953                                 | Quartetto Cetra                                                                                                 | In un palco della Scala/Amico Bing...non piangere                                               |
| DC 5695                     | 1953                                 | Nilla Pizzi | Col tricche-ballacche/?                                                                         |
| DC 5696                     | 1953                                 | Nilla Pizzi | El bajon/?                                                                                      |
| DC 5697                     | 1953                                 | Nilla Pizzi | Mandolino napoletano/Merci beaucoup                                                             |
| DC 5698                     | 1953                                 | Nilla Pizzi / Gino Latilla                                                                                      | Duska/Amico Tango                                                                               |
| DC 5700                     | 1953                                 | Nilla Pizzi | Sugar bush/Volevo dir di no                                                                     |
| DC 5701                     | 1953                                 | Katyna Ranieri                                                                                                  | No, Pierrot/Innamorarmi                                                                         |
| DC 5702                     | 1953                                 | Katyna Ranieri                                                                                                  | Domandatelo/?                                                                                   |
| DC 5703                     | 1953                                 | Katyna Ranieri                                                                                                  | Acque amare/La pianola stonata                                                                  |
| DC 5706                     | 1 maggio 1953                        | Corrado Lojacono                                                                                                | Un bacio ancor (Kiss)/Charmaine                                                                 |
| DC 5708                     | 1953                                 | Nilla Pizzi | Tjngomaria/Tramonto                                                                             |
| DC 5710                     | 1953                                 | Tino Vailati / Tino Vailati e Antonio Vasquez                                                                   | La sambarella/Passan le penne nere                                                              |
| DC 5711                     | 1953                                 | Corrado Lojacono                                                                                                | Non ballerò/Ieri                                                                                |
| DC 5717                     | 1953                                 | Gino Latilla / Carla Boni                                                                                       | Vucchella rossa/Terra straniera                                                                 |
| DC 5718                     | 25 maggio 1953                       | Achille Togliani / Carla Boni                                                                                   | Zingaro triste/Sotto 'e stelle                                                                  |
| DC 5719                     | 1953                                 | Gino Latilla e Nilla Pizzi / Gino Latilla                                                                       | Mondina/L'ultima serenata                                                                       |
| DC 5720                     | 1953                                 | Nilla Pizzi | Ho gli occhi tuoi/?                                                                             |
| DC 5721                     | 1953                                 | Nilla Pizzi | Col tricche-ballacche/Società                                                                   |
| DC 5722                     | 1953                                 | Nilla Pizzi | Non t'amo più/?                                                                                 |
| DC 5724                     | 1953                                 | Nilla Pizzi | Sai com'è/Samba ciociara                                                                        |
| DC 5725                     | 1953                                 | Nilla Pizzi | Bolero triste/Me estoy enamorando de ti                                                         |
| DC 5726                     | 1953                                 | Nilla Pizzi | Ay che mondo/Che bel fiulin                                                                     |
| DC 5732                     | 1953                                 | Nilla Pizzi | Manana/Storia di un povero cuore                                                                |
| DC 5736                     | 1953                                 | Francesco Albanese                                                                                              | 'Na sera 'e maggio/Torna a Surriento                                                            |
| DC 5738                     | 1953                                 | Francesco Albanese                                                                                              | Quanno tramonta 'o sole/Core 'ngrato                                                            |
| DC 5739                     | 1953                                 | Francesco Albanese                                                                                              | Fenestella senza sole/Piscatore 'e Pusilleco                                                    |
| DC 5742                     | 1953                                 | Francesco Albanese                                                                                              | 'A canzone 'e Napule/Passione                                                                   |
| DC 5746                     | 1953                                 | Francesco Albanese                                                                                              | Nun me scetà/Dicitencello vuie                                                                  |
| DC 5747                     | 1953                                 | Francesco Albanese                                                                                              | Rondine al nido/Mattinata                                                                       |
| DC 5748                     | 1953                                 | Francesco Albanese                                                                                              | Cara piccina/Ti voglio tanto bene                                                               |
| DC 5749                     | 1953                                 | Francesco Albanese                                                                                              | Varca 'e nisciuno/Comme facette mammeta?                                                        |
| DC 5750                     | 1953                                 | Francesco Albanese                                                                                              | Santa Lucia luntana/Voce 'e notte                                                               |
| DC 5753                     | 1953                                 | Francesco Albanese                                                                                              | Maria Marì/Soltanto Napoli                                                                      |
| DC 5760                     | 1953                                 | Francesco Albanese                                                                                              | 'O sole mio/Marechiare                                                                          |
| DC 5761                     | 1953                                 | Francesco Albanese                                                                                              | Pecché/'O surdato 'nnammurato                                                                   |
| DC 5762                     | 1953                                 | Francesco Albanese                                                                                              | Addio mia bella Napoli/Gelusia                                                                  |
| DC 5763                     | 1953                                 | Francesco Albanese                                                                                              | Mamma/Musica proibita                                                                           |
| DC 5765                     | 1953                                 | Francesco Albanese                                                                                              | Serenata/Musica proibita                                                                        |
| DC 5767                     | 1953                                 | Francesco Albanese                                                                                              | Santa Lucia/Fenesta ca lucive                                                                   |
| DC 5769                     | 1953                                 | Francesco Albanese                                                                                              | I milioni di Arlecchino/Ideale                                                                  |
| DC 5770                     | 1953                                 | Francesco Albanese                                                                                              | La spagnola/Torna                                                                               |
| DC 5771                     | 1953                                 | Francesco Albanese                                                                                              | Come le rose/Signorinella                                                                       |
| DC 5773                     | 1953                                 | Francesco Albanese                                                                                              | Violino tzigano/Casetta solitaria                                                               |
| DC 5775                     | 1953                                 | Francesco Albanese                                                                                              | Torna al paesello/Come pioveva                                                                  |
| DC 5780                     | 1953                                 | Francesco Albanese                                                                                              | Guapparia/Uocchie c'arraggiunate                                                                |
| DC 5783                     | 1953                                 | Francesco Albanese                                                                                              | Carmela/I' te vurria vasà                                                                       |
| DC 5788                     | 1953                                 | Nilla Pizzi | Col tricche-ballacche/Sugar bush                                                                |
| DC 5793                     | 23 giugno 1953                       | Oscar Carboni                                                                                                   | Canto all'amore vero/Il lume s'è spento                                                         |
| DC 5796                     | 25 giugno 1953                       | Oscar Carboni                                                                                                   | Granada/Vanidad                                                                                 |
| DC 5800                     | 1953                                 | Nilla Pizzi / Achille Togliani                                                                                  | Morir di desiderio/Sarà il sole                                                                 |
| DC 5801                     | 1953                                 | Nilla Pizzi / Carla Boni                                                                                        | Occhi tristi/Ballate col Baion                                                                  |
| DC 5802                     | 1953                                 | Nilla Pizzi | Eternamente/Se nel mio cuore leggerai                                                           |
| DC 5803                     | 1953                                 | Nilla Pizzi / Gino Latilla                                                                                      | Quanno staje cu mmè!/Vecchia mole                                                               |
| DC 5804                     | 1953                                 | Oscar Carboni / Nilla Pizzi                                                                                     | La gondola va/Voga e va                                                                         |
| DC 5805                     | 1953                                 | Nino Nipote / Maria Vittoria                                                                                    | Venite 'o chiatamone/Margarita e Mastru Ciccio                                                  |
| DC 5806                     | 1953                                 | Nino Nipote | 'A luciana/Poveri rrose!...                                                                     |
| DC 5807                     | 1953                                 | Nino Nipote | Fenestella 'e Marechiaro/Guaglione 'e pianino                                                   |
| DC 5809                     | 1953                                 | Nino Nipote | Sole gentile/Quanno se perde 'o bene                                                            |
| DC 5810                     | 1953                                 | Nino Nipote | Giuramento/'N'coppa 'e camaldule                                                                |
| DC 5811                     | 1953                                 | Nino Nipote | Rosa Rusella/Sora mia!...                                                                       |
| DC 5812                     | 1953                                 | Nino Nipote | Nisciuno/'O scarpellino                                                                         |
| DC 5813                     | 1953                                 | Nino Nipote | Rosaspina/Torna dimane                                                                          |
| DC 5814                     | 1953                                 | Antonio Basurto                                                                                                 | 'E surdatielle/Tutt'azzurro                                                                     |
| DC 5816                     | 1953                                 | Antonio Basurto                                                                                                 | 'E chistu passo/Pasquale militare                                                               |
| DC 5823                     | 1953                                 | Franco Li Causi                                                                                                 | Chitarra tormentata/Andando a Napoli                                                            |
| DC 5825                     | 1953                                 | Franco Li Causi                                                                                                 | Lu me iadduzzu/Buongiorno                                                                       |
| DC 5828                     | 1953                                 | Franco Li Causi                                                                                                 | Ali dorate/Pi li picciotti                                                                      |
| DC 5835                     | 1953                                 | Nino Nipote | Nun si 'na nnammurata/Giuramento                                                                |
| DC 5838                     | 1953                                 | Achille Togliani / Carla Boni                                                                                   | Dama di Watteau/Buona fortuna a te                                                              |
| DC 5840                     | 1953                                 | Nilla Pizzi | Lassammece pe' sempe/?                                                                          |
| DC 5842                     | 1953                                 | Nilla Pizzi | Leggenda africana/?                                                                             |
| DC 5843                     | 1953                                 | Nilla Pizzi | L'assente/?                                                                                     |
| DC 5844                     | 1953                                 | Nilla Pizzi | Vicino a te/Nella tormenta                                                                      |
| DC 5845                     | 1953                                 | Nilla Pizzi | Tre volte grazie/Madre Maria                                                                    |
| DC 5846                     | 1953                                 | Nino Nipote | Chitarrella chitarrè'A luciana                                                                  |
| DC 5848                     | 1953                                 | Antonio Basurto / Nino Nipote                                                                                   | Dannazione d'o core/Poveri rrose                                                                |
| DC 5849                     | 1953                                 | Antonio Vasquez                                                                                                 | Perdonami/Se tu sei con me                                                                      |
| DC 5851                     | 1953                                 | Nilla Pizzi e Gino Latilla / Carla Boni                                                                         | Colpa del Bajon/Terra straniera                                                                 |
| DC 5854                     | 1953                                 | Nilla Pizzi / Gino Latilla                                                                                      | Amanti/La donna del mio destino                                                                 |
| DC 5856                     | 1953                                 | Gino Latilla e il Duo Fasano / Duo Fasano                                                                       | Su il cappello e giù il cappello/Piccolo sceriffo                                               |
| DC 5857                     | 1953                                 | Carla Boni | Moulin Rouge/Come Giuda                                                                         |
| DC 5863                     | 1953                                 | Nilla Pizzi | Mondina/?                                                                                       |
| DC 5867                     | 1953                                 | Clara Jaione | L'amore non è polenta/La filastrocca                                                            |
| DC 5872                     | 1953                                 | Antonio Vasquez e Luciano Benevene / Antonio Vasquez                                                            | Montagne d'Italia/Insieme                                                                       |
| DC 5876                     | 1953                                 | Clara Jaione con Armando Fragna e la sua Orchestra                                                              | Nanà del varietà/Per un bacin d'amore                                                           |
| DC 5889                     | 1953                                 | Nino Nipote | Fuoco 'e ammore/'O vico d'e suspire                                                             |
| DC 5892                     | 3 ottobre 1953                       | Katyna Ranieri                                                                                                  | Mi vida/Vaya con Dios                                                                           |
| DC 5895                     | 9 ottobre 1953                       | Duo Fasano e Gino Latilla e Cosimo Gilè / Duo Fasano                                                            | Marcell (el Perrucchee)/La fortuna e il pappagallo                                              |
| DC 5903                     | 1953                                 | Gino Latilla e il Duo Fasano / Gino Latilla e Carla Boni                                                        | Cecilia Metella/I tre porcellini                                                                |
| DC 5906                     | 4 dicembre 1953                      | Gino Latilla | Azul/Madonna Carmencita                                                                         |
| DC 5910                     | 1953                                 | Carla Boni e Gino Latilla / Duo Fasano                                                                          | Vola vola vola/No te metas (en la vida de nodie)                                                |
| DC 5916                     | 1954                                 | Quartetto Cetra                                                                                                 | C'era una volta un baubau/La famiglia pettirosso                                                |
| DC 5917                     | 1954                                 | Quartetto Cetra                                                                                                 | I bambini delle colonie/Soffia sulle candeline                                                  |
| DC 5919                     | 1954                                 | Nilla Pizzi | Sugar bush/?                                                                                    |
| DC 5920                     | 1954                                 | Nilla Pizzi | Duska/?                                                                                         |
| DC 5921                     | 1954                                 | Antonio Vasquez / Carla Boni e Gino Latilla                                                                     | Non piangere, tornerò/I tre porcellini                                                          |
| DC 5922                     | 1954                                 | Nilla Pizzi | La porta dei sogni/Chi s'annamora 'e te                                                         |
| DC 5923                     | 1954                                 | Nilla Pizzi | Casa sulitaria/Canzone appassionata                                                             |
| DC 5924                     | 1954                                 | Nilla Pizzi | Bello 'e papà/'O cavalluccio                                                                    |
| DC 5925                     | 1954                                 | Nilla Pizzi | Mie dolci lacrime/Povero ammore mio                                                             |
| DC 5948                     | 1954                                 | Nino Nipote | Fantasia 'e nnammurate/Tu puorte 'o stesso nomme                                                |
| DC 5950                     | 16 marzo 1954                        | Quartetto Cetra                                                                                                 | Se il jazz fosse nato a Roma/Spaghetti e buonumore                                              |
| DC 5951                     | 16 marzo 1954                        | Quartetto Cetra                                                                                                 | Al festival del jazz/Verso il nord                                                              |
| DC 5952                     | 16 marzo 1954                        | Quartetto Cetra                                                                                                 | Il venditore di fichi d'India/Uora uora (arrivao 'u ferribot)                                   |
| DC 5953                     | 16 marzo 1954                        | Quartetto Cetra                                                                                                 | I Love Mister Puccini/Passeggiando per il centro                                                |
| DC 5954                     | 16 marzo 1954                        | Quartetto Cetra                                                                                                 | Non sparate sul pianista/L'angelo del Mississippi                                               |
| DC 5955                     | 16 marzo 1954                        | Quartetto Cetra                                                                                                 | L'orchestrina del Lagrange/Quando le automobili dormono                                         |
| DC 5960                     | 1954                                 | Gino Latilla e Coro / Rica Pereno                                                                               | Ballata selvaggia/Ninì Pampan                                                                   |
| DC 5961                     | 1954                                 | Rica Pereno | O Mein Papà/O' Cangaceiro                                                                       |
| DC 5962                     | 1954                                 | Carla Boni e Gino Latilla / Achille Togliani                                                                    | Arriva il direttore/Canzone da due soldi                                                        |
| DC 5963                     | 1954                                 | Vittoria Mongardi e il Duo Fasano                                                                               | Aveva un bavero/Rose (Oggi i tempi son cambiati)                                                |
| DC 5964                     | 1954                                 | Carla Boni e Duo Fasano / Gino Latilla e Duo Fasano                                                             | Berta filava/Piripicchio e Piripicchia                                                          |
| DC 5965                     | 1954                                 | Carla Boni / Gino Latilla                                                                                       | Non è mai troppo tardi/Una bambina sei tu                                                       |
| DC 5966                     | 1954                                 | Gino Latilla / Achille Togliani                                                                                 | E la barca tornò sola/Donnina sola                                                              |
| DC 5967                     | 1954                                 | Achille Togliani / Vittoria Mongardi                                                                            | Con te/Notturno (per chi non ha nessuno)                                                        |
| DC 5968                     | 1954                                 | Achille Togliani                                                                                                | Gioia di vivere/Mogliettina                                                                     |
| DC 5969                     | 1954                                 | Gino Latilla e Carla Boni / Gino Latilla e Duo Fasano                                                           | Cirillino Ci/Sotto l'ombrello                                                                   |
| DC 5970                     | 1954                                 | Gino Latilla e Duo Fasano / Gino Latilla                                                                        | Canzoni alla sbarra/Tutte le mamme                                                              |
| DC 5971                     | 1954                                 | Carla Boni / Vittoria Mongardi                                                                                  | Un diario/Angeli senza cielo                                                                    |
| DC 5972                     | 1954                                 | Quartetto Cetra                                                                                                 | Un diario/Cirillino Ci                                                                          |
| DC 5973                     | 1954                                 | Quartetto Cetra                                                                                                 | Arriva il direttore/Canzoni alla sbarra                                                         |
| DC 5974                     | 1954                                 | Quartetto Cetra                                                                                                 | Aveva un bavero/Piripicchio e Piripicchia                                                       |
| DC 5975                     | 1954                                 | Katyna Ranieri                                                                                                  | Non è mai troppo tardi/Rose (oggi i tempi don cambiati)                                         |
| DC 5976                     | 1954                                 | Katina Ranieri / Katina Ranieri e Antonio Vasquez                                                               | Canzone da due soldi/Sotto l'ombrello                                                           |
| DC 5977                     | 1954                                 | Nilla Pizzi | Tutte le mamme/Con te                                                                           |
| DC 5978                     | 1954                                 | Nilla Pizzi | Rose (oggi i tempi son cambiati)/Canzone da due soldi                                           |
| DC 5979                     | 1954                                 | Nilla Pizzi | Non è mai troppo tardi/Notturno (per chi non ha nessuno)                                        |
| DC 5981                     | 1954                                 | Vittoria Mongardi / Antonio Vasquez                                                                             | Demonio bianco/Mare lucente                                                                     |
| DC 5993                     | 1954                                 | Gino Latilla | Tchumbala Bey/La leggenda del Minnetonka                                                        |
| DC 6000                     | 1954                                 | Maria Teresa Ruta                                                                                               | Le taxi du square Montholon/Lla carriole aux pigeons                                            |
| DC 6004                     | 1954                                 | Marisa Colomber                                                                                                 | Mambo sotto la luna/La porta d'oro                                                              |
| DC 6005                     | 1954                                 | Marisa Colomber                                                                                                 | Arrivederci a Parigi/Non mi chiedere perdono                                                    |
| DC 6006                     | 1954                                 | Armando Fragna e la sua Orchestra con Clara Jaione e Luciano Benevene (lato A) e con Vittoria Mongardi (lato B) | Lina/Rosetera                                                                                   |
| DC 6007                     | 1954                                 | Quartetto Cetra                                                                                                 | ...Che denti/Aveva un bavero                                                                    |
| DC 6008                     | 1954                                 | Gino Latilla | Balcone chiuso/?                                                                                |
| DC 6009                     | 1954                                 | Carla Boni / Achille Togliani                                                                                   | L'ammore vò girà/Suonno d'ammore                                                                |
| DC 6010                     | 1954                                 | Carla Boni / Achille Togliani                                                                                   | 'O core vò fa sciopero/'Na chitarra sta chiagnenno                                              |
| DC 6011                     | 1954                                 | Achille Togliani                                                                                                | Penzammoce/?                                                                                    |
| DC 6012                     | 1954                                 | Achille Togliani                                                                                                | Canta cu' mme/Semplicità                                                                        |
| DC 6013                     | 1954                                 | Gino Latilla | Serenata embè/Ddoie lacrime                                                                     |
| DC 6014                     | 1954                                 | Gino Latilla | Speranza/Quann'ero surdato                                                                      |
| DC 6015                     | 1954                                 | Carla Boni / Gino Latilla                                                                                       | Ched'è l'ammore/Rota 'e fuoco e faccia 'e neve                                                  |
| DC 6016                     | 1954                                 | Carla Boni / Achille Togliani                                                                                   | 'Na buscia/Ajeressera                                                                           |
| DC 6017                     | 1954                                 | Carla Boni / Gino Latilla                                                                                       | Ricurdete 'e me/Tre rundinelle                                                                  |
| DC 6019                     | 1954                                 | Nino Nipote | Ched'è l'ammore/Balcone chiuso                                                                  |
| DC 6020                     | 1954                                 | Nino Nipote / Antonio Basurto                                                                                   | Canta cu' mme/Rota 'e fuoco e faccia 'e neve                                                    |
| DC 6021                     | 1954                                 | Pina Lamara / Nino Nipote                                                                                       | Pulecenella/Tre rundinelle                                                                      |
| DC 6024                     | 1954                                 | Tullio Pane | Speranza/?                                                                                      |
| DC 6025                     | 1954                                 | Tullio Pane | Suonno d'ammore/?                                                                               |
| DC 6026                     | 1954                                 | Tullio Pane | Ajeressera/?                                                                                    |
| DC 6028                     | 1954                                 | Antonio Basurto                                                                                                 | Quann'ero surdato/Rota 'e fuoco e faccia 'e neve                                                |
| DC 6029                     | 1954                                 | Antonio Basurto                                                                                                 | 'Na chitarra sta chiagnenno/?                                                                   |
| DC 6034                     | 1954                                 | Carla Boni e Gino Latilla                                                                                       | Canaria/Sole lucente                                                                            |
| DC 6035                     | 1954                                 | Carla Boni | Due soldi di ritmo/O mein papà                                                                  |
| DC 6041                     | 1954                                 | Franco Li Causi                                                                                                 | Dammi 'na vasata/Desiderato tango                                                               |
| DC 6042                     | 1954                                 | Franco Li Causi                                                                                                 | Violetta/Valentina                                                                              |
| DC 6043                     | 1954                                 | Franco Li Causi                                                                                                 | Colombina/Persichina                                                                            |
| DC 6044                     | 1954                                 | Franco Li Causi                                                                                                 | Baciami/Morenita                                                                                |
| DC 6045                     | 1954                                 | Franco Li Causi                                                                                                 | A villa Igea/Ritmo della prateria                                                               |
| DC 6046                     | 1954                                 | Franco Li Causi                                                                                                 | Lu carritteri/La megghiu terra                                                                  |
| DC 6047                     | 1954                                 | Franco Li Causi                                                                                                 | Carina/Gita a S.Leone                                                                           |
| DC 6048                     | 1954                                 | Toni Lusi / Franco Li Causi                                                                                     | Iolanda/Stanlio e Ollio                                                                         |
| DC 6049                     | 1954                                 | Carla Boni / Cinico Angelini e la sua Orchestra                                                                 | Blue Canary/Hors d'oeuvre                                                                       |
| DC 6051                     | 1954                                 | Vincenzo Abbrescia con il complesso di Alberto Fiore                                                            | Canzone a Bari/Invito alla mazurka                                                              |
| DC 6056                     | 1954                                 | Gino Latilla / Carla Boni                                                                                       | Rapsodia svedese/La voce dell'organino                                                          |
| DC 6057                     | 15 luglio 1954                       | Orchestra Cinico Angelini / Gino Latilla                                                                        | Cuca Mambo/Con te nuotar                                                                        |
| DC 6061                     | 1954                                 | Gino Latilla / Gino Latilla e Carla Boni                                                                        | Gondola nera/Marietta (monta in gondola)                                                        |
| DC 6063                     | 1954                                 | Carla Boni / Carla Boni e Gino Latilla                                                                          | Evviva Redegonda/Marietta (monta in gondola)                                                    |
| DC 6065                     | 1954                                 | Nilla Pizzi | Tzigana/Torna la primavera                                                                      |
| DC 6066                     | 1954                                 | Nilla Pizzi | Credo/Questo è amore                                                                            |
| DC 6067                     | 1954                                 | Nilla Pizzi | Mulher rendeira/La barca de Simon                                                               |
| DC 6068                     | 1954                                 | Nilla Pizzi | Pizzaiolo/Lo sai perché                                                                         |
| DC 6069                     | 1954                                 | Nilla Pizzi | È stata un'avventura/T'aspetto ancora                                                           |
| DC 6070                     | 1954                                 | Nilla Pizzi | Baci da te/O mein papà                                                                          |
| DC 6071                     | 1954                                 | Nilla Pizzi | Statte vicino a mme/Si tu me cercarraje                                                         |
| DC 6072                     | 1954                                 | Nilla Pizzi | Miseria/Nustalgia 'e 'nnammurato                                                                |
| DC 6080                     | 1954                                 | Franco Li Causi                                                                                                 | L'ultima notte ancora/Banjo fox                                                                 |
| DC 6081                     | 1954                                 | Franco Li Causi                                                                                                 | Brillantissimo/Nel tormento                                                                     |
| DC 6082                     | 1954                                 | Franco Li Causi                                                                                                 | Incanto/Voglio stare con te                                                                     |
| DC 6083                     | 1954                                 | Franco Li Causi                                                                                                 | Svegliati/La voce del pastore                                                                   |
| DC 6084                     | 1954                                 | Franco Li Causi                                                                                                 | Pozzu acchianari/Chi mi nni vinni                                                               |
| DC 6087                     | 1954                                 | Otello Profazio                                                                                                 | Riggitana/Mi vogghiu maritari                                                                   |
| DC 6088                     | 1954                                 | Otello Profazio                                                                                                 | Chiamatemi 'u medico/Amuri, amuri                                                               |
| DC 6089                     | 1954                                 | Otello Profazio                                                                                                 | Tarantella calabrese/Stornelli calabresi                                                        |
| DC 6095                     | 1954                                 | Mara Del Rio | Fiori/Slow nuziale                                                                              |
| DC 6110                     | 1954                                 | Nino Nipote | Embè Mberebe' 'Mbembe'/'O gallo e 'a gallina                                                    |
| DC 6112                     | 1954                                 | Complesso Santonocito                                                                                           | Che beddu lu me zitu/Mala lingua                                                                |
| DC 6115                     | 1954                                 | Complesso Santonocito                                                                                           | Dicitimi di sì/Mamma, Cicciu me tocca                                                           |
| DC 6117                     | 1954                                 | Complesso Santonocito                                                                                           | Dolce tango/Luna fox                                                                            |
| DC 6118                     | 1954                                 | Complesso Santonocito                                                                                           | Reginetta/T'amerò                                                                               |
| DC 6119                     | 1954                                 | Complesso Santonocito                                                                                           | Il gatto rosso/Sirena                                                                           |
| DC 6120                     | 1954                                 | Complesso Santonocito                                                                                           | Tarantella fortunata/Uccellino fox                                                              |
| DC 6121                     | 30 giugno 1954                       | Irene D'Areni                                                                                                   | Musica e lacrime/Credo (I Believe)                                                              |
| DC 6126                     | 1954                                 | Nino Nipote | 'E spingole francese/Funtana all'ombra                                                          |
| DC 6130                     | 1954                                 | Carla Boni | Blue Canary/Johnny Guitar                                                                       |
| DC 6131                     | 1954                                 | Carla Boni e Gino Latilla / Clara Jaione                                                                        | Vola vola vola/La postina della Valgardena                                                      |
| DC 6132                     | 1954                                 | Clara Jaione e Duo Blengio / Clara Jaione                                                                       | L'asinello brasiliano/La mamma va al mercato                                                    |
| DC 6134                     | 7 ottobre 1954                       | Clara Jaione e Duo Blengio                                                                                      | Cammina cappellone/L'altalena                                                                   |
| DC 6140                     | 1954                                 | Marisa Colomber                                                                                                 | Focu vivu/Se vuoi tu                                                                            |
| DC 6141                     | 22 e 23 ottobre 1954                 | Antonio Vasquez                                                                                                 | Fontana di Trevi/Manca un minuto                                                                |
| DC 6142                     | 1954                                 | Antonio Vasquez                                                                                                 | Polvere/Non volevo credere                                                                      |
| DC 6145                     | 1954                                 | Vincenzo Capponi / Valente & Fusco                                                                              | Tu scendi dalle stelle/Novena di Natale                                                         |
| DC 6148                     | 13 ottobre 1954                      | Oscar Carboni                                                                                                   | Tango delle capinere/L'albergo di legno                                                         |
| DC 6149                     | 1954                                 | Giuseppe Negroni                                                                                                | Senza fortuna/Ramona                                                                            |
| DC 6150                     | 1954                                 | Nuccia Bongiovanni                                                                                              | Come è buono il bacio con le pere/Nessuno mi avrà                                               |
| DC 6152                     | 1954                                 | Nuccia Bongiovanni                                                                                              | Fontana degli amanti/Arrivederci Roma                                                           |
| DC 6154                     | 1954                                 | Clara Jaione / Luciano Benevene                                                                                 | Festa in famiglia/Se vincessi cento milioni                                                     |
| DC 6155                     | 1954                                 | Antonio Vasquez                                                                                                 | Ufemia/Buongiorno prima rondine                                                                 |
| DC 6156                     | 28 ottobre 1954                      | Giuseppe Negroni                                                                                                | Midinette/La mia mamma                                                                          |
| DC 6165                     | 23 novembre 1954                     | Irene D'Areni                                                                                                   | No volverá a pasas/Le Grisbi                                                                    |
| DC 6171                     | 1954                                 | Nino Nipote | 'E vetrine/Ciccillo e Vincenzella                                                               |
| DC 6172                     | 1954                                 | Franco Li Causi                                                                                                 | Mi sconcica/Sceccu lagnusu                                                                      |
| DC 6173                     | 1954                                 | Franco Li Causi                                                                                                 | Un ricordo d'amore/Viva l'amuri                                                                 |
| DC 6177                     | 1954                                 | Salvatore Virdis                                                                                                | Canto in Re/Nuorese                                                                             |
| DC 6178                     | 1954                                 | Salvatore Virdis                                                                                                | Canto in Mi e La/ Canto in Si bemolle                                                           |
| DC 6179                     | 1954                                 | Salvatore Virdis                                                                                                | Corsicana (parte 1)/Corsicana (parte 2)                                                         |
| DC 6180                     | 1954                                 | Salvatore Virdis                                                                                                | Tempiesina/Filognana                                                                            |
| DC 6181                     | 1954                                 | Leonardo Cabitza                                                                                                | Mutetos/Adiu bonasera                                                                           |
| DC 6182                     | 1954                                 | Leonardo Cabitza                                                                                                | Corsicana/Corsicana variata                                                                     |
| DC 6183                     | 1954                                 | Leonardo Cabitza                                                                                                | Filognana in dialetto/Disisperada                                                               |
| DC 6184                     | 1954                                 | Leonardo Cabitza                                                                                                | Nuoresa (parte 1)/Nuoresa (parte 2)                                                             |
| DC 6185                     | 1954                                 | Leonardo Cabitza                                                                                                | Canto in Re (parte 1)/Canto in Re (parte 2)                                                     |
| DC 6186                     | 1954                                 | Giulio e Fiorentino Piras                                                                                       | Fiudedda/Punto d'organo                                                                         |
| DC 6187                     | 1954                                 | Giulio e Fiorentino Piras                                                                                       | Mediana/Mediana pipia                                                                           |
| DC 6191                     | 1954                                 | Bruno Pallesi                                                                                                   | Nostalgia montana/Cinque confetti                                                               |
| DC 6192                     | 1954                                 | Bruno Pallesi                                                                                                   | Goodbye Jane/Cherchez La Femme                                                                  |
| DC 6198                     | 1954                                 | Antonio Basurto                                                                                                 | Tarantella d'e vase/Canzona appassionata                                                        |
| DC 6199                     | 1954                                 | Antonio Basurto                                                                                                 | 'O surdato 'nnammurato/Comme facette mammeta                                                    |
| DC 6200                     | 1954                                 | Antonio Basurto                                                                                                 | Qui fu Napoli/Nun so' geluso                                                                    |
| DC 6201                     | 1954                                 | Antonio Basurto                                                                                                 | 'E llampadine/'O cunto 'e Mariarosa                                                             |
| DC 6204                     | 15 dicembre 1954                     | Quartetto Cetra                                                                                                 | Il fonografo a tromba/Un romano a Copacabana                                                    |
| DC 6205                     | 16 dicembre 1954                     | Quartetto Cetra                                                                                                 | Lo zaino di Johnny Smith/Il trapezio volante                                                    |
| DC 6209                     | 1955                                 | Nuccia Bongiovanni                                                                                              | 'Na voce 'na chitarra e 'o poco 'e luna/Chicchirichì                                            |
| DC 6215                     | 1955                                 | Giuseppe Negroni / Giovanni Ferraresi                                                                           | A poco a poco/Africa                                                                            |
| DC 6217                     | 1955                                 | Giovanni Ferraresi e il Poker di Voci / Poker di Voci                                                           | Il fiume senza ritorno/Valderì Valderà                                                          |
| DC 6218                     | 1955                                 | Irene D'Areni e Bruno Pallesi / Irene D'Areni                                                                   | Baiao far balancar/Comprate i miei fiori                                                        |
| DC 6226                     | 1955                                 | Antonio Vasquez                                                                                                 | Dimmi la verità/Villa Marina                                                                    |
| DC 6228                     | 1955                                 | Antonio Vasquez / Vittoria Mongardi                                                                             | Cenere/Le rose bianche                                                                          |
| DC 6232                     | 1955                                 | Poker di Voci / Giuseppe Negroni                                                                                | La luna nel rio/L'orologio della torre                                                          |
| DC 6233                     | 1955                                 | Poker di Voci                                                                                                   | Valderì Valderà/Batti, batti ciabattino                                                         |
| DC 6248                     | 1955                                 | Franco Li Causi                                                                                                 | Comprendimi/Dolce ombra                                                                         |
| DC 6252                     | 1955                                 | Cosimo Gile / Poker di Voci                                                                                     | La pansè/Eh! cumpari                                                                            |
| DC 6261                     | 1955                                 | Abbe Lane | L'americano/Roma bella                                                                          |
| DC 6262                     | 1955                                 | Tullio Pane / Antonio Vasquez                                                                                   | Buongiorno tristezza/Ci ciu cì (cantava un usignol)                                             |
| DC 6263                     | 15 gennaio 1955                      | Antonio Vasquez / Bruno Pallesi e Nuccia Bongiovanni                                                            | Incantatella/Canto nella valle                                                                  |
| DC 6264                     | 1955                                 | Antonio Basurto / Clara Jaione                                                                                  | Cantilena del trainante/Era un omino (piccino piccino)                                          |
| DC 6265                     | 1955                                 | Clara Jaione / Antonio Basurto                                                                                  | Zucchero e pepe/Una fotografia nella cornice                                                    |
| DC 6266                     | 1955                                 | Tullio Pane / Marisa Colomber                                                                                   | Il torrente/L'ombra                                                                             |
| DC 6267                     | 1955                                 | Nuccia Bongiovanni / Nuccia Bongiovanni e Bruno Pallesi                                                         | I tre timidi/Il primo viaggio                                                                   |
| DC 6268                     | 1955                                 | Tullio Pane / Bruno Pallesi                                                                                     | Non penserò che a te/Che fai tu luna in ciel                                                    |
| DC 6269                     | 1955                                 | Bruno Pallesi / Antonio Basurto                                                                                 | Sentiero/Un cuore                                                                               |
| DC 6271                     | 6 maggio 1955                        | Otello Profazio                                                                                                 | Calabrisella/Chi bellu mussu                                                                    |
| DC 6272                     | 1955                                 | Otello Profazio                                                                                                 | Ninna nanna (all'amuri perdutu)/Ch'era cafuni (Lu pecuraru)                                     |
| DC 6273                     | 1955                                 | Otello Profazio                                                                                                 | 'A malavita/U' me' sceccu                                                                       |
| DC 6274                     | 1955                                 | Otello Profazio                                                                                                 | Mi maritai/La soggira                                                                           |
| DC 6275                     | 1955                                 | Otello Profazio                                                                                                 | Serenata amorosa/Nchianu unu, scindo ddui                                                       |
| DC 6276                     | 1955                                 | Otello Profazio                                                                                                 | 'U pecuraru/Stornelli di sdegno                                                                 |
| DC 6279                     | 1955                                 | Antonio Vasquez                                                                                                 | Litania alla Madonna/Tu scendi dalle stelle/Canzoncine di Natale                                |
| DC 6280                     | 1955                                 | Grazia De Lisi                                                                                                  | Lu roggiu tradituri/Chiamati a li pumperi                                                       |
| DC 6281                     | 1955                                 | Franco Li Causi                                                                                                 | Agrigento fox/Malinconico tango                                                                 |
| DC 6282                     | 1955                                 | Antonio Vasquez, Grazia De Lisi e Franco Li Causi / Franco Li Causi                                             | Lettera dalla Sicilia/Ammaliatore                                                               |
| DC 6283                     | 1955                                 | Antonio Vasquez, Grazia De Lisi e Franco Li Causi / Franco Li Causi                                             | Maruzzedda spogghiti e cucchiti/Una carezza                                                     |
| DC 6287                     | 1955                                 | Franco Li Causi                                                                                                 | Per te/Non dir di no                                                                            |
| DC 6288                     | 1955                                 | Franco Li Causi                                                                                                 | Solamente a te/Sei sempre tu                                                                    |
| DC 6289                     | 1955                                 | Antonio Vasquez                                                                                                 | Lu fruttu prilibatu/Stringi e vasa                                                              |
| DC 6290                     | 1955                                 | Toni Lusi | Erina/Fiore d'arancio                                                                           |
| DC 6291                     | 1955                                 | Toni Lusi | Silvana/Brunetta                                                                                |
| DC 6292                     | 29 aprile 1955                       | Franco Li Causi e il suo complesso                                                                              | Ciuri ciuri/Stornelli siciliani/Comù si li cuggheru li beddi pira                               |
| DC 6295                     | 29 aprile 1955                       | Tullio Pane | Oblio/Vuje... ca ve vulite bene                                                                 |
| DC 6296                     | 1955                                 | Bruno Pallesi e Quintetto Nord / Irene D'Areni e Bruno Pallesi                                                  | Teresina/Qualcuno pensa a me                                                                    |
| DC 6299                     | 6 maggio 1955                        | Quartetto Cetra                                                                                                 | Lo zolfataro/Il mambo-tango                                                                     |
| DC 6300                     | 6 maggio 1955                        | Quartetto Cetra                                                                                                 | Dorme Taormina/Casanova                                                                         |
| DC 6301                     | 6 maggio 1955                        | Quartetto Cetra                                                                                                 | Un milanese a New York/Ferrovia sopraelevata                                                    |
| DC 6302                     | 1955                                 | Gianna Quinti / Giuseppe Negroni                                                                                | È presto/Senza perdono                                                                          |
| DC 6303                     | 1955                                 | Gianna Quinti e Giuseppe Negroni                                                                                | È presto/Il mondo siamo noi                                                                     |
| DC 6306                     | 1955                                 | Giuseppe Negroni / Poker di Voci                                                                                | Loredana/Torna la primavera                                                                     |
| DC 6307                     | 1955                                 | Oscar Carboni / Poker di Voci                                                                                   | Quattro gondole/Il cuore è sempre giovane                                                       |
| DC 6309                     | 1955                                 | Vittoria Mongardi                                                                                               | La diligenza della California/Batti, batti, dattilografa                                        |
| DC 6318                     | 1955                                 | Tullio Pane / Nino Nipote (disco inciso con il Quintetto Partenopeo)                                            | 'E llampare/Geluso 'e te                                                                        |
| DC 6319                     | 1955                                 | Nino Nipote e Quintetto Partenopeo                                                                              | Luna chiara/Curiosità                                                                           |
| DC 6320                     | 1955                                 | Nino Nipote e Quintetto Partenopeo                                                                              | 'O ritratto 'e Nanninella/Me songo 'nnammnurato 'e te                                           |
| DC 6321                     | 1955                                 | Luciano Glori                                                                                                   | Come te l'aggi'a ddi'?/'E rose chiagneno                                                        |
| DC 6322                     | 1955                                 | Tullio Pane e Quintetto Partenopeo / Luciano Glori                                                              | Nnammuratella mia/'E stelle 'e Napule                                                           |
| DC 6323                     | 1955                                 | Luciano Glori / Nino Nipote (disco inciso con il Quintetto Partenopeo)                                          | Luna janca/'A bonanema 'e ll'ammore                                                             |
| DC 6329                     | 1955                                 | Clara Jaione | Vendeva fiorellini/Nicolò Nicolino                                                              |
| DC 6331                     | 1955                                 | Nino Nipote | Nun voglio fa 'o sergente/Chitarre e manduline                                                  |
| DC 6332                     | 1955                                 | Tullio Pane | Che bellezza, bellezza mia/Uocchie celeste                                                      |
| DC 6334                     | 1955                                 | Nino Nipote / Tullio Pane                                                                                       | Maruzzella/So' chiacchiere                                                                      |
| DC 6337                     | 1955                                 | Antonio Vasquez                                                                                                 | Ho paura di te/Mai più                                                                          |
| DC 6349                     | 1955                                 | Tullio Pane | Ddoje stelle so' cadute/'E llampare                                                             |
| DC 6350                     | 15 luglio 1955                       | Sante Andreoli                                                                                                  | Silenzio amaro/Mi domandano di te                                                               |
| DC 6352                     | 14 luglio 1955                       | Giuseppe Negroni / Giovanni Ferraresi                                                                           | Col sorriso sulle labbra/Adieu pour toujours                                                    |
| DC 6356                     | 1955                                 | Gianna Quinti e Giuseppe Negroni / Oscar Carboni                                                                | Wunderbar/Luna lunatica                                                                         |
| DC 6357                     | 1955                                 | Giuseppe Negroni / Oscar Carboni                                                                                | Cento anni d'amore/Luna lunatica                                                                |
| DC 6358                     | 1955                                 | Complesso Santonocito                                                                                           | Sole di Sicilia/Vulcano fox                                                                     |
| DC 6359                     | 1955                                 | Complesso Santonocito                                                                                           | Samba alla siciliana/Taormina fox                                                               |
| DC 6360                     | 1955                                 | Complesso Santonocito                                                                                           | Paparino va in città/Ti ricordi?                                                                |
| DC 6361                     | 1955                                 | Complesso Santonocito                                                                                           | Pensando a te/Topolino fox                                                                      |
| DC 6362                     | 1955                                 | Complesso Santonocito                                                                                           | Concettina/Tarantella rusticana                                                                 |
| DC 6363                     | 1955                                 | Complesso Santonocito                                                                                           | Tarantella felice/Passeggiando per Siracusa                                                     |
| DC 6364                     | 1955                                 | Complesso Santonocito                                                                                           | Il gatto innamorato/Graziella                                                                   |
| DC 6365                     | 1955                                 | Complesso Santonocito                                                                                           | Maria/Arizona                                                                                   |
| DC 6366                     | 1955                                 | Complesso Santonocito                                                                                           | La mazurca di Venere/Trottolina                                                                 |
| DC 6367                     | 1955                                 | Complesso Santonocito                                                                                           | Mastru Austinu Miciaciu/Chi bruttu curtigghiu                                                   |
| DC 6368                     | 1955                                 | Complesso Santonocito                                                                                           | Vattinni Mariu/Nun mi vogghiu maritari                                                          |
| DC 6369                     | 1955                                 | Complesso Santonocito                                                                                           | Che beddu me maritu/Signurina attenta pu chiaccu                                                |
| DC 6377                     | 1955                                 | Antonio Basurto                                                                                                 | Buongiorno a Napule/Gennariello 'americano                                                      |
| DC 6378                     | 1955                                 | Antonio Basurto                                                                                                 | Suare'/'O sciupafemmene                                                                         |
| DC 6379                     | 1955                                 | Luciano Glori                                                                                                   | 'A cravatta/Si nnammurata 'e te                                                                 |
| DC 6380                     | 1955                                 | Luciano Glori                                                                                                   | Canta Pusilleco/Vecchia chitarra                                                                |
| DC 6381                     | 1955                                 | Nino Nipote | 'A dispettosa/'O 'nfinfero                                                                      |
| DC 6382                     | 1955                                 | Nino Nipote | 'O 'nzisto/Povera figliulella                                                                   |
| DC 6383                     | 1955                                 | Nino Nipote | 'Nnammuratella/Spatella argiento                                                                |
| DC 6384                     | 1955                                 | Nino Nipote | Vienetenne a Positano/Bella campagnola                                                          |
| DC 6391                     | 1º settembre 1955                    | Claudio Bernardini e il suo complesso                                                                           | Cobra/A Vera Cruz                                                                               |
| DC 6392                     | 1955                                 | Claudio Bernardini                                                                                              | Good-bye Venezia/Suonando sui bicchieri                                                         |
| DC 6394                     | 1955                                 | Antonio Vasquez                                                                                                 | Dormi/Farfallina bianca                                                                         |
| DC 6395                     | 1955                                 | Antonio Vasquez/Wanda Romanelli                                                                                 | Il walzer del carrettiere/Il ponte sullo stretto                                                |
| DC 6396                     | 1955                                 | Gianna Quinti                                                                                                   | È presto/Luna ascoltami                                                                         |
| DC 6397                     | 1955                                 | Petre Munteanu                                                                                                  | Serenata/Ave Maria                                                                              |
| DC 6404                     | 1955                                 | Bruno Vignini e I 5 Ciro's / I 5 Ciro's                                                                         | Buongiorno tristezza/Carolina dance                                                             |
| DC 6410                     | 19 novembre 1955                     | Quartetto Cetra                                                                                                 | Una casa portuguesa/Carnavalito (El Humahuaqueno)                                               |
| DC 6411                     | 19 novembre 1955                     | Quartetto Cetra                                                                                                 | Ninguem me ama/Paraiba                                                                          |
| DC 6412                     | 19 novembre 1955                     | Quartetto Cetra                                                                                                 | La bella castellana/Solo accussì                                                                |
| DC 6414                     | 1955                                 | Lucia Mannucci                                                                                                  | Sul muretto di Alassio/?                                                                        |
| DC 6415                     | 1955                                 | Lucia Mannucci                                                                                                  | È arrivata la giostra/?                                                                         |
| DC 6419                     | 1955                                 | Claudio Bernardini                                                                                              | Ti terrò fra le mie braccia/È tanto bello                                                       |
| DC 6421                     | Novembre 1955                        | Fred Buscaglione                                                                                                | Che bambola!/Giacomino                                                                          |
| DC 6422                     | Novembre 1955                        | Fred Buscaglione                                                                                                | Niente visone/Porfirio Villarosa                                                                |
| DC 6423                     | Novembre 1955                        | Fred Buscaglione                                                                                                | Frankie and Johnny/Teresa non sparare                                                           |
| DC 6427                     | 1955                                 | Fausto Cigliano                                                                                                 | La petite diligence/Mes mains                                                                   |
| DC 6428                     | 1955                                 | Fausto Cigliano                                                                                                 | Aummo aummo/Te voglio bene assai                                                                |
| DC 6429                     | 1955                                 | Fausto Cigliano                                                                                                 | Suspiranno mon amour/Giuvanne cu 'a chitarra                                                    |
| DC 6430                     | 1955                                 | Mino Vinci | È tanto dolce/Marcellino pan y vino                                                             |
| DC 6431                     | 30 novembre 1955                     | Quartetto Cetra                                                                                                 | Che t'ha portato la befana? (fiaba d'inverno)/Il primo giorno di scuola (fiaba d'autunno)       |
| DC 6432                     | 30 novembre 1955                     | Quartetto Cetra                                                                                                 | C'è un pittore sul ponticello (fiaba di primavera)/Il pirata "Sub" (fiaba d'estate)             |
| DC 6433                     | 1956                                 | Poker di Voci                                                                                                   | Suonando sui bicchieri/La lavanderina del Portogallo                                            |
| DC 6434                     | 1956                                 | Poker di Voci / Giuseppe Negroni                                                                                | Huli! Huli!/Il ballerino                                                                        |
| DC 6435                     | 1956                                 | Giuseppe Negroni / Giuseppe Negroni e Gianna Quinti                                                             | Ti xe ti/Il mondo siamo noi                                                                     |
| DC 6439                     | 1956                                 | Otello Profazio                                                                                                 | Tarantella paesana/Prima dicisti sì                                                             |
| DC 6440                     | 1956                                 | Otello Profazio                                                                                                 | Stornelli della Sila/Mi ficiru sindicu                                                          |
| DC 6441                     | 1956                                 | Otello Profazio                                                                                                 | Amuri muntagnolu/Stornelli d'amuri                                                              |
| DC 6442                     | 1956                                 | Coro Alpino "La Grangia"                                                                                        | Maria Gioana/Bel oselin del bosch                                                               |
| DC 6443                     | 1956                                 | Coro Alpino "La Grangia"                                                                                        | La scelta felice/La bella va al mercato/A Turin a la Reusa Bianca/La tabachina                  |
| DC 6446                     | 1956                                 | Fred Buscaglione                                                                                                | Dixieland '53/Io piaccio                                                                        |
| DC 6447                     | 1956                                 | Fred Buscaglione                                                                                                | Silbando mambo/Tango delle capinere                                                             |
| DC 6448                     | 1956                                 | Fred Buscaglione                                                                                                | Margie/Mister Sandman                                                                           |
| DC 6449                     | 1956                                 | Fred Buscaglione                                                                                                | Astermambo/Making Whoopee                                                                       |
| DC 6450                     | 1956                                 | Fred Buscaglione                                                                                                | Pensa ai fatti tuoi/?                                                                           |
| DC 6454                     | 30 gennaio 1956                      | Quartetto Cetra                                                                                                 | La lavanderina del Portogallo/Ma che...ma che...(Ma que...ma que...)                            |
| DC 6455                     | 30 gennaio 1956                      | Quartetto Cetra                                                                                                 | Ricordate Marcellino?/Oho-Aha (ciao)                                                            |
| DC 6456                     | 1956                                 | Marisa Colomber                                                                                                 | Orchidea selvaggia/Appuntamento con le stelle                                                   |
| DC 6457                     | 10 febbraio 1956                     | Marisa Colomber e Trio Aurora / Marisa Colomber                                                                 | Così così così (Again again)/Non dirmi più                                                      |
| DC 6462                     | 1956                                 | Tonina Torrielli / Gianni Marzocchi e Clara Vincenzi                                                            | Il cantico del cielo/Anima gemella                                                              |
| DC 6463                     | 1956                                 | Ugo Molinari / Luciana Gonzales                                                                                 | La colpa fu/È bello                                                                             |
| DC 6464                     | 1956                                 | Gianni Marzocchi / Tonina Torrielli                                                                             | Musetto/Amami se vuoi                                                                           |
| DC 6465                     | 1956                                 | Tonina Torrielli                                                                                                | Il bosco innamorato/?                                                                           |
| DC 6466                     | 24 febbraio 1956                     | Ugo Molinari / Tonina Torrielli                                                                                 | Aprite le finestre/Qualcosa è rimasto                                                           |
| DC 6467                     | 1956                                 | Ugo Molinari / Clara Vincenzi                                                                                   | Albero caduto/Il trenino di latta verde                                                         |
| DC 6468                     | 1956                                 | Luciana Gonzales / Clara Vincenzi                                                                               | Parole e musica/Lui e lei                                                                       |
| DC 6469                     | 28 febbraio 1956                     | Gianni Marzocchi / Luciana Gonzales                                                                             | Ho detto al sole/La vita è un paradiso di bugie                                                 |
| DC 6470                     | 1956                                 | Ugo Molinari | Due teste sul cuscino/?                                                                         |
| DC 6471                     | 1956                                 | Tonina Torrielli / Ugo Molinari                                                                                 | Sogni d'or/Nota per nota                                                                        |
| DC 6481                     | 1956                                 | Tullio Pane | Canzone al vento/Bruna Maria del porto                                                          |
| DC 6482                     | 1956                                 | Tullio Pane | Madonnella del torrente/Ti voglio come sei                                                      |
| DC 6484                     | 1956                                 | Claudio Bernardini                                                                                              | Je me sens si bien/Rico Vacilon                                                                 |
| DC 6485                     | 1956                                 | Luciana Gonzales                                                                                                | Aprite le finestre/È bello                                                                      |
| DC 6486                     | 1956                                 | Tonina Torrielli                                                                                                | Aprite le finestre/Bosco innamorato                                                             |
| DC 6487                     | 1956                                 | Luciana Gonzales                                                                                                | Aprite le finestre/È bello                                                                      |
| DC 6489                     | 1956                                 | Mara Del Rio | Mambo della luna/Rosa Morena                                                                    |
| DC 6490                     | 1956                                 | Mara Del Rio | Rio verde/Ba-Bajon                                                                              |
| DC 6492                     | 1956                                 | Oscar Carboni / Poker di Voci                                                                                   | Nostalgia di un giramondo/Una casa portuguesa                                                   |
| DC 6493                     | 1956                                 | Poker di Voci / Gianna Quinti                                                                                   | I figli di Gippò/La rosa tatuata                                                                |
| DC 6494                     | 1956                                 | Oscar Carboni                                                                                                   | El relicario/Le caldarroste                                                                     |
| DC 6495                     | 1956                                 | Giuseppe Negroni                                                                                                | Il merlo di Como/Musica per tutti                                                               |
| DC 6496                     | 1956                                 | Giuseppe Negroni                                                                                                | Stella bianca/Preghiera peruviana                                                               |
| DC 6497                     | 1956                                 | Nino Nipote | Napule nun more/Zampugnaro 'nnammurato                                                          |
| DC 6498                     | 1956                                 | Nino Nipote | Lacreme napulitane/I te vurria vasà                                                             |
| DC 6499                     | 1956                                 | Nino Nipote | Scetate/Guapparia                                                                               |
| DC 6500                     | 1956                                 | Nino Nipote | Come pioveva/Fili d'oro                                                                         |
| DC 6501                     | 1956                                 | Coro e Banda (dir. Maestro Storaci) / Coro e Banda (dir. Maestro Tufacchi)                                      | Italiani gente fiera/Canto degli italiani (inno di Mameli)                                      |
| DC 6503                     | 1956                                 | Francesco Albanese                                                                                              | Napule e Surriento/Cinquant'anne                                                                |
| DC 6507                     | 21 aprile 1956                       | Marisa Colomber / Marisa Colomber, Carlo Pierangeli e Trio Aurora                                               | La mia croce/Tre violette                                                                       |
| DC 6509                     | 1956                                 | Claudio Bernardini                                                                                              | Concerto d'autunno/Domani                                                                       |
| DC 6512                     | 1956                                 | Armandino e il suo Quintetto                                                                                    | Tina Mary/Il sottoscritto Semmola Giovanni                                                      |
| DC 6513                     | 1956                                 | Armandino e il suo Quintetto                                                                                    | M'addormo e sonno a te/Io mammeta e tu                                                          |
| DC 6528                     | 1956                                 | Tina Allori | Parlami/Arrivederci Roma                                                                        |
| DC 6531                     | 1956                                 | Tonina Torrielli                                                                                                | Te vojo ben/Anema e core                                                                        |
| DC 6533                     | 30 maggio 1956                       | Gianni Marzocchi / Tonina Torrielli                                                                             | Il grande amore/Pepote                                                                          |
| DC 6535                     | 7 maggio 1956                        | Tonina Torrielli e Gianni Marzocchi / Clara Vincenzi e Poker di Voci                                            | Amore di stelle/Sette lunghi giorni (Seven lonely days)                                         |
| DC 6536                     | 1956                                 | Tonina Torrielli                                                                                                | Mai ti scorderai di me/Inno all'amore                                                           |
| DC 6537                     | 1956                                 | Tonina Torrielli / Ugo Molinari                                                                                 | Perché vivo/Passerà                                                                             |
| DC 6540                     | 1956                                 | Ugo Molinari / Tonina Torrielli                                                                                 | Cara piccina/Il valzer delle candele                                                            |
| DC 6544                     | 1956                                 | Tonina Torrielli                                                                                                | Andalucia/Estrellita                                                                            |
| DC 6545                     | 1956                                 | Luciana Gonzales                                                                                                | Malasierra/Valzer delle stelle                                                                  |
| DC 6546                     | 1956                                 | Gianni Marzocchi e Clara Vincenzi / Gianni Marzocchi                                                            | A Nueva Laredo/Begli occhi innamorati                                                           |
| DC 6547                     | 1956                                 | Tonina Torrielli                                                                                                | Johnny Guitar/Portami tante rose                                                                |
| DC 6548                     | 1956                                 | Luciana Gonzales                                                                                                | Serenata ad un angelo/Tentazione                                                                |
| DC 6549                     | 1956                                 | Gianni Marzocchi                                                                                                | Un'ora sola ti vorrei/Parlami d'amore Mariù                                                     |
| DC 6561                     | 1956                                 | Antonio Vasquez                                                                                                 | La muscazza vilinusa/Ciuriddu di stu cori                                                       |
| DC 6562                     | 1956                                 | Antonio Vasquez                                                                                                 | Sugnu pazzo/Biddizza siciliana                                                                  |
| DC 6563                     | 1956                                 | Giusi Marzà e Antonio Vasquez / Giusi Marzà                                                                     | Lu stagnataru/Cerca maritu                                                                      |
| DC 6564                     | 1956                                 | Paolo Dini | Vinnignatura/Facemu paci                                                                        |
| DC 6565                     | 1956                                 | Franco Li Causi                                                                                                 | Amalia/Amore in festa                                                                           |
| DC 6566                     | 1956                                 | Franco Li Causi                                                                                                 | Per Via Roma/L'ultimo giorno                                                                    |
| DC 6567                     | 1956                                 | Franco Li Causi                                                                                                 | Baciami tango/Malioso tango                                                                     |
| DC 6568                     | 1956                                 | Franco Li Causi                                                                                                 | Guarda un po' chi si rivede/Notte argentina                                                     |
| DC 6569                     | 1956                                 | Antonio Vasquez                                                                                                 | Lassa e pigghia/Turiddu 'u bersaglieri                                                          |
| DC 6570                     | 1956                                 | Franco Li Causi / Toni Lusi                                                                                     | Pianto d'amore/For you                                                                          |
| DC 6571                     | 1956                                 | Toni Lusi | Un italiano in America/Ricordo lontano                                                          |
| DC 6572                     | 1956                                 | Toni Lusi | Ballo nostalgico/Velocità                                                                       |
| DC 6573                     | 1956                                 | Toni Lusi | The new fox/Play guitar                                                                         |
| DC 6574                     | 1956                                 | Rino Palombo | Guaglione/Dincelle tu                                                                           |
| DC 6575                     | 1956                                 | I 5 Ciro's | Dos cruces/Obsesion                                                                             |
| DC 6576                     | 1956                                 | I 5 Ciro's | Schenectady/Lascia? No! Raddoppia? Sì!                                                          |
| DC 6577                     | 3 luglio 1956                        | Quartetto Cetra                                                                                                 | Musetto/Aprite le finestre                                                                      |
| DC 6578                     | 1956                                 | Marisa Colomber                                                                                                 | Sabbia/Restiamo buoni amici                                                                     |
| DC 6584                     | 1956                                 | Antonio Vasquez                                                                                                 | Serenata a mamma mia/Asmarina                                                                   |
| DC 6590                     | 1956                                 | Pippo Rallo / Maria Finocchiaro                                                                                 | Turiddu e Lola/A signurina moderna                                                              |
| DC 6591                     | 1956                                 | Maria Finocchiaro                                                                                               | La campagnola/U vecchiu misu n cuntu                                                            |
| DC 6592                     | 1956                                 | Pippo Rallo | La tarantella per fischietto/Picciridduzza mia                                                  |
| DC 6593                     | 1956                                 | Maria Finocchiaro / Salvatore Di Paola                                                                          | A la vigna/Viva li ziti                                                                         |
| DC 6594                     | 1956                                 | Salvatore Di Paola                                                                                              | L'avvucatu di causi persi/La musca                                                              |
| DC 6595                     | 1956                                 | Complesso Santonocito                                                                                           | Olimpia/Primavera                                                                               |
| DC 6596                     | 1956                                 | Complesso Santonocito                                                                                           | Ricciolina bionda/Terra nostra                                                                  |
| DC 6597                     | 1956                                 | Complesso Santonocito                                                                                           | Fortunato fox/Innamorato tango                                                                  |
| DC 6598                     | 1956                                 | Complesso Santonocito                                                                                           | Il fox di Aretusa/Dolce sospiro                                                                 |
| DC 6599                     | 1956                                 | Complesso Santonocito                                                                                           | Treno del sole/Allegro tango                                                                    |
| DC 6600                     | 1956                                 | Complesso Santonocito                                                                                           | La farfalla/Carmelina                                                                           |
| DC 6601                     | 1956                                 | Complesso Santonocito                                                                                           | Loredana/Saluti dalla Sicilia                                                                   |
| DC 6602                     | 1956                                 | Complesso Santonocito                                                                                           | Ciuriddu d'amuri/Samba per fischietto                                                           |
| DC 6603                     | 1956                                 | Complesso Santonocito                                                                                           | Rosetta/Fiorella                                                                                |
| DC 6604                     | 1956                                 | Bruno Pallesi                                                                                                   | Mia Milan/L'è bionda                                                                            |
| DC 6605                     | 1956                                 | Ugo Molinari | Innamorata/I giardinetti della stazione                                                         |
| DC 6606                     | 1956                                 | Gianni Marzocchi / Gianni Marzocchi e Luciana Gonzales                                                          | Signora forestiera/Giapponesina                                                                 |
| DC 6607                     | 1956                                 | Clara Vincenzi / Poker di Voci                                                                                  | Quanto me gusta/Sei tanto bella                                                                 |
| DC 6608                     | 1956                                 | Luciana Gonzales                                                                                                | Un attimo/Il mondo senza te                                                                     |
| DC 6609                     | 30 agosto 1956                       | Tonina Torrielli / Clara Vincenzi e Poker di Voci                                                               | Comprendimi/Cuban cha cha cha                                                                   |
| DC 6610                     | 1956                                 | Tonina Torrielli                                                                                                | En tu labios mi vida/Né oggi, né domani, né mai                                                 |
| DC 6611                     | 1956                                 | Achille Togliani                                                                                                | Avimmo pazziato/'Na vota sola                                                                   |
| DC 6612                     | 1956                                 | Achille Togliani                                                                                                | Amami se vuoi/Ti parleran di me                                                                 |
| DC 6613                     | 1956                                 | Achille Togliani                                                                                                | Straniero tra gli angeli/È amore                                                                |
| DC 6614                     | 1956                                 | Achille Togliani                                                                                                | Arrivederci Roma/Vetturino romano                                                               |
| DC 6615                     | 1956                                 | Fausto Cigliano                                                                                                 | Suspiranno 'na canzone/Guaglione                                                                |
| DC 6616                     | 1956                                 | Fausto Cigliano                                                                                                 | Positano è na canzone/'A luna miezz' 'e fronne                                                  |
| DC 6617                     | 1956                                 | Fausto Cigliano                                                                                                 | Chella 'lla/Scugnizzo                                                                           |
| DC 6618                     | 1956                                 | Leonardo Cabitza                                                                                                | Su destinu (parte 1)/Su destinu (parte 2)                                                       |
| DC 6619                     | 1956                                 | Leonardo Cabitza                                                                                                | Muttettos de amore (parte1)/(parte 2)                                                           |
| DC 6620                     | 1956                                 | Leonardo Cabitza                                                                                                | Galluresa (parte 1)/Galluresa (parte 2)                                                         |
| DC 6621                     | 1956                                 | Leonardo Cabitza                                                                                                | Mi e La (parte 1)/Mi e La (parte 2)                                                             |
| DC 6622                     | 1956                                 | Leonardo Cabitza                                                                                                | Si bemolle (parte 1)/Si bamolle (parte 2)                                                       |
| DC 6623                     | 1956                                 | Leonardo Cabitza                                                                                                | Ballo sardo (parte 1)/Ballo sardo (parte 2)                                                     |
| DC 6624                     | 1956                                 | Leonardo Cabitza                                                                                                | Disisperada logudoresa/Craminadorgia                                                            |
| DC 6625                     | 1956                                 | Leonardo Cabitza                                                                                                | Corsicana a tre voci (parte 1)/(parte 2)                                                        |
| DC 6626                     | 1956                                 | Leonardo Cabitza                                                                                                | Canto in Re-Do (parte 1)/(parte 2)                                                              |
| DC 6627                     | 1956                                 | Leonardo Cabitza                                                                                                | Filugnana gallurese (parte 1)/(parte 2)                                                         |
| DC 6628                     | 1956                                 | Giusi Marzà | Signora per favore/Quanto su ricchi l'omini                                                     |
| DC 6629                     | 1956                                 | Giusi Marzà / Antonio Vasquez                                                                                   | Primavera siciliana/Non mi scurdari                                                             |
| DC 6630                     | 1956                                 | Giusi Marzà / Antonio Vasquez                                                                                   | La scarpina/Samba alla siciliana                                                                |
| DC 6631                     | 1956                                 | Franco Li Causi                                                                                                 | Lilù/Nostalgica                                                                                 |
| DC 6632                     | 1956                                 | Franco Li Causi                                                                                                 | Sicilianedda/Sandruccio                                                                         |
| DC 6633                     | 1956                                 | Franco Li Causi                                                                                                 | Sul mio landò/Alla viennese                                                                     |
| DC 6634                     | 1956                                 | Franco Li Causi                                                                                                 | Spensieratezza/Per sempre t'amerò                                                               |
| DC 6635                     | 1956                                 | Toni Lusi | Mare blu/Samba stramba                                                                          |
| DC 6636                     | 1956                                 | Toni Lusi | Alba/Voce nuova                                                                                 |
| DC 6637                     | 1956                                 | Antonio Vasquez                                                                                                 | Il valzer della filandina/Prima culla                                                           |
| DC 6638                     | 1956                                 | Antonio Vasquez                                                                                                 | Eva/Una povera foglia                                                                           |
| DC 6639                     | 1956                                 | Wanda Romanelli                                                                                                 | Lasciami sperare/Tanti auguri                                                                   |
| DC 6640                     | 1956                                 | Vittoria Mongardi                                                                                               | I cavalieri della Tavola Rotonda/Mambo Cileno                                                   |
| DC 6641                     | 1956                                 | Vittoria Mongardi                                                                                               | Mi sento così bene/Passeggiando a mezzanotte                                                    |
| DC 6642                     | 1956                                 | Vittoria Mongardi                                                                                               | Vagabondo/Difenderò questo amore                                                                |
| DC 6643                     | 1956                                 | Wanda Romanelli                                                                                                 | Album di famiglia/Tanti auguri                                                                  |
| DC 6644                     | 1956                                 | Jennifer Leigh                                                                                                  | Complainte de la butte/Sur ma vie                                                               |
| DC 6645                     | 1956                                 | Jennifer Leigh                                                                                                  | Cookie/No other love                                                                            |
| DC 6646                     | 1956                                 | Antonio Vasquez                                                                                                 | Capricciosella/Febbre di mare                                                                   |
| DC 6647                     | 1956                                 | Antonio Vasquez                                                                                                 | Ho sete/Mi dolor                                                                                |
| DC 6648                     | 1956                                 | Claudio Bernardini                                                                                              | Senza catene (Unchained melody)/Mai ti scorderai di me                                          |
| DC 6649                     | 1956                                 | Claudio Bernardini                                                                                              | Non lasciarmi mai/Musica!                                                                       |
| DC 6650                     | 1956                                 | Claudio Bernardini                                                                                              | Refrains/La più bella del mondo                                                                 |
| DC 6651                     | 1956                                 | Claudio Bernardini                                                                                              | Paris canaille/Be anything                                                                      |
| DC 6654                     | 1956                                 | Claudio Bernardini                                                                                              | Good bye New York/Bonjour Paris                                                                 |
| DC 6655                     | 1956                                 | Clara Jaione | Un americano a Roma/La leggenda del cavallino                                                   |
| DC 6656                     | 1956                                 | Clara Jaione | Eravamo sette zitelle/L'uomo di paglia                                                          |
| DC 6658                     | 1956                                 | Quartetto Cetra                                                                                                 | Sarà vero oppure no?/L'amore l'ho incontrato per le scale                                       |
| DC 6659                     | 1956                                 | Quartetto Cetra                                                                                                 | Un po' di cielo/A Trinità dei Monti                                                             |
| DC 6660                     | 1956                                 | Quartetto Cetra                                                                                                 | Vino, vino/L'amore l'ho incontrato per le scale                                                 |
| DC 6661                     | 1956                                 | Fausto Cigliano                                                                                                 | L'ammore mio è francese/Positanella                                                             |
| DC 6662                     | 1956                                 | Fausto Cigliano                                                                                                 | 'A rivultella/Che m'è 'mparato a fa                                                             |
| DC 6663                     | 1956                                 | Fausto Cigliano                                                                                                 | Simmo amice/T'aggio fatto 'na fattura                                                           |
| DC 6664                     | 1956                                 | Marisa Del Frate                                                                                                | Che m'è 'mparato a fa/Amammece                                                                  |
| DC 6665                     | 1956                                 | Marisa Del Frate                                                                                                | Addio pe' sempe/Napulitano d'o Brasil                                                           |
| DC 6666                     | 1956                                 | Marisa Del Frate                                                                                                | 'O rilorgio/Teneramente                                                                         |
| DC 6667                     | 1956                                 | Otello Profazio                                                                                                 | Bon capudannu/'A ficareddha mulingiana                                                          |
| DC 6668                     | 1956                                 | Otello Profazio                                                                                                 | Nnaru nnaru nnaru/Ciangimi, mamma                                                               |
| DC 6669                     | 1956                                 | Otello Profazio                                                                                                 | E ballati e ballati/Fimmina mala                                                                |
| DC 6670                     | 1956                                 | Otello Profazio                                                                                                 | Beddha vorria partiri/Sugnu calabrisi                                                           |
| DC 6671                     | 1956                                 | Otello Profazio                                                                                                 | Si mi rumpi la lancella/Finestra vascia                                                         |
| DC 6672                     | 1956                                 | Otello Profazio                                                                                                 | Sarta sarta sartineddha/Chitarra disperata                                                      |
| DC 6673                     | 15 novembre 1956                     | Giuseppe Negroni                                                                                                | 'Na canzona pe' ffa ammore/Vogliamoci tanto bene                                                |
| DC 6674                     | 1956                                 | Quartetto Cetra                                                                                                 | Evviva la radio a galena/Passa la prima Milano-Sanremo                                          |
| DC 6675                     | 1956                                 | Quartetto Cetra                                                                                                 | Carlo, non farlo/È il black bottom                                                              |
| DC 6676                     | 1956                                 | Quartetto Cetra                                                                                                 | L'orologio matto/We'll be together again                                                        |
| DC 6677                     | 1956                                 | Quartetto Cetra                                                                                                 | Guaglione/'Na canzona pe' ffa ammore                                                            |
| DC 6678                     | 1956                                 | Mara Del Rio | Malatia/Ay jalisco                                                                              |
| DC 6679                     | 1956                                 | Mara Del Rio | Maria candelaria/El piconero                                                                    |
| DC 6680                     | 1956                                 | Mara Del Rio | Ay sandunga/Latte e miele                                                                       |
| DC 6682                     | 1956                                 | Tullio Pane | 'A vucchella/Tu ca nun chiagne                                                                  |
| DC 6683                     | 1956                                 | Tullio Pane | Core 'ngrato/Lacreme napulitane                                                                 |
| DC 6684                     | 1956                                 | Tullio Pane | 'O sole mio/Santa Lucia luntana                                                                 |
| DC 6685                     | 1956                                 | Tullio Pane | Funiculì funiculà/Torna a Surriento                                                             |
| DC 6686                     | 1956                                 | Tullio Pane | 'O surdato 'nnammurato/I te vurria vasà                                                         |
| DC 6687                     | 1956                                 | Tullio Pane | Marechiare/Guapparia                                                                            |
| DC 6688                     | 1956                                 | Marisa Colomber                                                                                                 | L'orologio matto/Sinceri                                                                        |
| DC 6689                     | 1956                                 | Marisa Colomber                                                                                                 | T'aspetto 'e nove/Chella llà                                                                    |
| DC 6690                     | 1956                                 | Marisa Colomber                                                                                                 | Quei poveri parigini/Sole d'Italia                                                              |
| DC 6691                     | 1956                                 | Marisa Colomber                                                                                                 | Oro niro/Que serà serà                                                                          |
| DC 6692                     | 1956                                 | Marisa Colomber                                                                                                 | L'uomo della prateria/Perché tu non vuoi                                                        |
| DC 6693                     | 1956                                 | Quartetto Cetra                                                                                                 | S'il vous plait mademoiselle/Concerto jazz a Mosca                                              |
| DC 6694                     | 1956                                 | Quartetto Cetra                                                                                                 | L'incanto della foresta/Pikisò                                                                  |
| DC 6695                     | 1956                                 | Tonina Torrielli                                                                                                | Amoureuse/Tornerà                                                                               |
| DC 6696                     | 1956                                 | Gianni Marzocchi / Luciana Gonzales                                                                             | Adele/Luna negra                                                                                |
| DC 6697                     | 1956                                 | Clara Vincenzi                                                                                                  | Moby Dick/Fermata d'autobus                                                                     |
| DC 6698                     | 27 dicembre 1956                     | Tonina Torrielli e Ugo Molinari / Tonina Torrielli                                                              | Tango del cuore/Nessuna cosa al mondo                                                           |
| DC 6699                     | 1956                                 | Gianni Marzocchi                                                                                                | Adelaide/Bella pupa                                                                             |
| DC 6700                     | 1957                                 | Franco Li Causi                                                                                                 | Spiga d'oro/Amore in sogno                                                                      |
| DC 6701                     | 1957                                 | Franco Li Causi                                                                                                 | Scherzando/La rarandola                                                                         |
| DC 6702                     | 1957                                 | Franco Li Causi                                                                                                 | Ultima strada/Dolce amore                                                                       |
| DC 6703                     | 1957                                 | Franco Li Causi                                                                                                 | Voce di Spagna/Notte d'amore                                                                    |
| DC 6704                     | 1957                                 | Franco Li Causi                                                                                                 | Una tazza di caffè/L'angrognina                                                                 |
| DC 6705                     | 1957                                 | Toni Lusi | Sei bella così/Luciana                                                                          |
| DC 6706                     | 1957                                 | Toni Lusi | L'allegra samba/Cummaredda                                                                      |
| DC 6707                     | 1957                                 | Toni Lusi / Antonio Vasquez                                                                                     | Delicato/Lu ficudinniaru                                                                        |
| DC 6708                     | 1957                                 | Antonio Vasquez                                                                                                 | Risata amara/Sciattuzzu mio                                                                     |
| DC 6709                     | 1957                                 | Franco Li Causi / Franco Li Causi e Antonio Vasquez                                                             | Cabarè/Scugnizzella                                                                             |
| DC 6710                     | 1957                                 | Franco Li Causi / Franco Li Causi e Antonio Vasquez                                                             | Baciami così/Alla luna                                                                          |
| DC 6711                     | 1957                                 | Maria Lupo | Tale' cu passa/Nun lu fazzu cchiù                                                               |
| DC 6712                     | 1957                                 | Maria Lupo | Mi sunnavi ch'era zita/M0abbruscia                                                              |
| DC 6713                     | 1957                                 | Antonio Vasquez / Maria Lupo                                                                                    | Nicaredda/òa nzalata si cunzò                                                                   |
| DC 6714                     | 1957                                 | Antonio Vasquez                                                                                                 | Stornelli amari (parte 1)/(parte 2)                                                             |
| DC 6715                     | 1957                                 | Antonio Vasquez                                                                                                 | Accattati li mariteddi/Voca voca                                                                |
| DC 6716                     | 1957                                 | Antonio Vasquez / Maria Lupo                                                                                    | Mamma Ciccu stranutò/Ch'è simpaticu u me zitu                                                   |
| DC 6717                     | 1957                                 | Tonina Torrielli                                                                                                | Addormentarmi così/Tornerai                                                                     |
| DC 6718                     | 1957                                 | Tullio Pane | Signora fortuna/Un poco 'e bene                                                                 |
| DC 6719                     | 1957                                 | Marisa Colomber                                                                                                 | 'O pizzaiolo/Pecché nun saccio dì?                                                              |
| DC 6720                     | 1957                                 | Marisa Colomber                                                                                                 | Serenata del passerotto/Amado                                                                   |
| DC 6721                     | 1957                                 | Marisa Colomber                                                                                                 | Lettere d'amore (piene di bugie)/Tempo di tonnara                                               |
| DC 6723                     | 1957                                 | Marisa Colomber                                                                                                 | Volevo dirti addio/Filo di fumo                                                                 |
| DC 6724                     | 1957                                 | Marisa Colomber                                                                                                 | Nagaj/Parole parole parole                                                                      |
| DC 6725                     | 1957                                 | Marisa Colomber                                                                                                 | Il primo bacio al chiar di luna/Quanno te dice vasame                                           |
| DC 6726                     | 2 febbraio 1957                      | Marisa Del Frate                                                                                                | Io e Ciccio cha cha cha/Cha cha cha napulitano                                                  |
| DC 6727                     | 1957                                 | Tonina Torrielli                                                                                                | Veste da sposa/Una notte ancora                                                                 |
| DC 6728                     | 1957                                 | Clara Vincenzi                                                                                                  | Il tigrotto/Non è un addio                                                                      |
| DC 6729                     | 1957                                 | Clara Vincenzi / Tullio Pane                                                                                    | Papagaito/Lucia Lucì                                                                            |
| DC 6730                     | 1957                                 | Ugo Molinari | Dimentica/Parole amare                                                                          |
| DC 6731                     | 1957                                 | Tullio Pane | Il cigno/Serenade                                                                               |
| DC 6732                     | 1957                                 | Vittoria Mongardi                                                                                               | Donne e pistole/Van Wood's rock                                                                 |
| DC 6733                     | 1957                                 | Vittoria Mongardi / Wanda Romanelli                                                                             | Stanca/Nostalgico refrain                                                                       |
| DC 6734                     | 1957                                 | Gianni Marzocchi / Luciana Gonzales                                                                             | La mia fortuna/Perché tu non vuoi                                                               |
| DC 6735                     | 1957                                 | Gianni Marzocchi                                                                                                | Sinceri/Pic nic                                                                                 |
| DC 6736                     | 1957                                 | Luciana Gonzales                                                                                                | È meraviglioso essere giovani/Piangerò domani                                                   |
| DC 6737                     | 1957                                 | Luciana Gonzales                                                                                                | Luna sanremese/Donne moi                                                                        |
| DC 6738                     | 1957                                 | Bruna De Stefani                                                                                                | Nostalgia del primo amore/Eccentrica                                                            |
| DC 6739                     | 1957                                 | Bruna De Stefani                                                                                                | Vedo una nave/El campanero                                                                      |
| DC 6740                     | 1957                                 | Bruna De Stefani                                                                                                | Tutte le strade/La luna risponde                                                                |
| DC 6741                     | 1957                                 | Quartetto Cetra                                                                                                 | Corde della mia chitarra/Raggio nella nebbia                                                    |
| DC 6742                     | 1957                                 | Quartetto Cetra                                                                                                 | Le trote blu/Il pericolo numero uno                                                             |
| DC 6743                     | 1957                                 | Quartetto Cetra                                                                                                 | Nel giardino del mio cuore/Scusami                                                              |
| DC 6744                     | 1957                                 | Quartetto Cetra                                                                                                 | Casetta in Canada/Era l'epoca del cuore                                                         |
| DC 6745                     | 1º marzo 1957                        | Otello Ermanno Profazio                                                                                         | Lu briganti Musulinu/Ciuriddu di' stu cori                                                      |
| DC 6747                     | 1957                                 | Marisa Del Frate                                                                                                | Ancora un mambo/Innamorata                                                                      |
| DC 6748                     | 1957                                 | Marisa Del Frate                                                                                                | Nel Far West/Che sbadata                                                                        |
| DC 6749                     | 1957                                 | Marisa Del Frate                                                                                                | La ragazza del primo piano/Non c'è altro amore                                                  |
| DC 6750                     | 1957                                 | Marisa Del Frate                                                                                                | Musica in sordina/Organetto di Parigi                                                           |
| DC 6751                     | 1957                                 | Marisa Del Frate                                                                                                | È meraviglioso essere giovani/Ai sette cieli                                                    |
| DC 6752                     | 1957                                 | Clara Vincenzi e Poker di Voci / Poker di Voci                                                                  | Casetta in Canada/La cremagliera delle Dolomiti                                                 |
| DC 6753                     | 1957                                 | Poker di Voci                                                                                                   | Lleveme/El burro socaron                                                                        |
| DC 6754                     | 1957                                 | Fred Buscaglione                                                                                                | Parlami d'amore Mariù/Il siero di Strokomologoff                                                |
| DC 6755                     | 1957                                 | Fred Buscaglione                                                                                                | Five 'o clock rock/Voglio scoprir l'America                                                     |
| DC 6756                     | 1957                                 | Fred Buscaglione                                                                                                | 'A coda 'e cavallo/Supermolleggiata                                                             |
| DC 6757                     | 1957                                 | Fred Buscaglione                                                                                                | Moreto Moreto/Pericolosissima                                                                   |
| DC 6758                     | 1957                                 | Fred Buscaglione                                                                                                | Rock right/Whisky facile                                                                        |
| DC 6759                     | 1957                                 | Fred Buscaglione                                                                                                | 5 10 15 hours/Troviamoci domani a Portofino                                                     |
| DC 6760                     | 1957                                 | Fred Buscaglione                                                                                                | Armen's theme/Too marvelous for words                                                           |
| DC 6761                     | 1957                                 | Fred Buscaglione                                                                                                | Bonsoir jolie madame/La cambiale                                                                |
| DC 6762                     | 1957                                 | Achille Togliani                                                                                                | Scusami/Un filo di speranza                                                                     |
| DC 6763                     | 1957                                 | Achille Togliani                                                                                                | Estasi/Sono un sognatore                                                                        |
| DC 6764                     | 1957                                 | Achille Togliani                                                                                                | Serenata a un angelo/Bambina innamorata                                                         |
| DC 6765                     | 1957                                 | Achille Togliani                                                                                                | Silenzioso slow/Madonna malinconia                                                              |
| DC 6766                     | 1957                                 | Achille Togliani                                                                                                | Au revoir a demain/Quanno te dice vasame                                                        |
| DC 6767                     | 1957                                 | Achille Togliani                                                                                                | Ultime foglie/Vetturino romano                                                                  |
| DC 6768                     | 11 aprile 1957                       | Achille Togliani                                                                                                | Rome by night/Vogliamoci tanto bene                                                             |
| DC 6769                     | 1957                                 | Achille Togliani                                                                                                | Un angelo è sceso a Bradway/Dicembre                                                            |
| DC 6771                     | 1957                                 | Marisa Del Frate                                                                                                | Bene mio/Manlinconico autunno                                                                   |
| DC 6772                     | 1957                                 | Tonina Torrielli                                                                                                | Che resta cchiù/Ultimo raggio 'e luna                                                           |
| DC 6773                     | 1957                                 | Fausto Cigliano                                                                                                 | Felicità/M'è imparato a cantà                                                                   |
| DC 6774                     | 1957                                 | Antonio Basurto                                                                                                 | Cantammola 'sta canzone/Lazzarella                                                              |
| DC 6775                     | 1957                                 | Rino Palombo / Rino Palombo e Wanda Romanelli                                                                   | Bene mio/'Nnammurrate dispettuse                                                                |
| DC 6776                     | 1957                                 | Rino Palombo / Rino Palombo e Wanda Romanelli                                                                   | Storta va... deritta vene/'Nnammurate dispettuse                                                |
| DC 6777                     | 14 maggio 1957                       | Achille Togliani                                                                                                | Felicità/Suonno 'e fantasia                                                                     |
| DC 6778                     | 1957                                 | Fausto Cigliano                                                                                                 | Bene mio core mio/Adeli ndi ndi                                                                 |
| DC 6779                     | 1957                                 | Fausto Cigliano                                                                                                 | Fronne 'e limone/Senza vint'anne                                                                |
| DC 6780                     | 1957                                 | Gianni Marzocchi                                                                                                | Essere brillo/Grotta azzurra                                                                    |
| DC 6781                     | 1957                                 | Luciana Gonzales / Wanda Romanelli                                                                              | Nada mas/Pampa d'amore                                                                          |
| DC 6783                     | 1957                                 | Wanda Romanelli                                                                                                 | Tu non mi baci mai/L'orologio del cuore                                                         |
| DC 6784                     | 1957                                 | Gianni Marzocchi / Luciana Gonzales                                                                             | Mi fai morir di gelosia/Port au Prince                                                          |
| DC 6785                     | 1957                                 | Vittoria Mongardi / Luciana Gonzales                                                                            | Tus besos/Nada mas                                                                              |
| DC 6786                     | 1957                                 | Romano Lucchini                                                                                                 | Sincerità/Non trovo pace                                                                        |
| DC 6787                     | 1957                                 | Complesso Silla Fabrizi / Romano Lucchini e Silla Fabrizi                                                       | A nova batucada/Lisboa antigua                                                                  |
| DC 6789                     | 1957                                 | Marisa Del Frate                                                                                                | Lazzarella/Felicità                                                                             |
| DC 6790                     | 1957                                 | Marisa Del Frate                                                                                                | Ultimo raggio 'e luna/Cantammola 'sta canzone                                                   |
| DC 6791                     | 1957                                 | Marisa Del Frate                                                                                                | Si comm'a n'ombra/'O treno d'a fantasia                                                         |
| DC 6792                     | 1957                                 | Marisa Del Frate                                                                                                | Storta va... deritta vene/'O treno d'a fantasia                                                 |
| DC 6793                     | 1957                                 | Tullio Pane | Serenatella 'e maggio/Si comm'a n'ombra                                                         |
| DC 6794                     | 1957                                 | Tullio Pane | Ultimo raggio 'e luna/Napule sole mio                                                           |
| DC 6795                     | 1957                                 | Anna De Panicis                                                                                                 | Ascolta quel violino/Cuore geloso                                                               |
| DC 6796                     | 1957                                 | Tonina Torrielli                                                                                                | Croce di oro/Fuoco verde                                                                        |
| DC 6797                     | 1957                                 | Carlo Pierangeli                                                                                                | Destino/Diverso da tutte                                                                        |
| DC 6798                     | 1957                                 | Marisa Colomber                                                                                                 | Moro/Ave Maria no morro                                                                         |
| DC 6799                     | 1957                                 | Marisa Colomber                                                                                                 | Mexico/Mi casa, tu casa                                                                         |
| DC 6800                     | 1957                                 | Tullio Pane | Bella fiorentina/Scugnizzo pusteggiatore                                                        |
| DC 6801                     | 1957                                 | Maria Lupo | Mamà vogghiu lu zitu/E dicu sempri no                                                           |
| DC 6802                     | 1957                                 | Maria Lupo e Antonio Vasquez / Maria Lupo                                                                       | Sintiti chista/Mi pumicia                                                                       |
| DC 6803                     | 1957                                 | Maria Lupo e Antonio Vasquez / Maria Lupo                                                                       | L'amuri fici prisa/Don Giacumu                                                                  |
| DC 6804                     | 1957                                 | Antonio Vasquez                                                                                                 | Gentilissima luna/Cavalleria                                                                    |
| DC 6805                     | 1957                                 | Paolo Dini | Un ti mettiri russettu/Ciu ciu                                                                  |
| DC 6806                     | 1957                                 | Franco Li Causi                                                                                                 | Agrigento swing/T'aspetterò                                                                     |
| DC 6807                     | 1957                                 | Franco Li Causi                                                                                                 | Bocca adorata/Ambra                                                                             |
| DC 6808                     | 1957                                 | Franco Li Causi                                                                                                 | Agrigento rock'n'roll/Luci ed ombre                                                             |
| DC 6809                     | 1957                                 | Antonio Vasquez                                                                                                 | Lu nonnò e lu rocchi rolli/Majara                                                               |
| DC 6810                     | 1957                                 | Toni Lusi | Sogno brasiliano/Cuore appassionato                                                             |
| DC 6811                     | 1957                                 | Toni Lusi | Ti bacerò/La samba del Rio                                                                      |
| DC 6812                     | 1957                                 | Rino Palombo | Adeli ndi ndi/La cafoncella                                                                     |
| DC 6813                     | 1957                                 | Rino Palombo | Ma che guaglione/Ninna nanna (a mamma mia)                                                      |
| DC 6814                     | 1957                                 | Gianna Quinti                                                                                                   | Amarti ancora/Se amassi te                                                                      |
| DC 6815                     | 1957                                 | Otello Profazio                                                                                                 | 'O scuitato/La luna è janca                                                                     |
| DC 6816                     | 1957                                 | Otello Profazio                                                                                                 | Vogghiu mi moru/Sdegno                                                                          |
| DC 6817                     | 1957                                 | Otello Profazio                                                                                                 | Lu carceratu (Musulinu)/Cummari ndaviti palumbi...                                              |
| DC 6818                     | 1957                                 | Antonio Vasquez                                                                                                 | Tan sin amor/Chello che tiene tu                                                                |
| DC 6819                     | 1957                                 | Antonio Vasquez / Bruna De Stefani                                                                              | Creola del Mocambo/Tutti lo diranno                                                             |
| DC 6820                     | 1957                                 | Antonio Vasquez e complesso Canzio Allegriti / Complesso Canzio Allegriti                                       | Com'è facile amarti/Straniero tra gli angeli                                                    |
| DC 6821                     | 1957                                 | Antonio Vasquez e complesso Canzio Allegriti / Complesso Canzio Allegriti                                       | Isola nel cielo/Trotta trotta (bel cavallino)                                                   |
| DC 6822                     | 1957                                 | Antonio Vasquez e complesso Canzio Allegriti / Complesso Canzio Allegriti                                       | Te scuorde e me!/Motivo italiano                                                                |
| DC 6823                     | 1957                                 | Tullio Pane | Malepensiero/Io quanno dico sette                                                               |
| DC 6824                     | 1957                                 | Tullio Pane | Trapanarella/Luna busciarda                                                                     |
| DC 6825                     | 1957                                 | Tullio Pane | Canzuncella gentile/Malepensiero                                                                |
| DC 6826                     | 1957                                 | Marisa Del Frate                                                                                                | Maria Canaria/Nu penziero                                                                       |
| DC 6827                     | 1957                                 | Marisa Del Frate                                                                                                | N'ata strada/Zi Gennaro rock'n'roll                                                             |
| DC 6828                     | 1957                                 | Wanda Romanelli                                                                                                 | Chella teneva 'o ppepe/Giangiacomomaria                                                         |
| DC 6829                     | 1957                                 | Wanda Romanelli / Wanda Romanelli e Rino Palombo                                                                | Ciuffetto rosso/La fragoletta                                                                   |
| DC 6830                     | 1957                                 | Rino Palombo | 'A sunnambula/Serenata pe' ce spassà                                                            |
| DC 6831                     | 1957                                 | Rino Palombo / Rino Palombo e Wanda Romanelli                                                                   | Pazzagliona/Canzuncella a doje voce                                                             |
| DC 6832                     | 1957                                 | Maria Finocchiaro / Pippo Rallo                                                                                 | Invidia sempre e pietati mai/A zita gilusa                                                      |
| DC 6833                     | 1957                                 | Maria Finocchiaro / Maria Finocchiaro e Pippo Rallo                                                             | Non mi fazzu monica/La contravvenzione                                                          |
| DC 6834                     | 1957                                 | Maria Finocchiaro e Pippo Rallo / Pippo Rallo                                                                   | Serenata a la me bedda/U dintista 'nnammurato                                                   |
| DC 6835                     | 1957                                 | Pippo Rallo | Zitu sempre e maritatu mai/A coppia filici                                                      |
| DC 6836                     | 1957                                 | Complesso Santonocito                                                                                           | Misterioso tango/Amato fox                                                                      |
| DC 6837                     | 1957                                 | Complesso Santonocito                                                                                           | Vivrò per te/Ricordo i tuoi baci                                                                |
| DC 6838                     | 1957                                 | Complesso Santonocito                                                                                           | Samba dei coralli/Ginella                                                                       |
| DC 6839                     | 1957                                 | Complesso Santonocito                                                                                           | Controdanza comandata/La mia bella                                                              |
| DC 6840                     | 1957                                 | Complesso Santonocito                                                                                           | Raggio di sole/Bellezza                                                                         |
| DC 6841                     | 1957                                 | Complesso Santonocito                                                                                           | Cielo azzurro/Stellina d'oro                                                                    |
| DC 6842                     | 1957                                 | Complesso Santonocito                                                                                           | Oilì oilà/Rosariella                                                                            |
| DC 6843                     | 1957                                 | Tonina Torrielli                                                                                                | Vivrò/Siboney                                                                                   |
| DC 6844                     | 1957                                 | Fausto Cigliano                                                                                                 | Armstrong/Calypso in the rain                                                                   |
| DC 6845                     | 1957                                 | Achille Togliani                                                                                                | La più bella del mondo/Vivrò                                                                    |
| DC 6846                     | 1957                                 | Achille Togliani                                                                                                | E il vento disse ritorna/All'ombra del nostro cuore                                             |
| DC 6847                     | 1957                                 | Tonina Torrielli                                                                                                | Fascination/Piccolissima serenata                                                               |
| DC 6848                     | 1957                                 | Giuseppe Negroni                                                                                                | Cantante folle/Calypso melody                                                                   |
| DC 6849                     | 1957                                 | Wanda Romanelli                                                                                                 | Ma che guaglione/Calypso italiano                                                               |
| DC 6850                     | 1957                                 | Wanda Romanelli                                                                                                 | Olè muchacheros/Kilindini docks                                                                 |
| DC 6851                     | 1957                                 | Quartetto Cetra                                                                                                 | Un disco dei Platters/Non so dir "Ti voglio bene"                                               |
| DC 6852                     | 1957                                 | Quartetto Cetra                                                                                                 | Pummarola boat/Polka brasiliana                                                                 |
| DC 6853                     | 1957                                 | Quartetto Cetra                                                                                                 | Quando una ragazza/Susanna tutta panna                                                          |
| DC 6854                     | 1957                                 | Quartetto Cetra                                                                                                 | Kim/Non illuderti                                                                               |
| DC 6855                     | 1957                                 | Quartetto Cetra                                                                                                 | Gli appassionati dell'Hot Club/Django                                                           |
| DC 6856                     | 1957                                 | Quartetto Cetra                                                                                                 | La leggenda di Radames (Mister Paganini)/Mister Jackson                                         |

### 78 giri serie DD
| Numero di catalogo | Anno           | Interprete                                           | Titoli                                                          |
| ------------------ | -------------- | ---------------------------------------------------- | --------------------------------------------------------------- |
| DD 10022           | 1940           | Ernesto Bonino e il Trio Vocale Sorelle Lescano      | Tu sei bella/Ho imparato una canzone                            |
| DD 10030           | 1940           | Trio Vocale Sorelle Lescano                          | Il mio cuore/Un segreto                                         |
| DD 10102           | 1941           | Trio Vocale Sorelle Lescano                          | Zauberland/Schenk Mir Dein Foto                                 |
| DD 10103           | 1941           | Trio Vocale Sorelle Lescano                          | Die Sirenen von Capri/Küss... küss... küsse mich, meine Mädchen |
| DD 10194           | 13 giugno 1950 | Odoardo Spadaro                                      | Firenze/Porta un bacione a Firenze                              |
| DD 10241 - DD10273 | 1954           | Complesso Caratteristico Esperia dir. Luigi Granozio | Polke Mazurke Tarantelle e Ballabili                            |
| DD 10283 - DD10302 | 1954           | Complesso Caratteristico Esperia dir. Luigi Granozio | Polke Mazurke Tarantelle e Ballabili                            |

### 78 giri serie AA
| Numero di catalogo          | Anno              | Interprete                                                                 | Titoli                                                                   |
| --------------------------- | ----------------- | -------------------------------------------------------------------------- | ------------------------------------------------------------------------ |
| AA 310                      | 1943              | Coro di Voci Bianche                                                       | Albero di Natale (Dolce notte)/Notte di Natale                           |
| AA 312                      | 1943              | Ferruccio Tagliavini - Orchestra dell'EIAR diretta dal maestro P. Barzizza | Ho messo il cuore nei pasticci/Malinconia d'amore                        |
| AA 317                      | 1942              | Alberto Rabagliati - Orchestra Melodica dell'EIAR diretta dal M° Fragna    | Vecchio Quartiere/Paesello di Campagna                                   |
| AA 354                      | 1943              | Orchestra Pippo Barzizza (fisa Francesco Ferrari)                          | Sonnolenza/Io vi conoscerò quando                                        |
| AA 360 (ristampa di IT 954) | 1944              | Orchestra Pippo Barzizza                                                   | Con stile/Addio                                                          |
| AA 361                      | 1944              | Trio Vocale Sorelle Lescano                                                | Ritmo della Luisiana/Canzone d'amore pagano                              |
| AA 366 (ristampa di IT801)  | 1944              | Alberto Rabagliati (con il Trio Vocale Sorelle Lescano)                    | Brilla una stella in ciel/Il maestro improvvisa                          |
| AA 372                      | 7 aprile 1944     | Orchestra dell'EIAR del M° V.Manno                                         | Rose del Sud/Donne, vino e canto                                         |
| AA 381                      | 20 giugno 1944    | Quartetto Cetra                                                            | I quattro vagabondi/Suona l'ocarina                                      |
| AA 392                      | 3 giugno 1944     | Angelini e la sua Orchestra                                                | Pazzo d'amore/Giovannino fa del ritmo                                    |
| AA 411                      | 1945              | Beppe Mojetta e la sua orchestra                                           | Sold American/Bolly Ja-Ja                                                |
| AA 419                      | 19 novembre 1945  | Quartetto Cetra                                                            | Candy/Swinging On A Star (ciò che piace)                                 |
| AA 420                      | 19 novembre 1945  | Quartetto Cetra                                                            | E per quel buco/Pietro Wughi il ciabattino                               |
| AA 421                      | 19 novembre 1945  | Quartetto Cetra                                                            | Peppone il calciatore/Crapapelada                                        |
| AA 434                      | 1945              | Alberto Rabagliati - Orchestra ritmo-sinfonica                             | Alleluja/Male d'amore                                                    |
| AA 446                      | 1946              | Beppe Mojetta                                                              | Tango all'infinito/Gelosia                                               |
| AA 462                      | 25 settembre 1946 | Alberto Rabagliati                                                         | Le campane di Santa Maria/Voglio bene soltanto a te                      |
| AA 472                      | 1946              | Orchestra Rio Rita                                                         | Noches sin estrellas/Don Juan                                            |
| AA 473                      | 1946              | Orchestra Rio Rita                                                         | Tradimento/Muero de amor                                                 |
| AA 474                      | 1946              | Orchestra Rio Rita                                                         | Poema/Due lacrime                                                        |
| AA 477                      | 1946              | Orchestra Rio Rita                                                         | Donde estas corazon/Marimmimmo                                           |
| AA 478                      | 1946              | Orchestra Rio Rita                                                         | Tristezas/Nino                                                           |
| AA 483                      | 1946              | Duo Ducci-Bosi                                                             | Parata di semicrome/Bussa l'amore                                        |
| AA 484                      | 1946              | Duo Ducci-Bosi                                                             | Acqua di fonte/Germaine                                                  |
| AA 488                      | 1946              | Orchestra Rio Rita                                                         | Viva la fisarmonica/Marimmimmo                                           |
| AA 494                      | 1946              | Kern, Sloop & Light                                                        | Begin the beguine/Yours                                                  |
| AA 495                      | 1946              | Kern & Sloop                                                               | To each his own/Jungle rumba                                             |
| AA 511                      | 1946              | Orchestra Cinico Angelini                                                  | Il boogie del calabrone/Chopin's polonaise                               |
| AA 512                      | 1946              | Kern, Sloop & Light / Kern & Sloop                                         | The blue room/Smoke gets in your eyes                                    |
| AA 519                      | 1946              | Orchestra e Coro della Radio Francese / Orchestra dell'U.R.S.S.            | La marsigliese/Inno nazionale sovietico                                  |
| AA 520                      | 1946              | Orchestra della Radio Francese / Coro e Banda Maestro Tufacchi             | Inni nazionali inglese e americano/Canto degli italiani (Inno di Mameli) |
| AA 521                      | 1946              | Orchestra dell'U.R.S.S. / Orchestra e Coro Cesare Gallino                  | Inno nazionale sovietico/Bandiera rossa                                  |
| AA 523                      | 1946              | Orchestra Rio Rita dir. dal maestro Michele Ortuso                         | Airone/Quando in ciel...                                                 |
| AA 765                      | 10 dicembre 1954  | William Galassini e la sua Orchestra Milleluci                             | S'il vous plait/Hernando's Hideaway                                      |

### 78 giri serie AC
| Numero di catalogo | Anno             | Interprete                                                   | Titoli                                                         |
| ------------------ | ---------------- | ------------------------------------------------------------ | -------------------------------------------------------------- |
| AC 3002            | 1954             | Achille Togliani                                             | Statte vicino a me/Accarezzame                                 |
| AC 3004            | 23 novembre 1954 | Ariodante Dalla                                              | Rosa/Lucianella                                                |
| AC 3007            | 1955             | Cinico Angelini                                              | Bicharada/Tre minuti di Boogie Woogie                          |
| AC 3008            | 2 dicembre 1954  | Gino Latilla / Carla Boni e Gino Latilla                     | Prigioniero del cielo/Co-Co-Coconut                            |
| AC 3010            | 1955             | Gino Latilla                                                 | Desideravo/Non avrei creduto                                   |
| AC 3011            | 1955             | Gino Latilla / Carla Boni                                    | Fontana di Trevi/Segreto amore                                 |
| AC 3012            | 1955             | Cinico Angelini                                              | Mambo en Espana/Istanbul                                       |
| AC 3013            | 1955             | Carla Boni                                                   | Saltarello geloso/L'amore è 'nu canario                        |
| AC 3014            | 1955             | Gino Latilla                                                 | Il dritto di Chicago/?                                         |
| AC 3015            | 1955             | Cinico Angelini                                              | Cosa può fare un piccolo raggio di luna/Rose di Piccardia      |
| AC 3016            | 1955             | Gino Latilla / Carla Boni                                    | Hagi Baba/Cobra                                                |
| AC 3017            | 1955             | Carla Boni                                                   | Mambo italiano/Danubio blues                                   |
| AC 3020            | 1955             | Achille Togliani / Carla Boni                                | Vecchio motivo/Amo Parigi                                      |
| AC 3023            | 1955             | Gino Latilla                                                 | Come pagliaccio/?                                              |
| AC 3024            | 1955             | Cinico Angelini                                              | I wonder who's kissing her now/One kiss                        |
| AC 3025            | 1955             | Cinico Angelini                                              | The touch of your hand/Mambo al Grand Hotel                    |
| AC 3030            | 1955             | Achille Togliani / Gino Latilla                              | Apparizion/T'aspetterò                                         |
| AC 3031            | 1955             | Gino Latilla e Carla Boni / Gino Latilla                     | Canzone della sierra/Il diretto di Milano                      |
| AC 3047            | 1955             | Cinico Angelini                                              | Mambo artificial/Mambo del cha cha cha                         |
| AC 3048            | 20 luglio 1955   | Quartetto Cetra / Lucia Mannucci                             | Profumo n° 5/La voce del cuore                                 |
| AC 3049            | 20 luglio 1955   | Quartetto Cetra con Gino Latilla e Carla Boni / Gino Latilla | Vecchia Europa/Vecchia Europa                                  |
| AC 3051            | 1955             | Gino Latilla / Gino Latilla e Carla Boni                     | Venezia, la luna e tu/Dove ti va Nineta?                       |
| AC 3052            | 1955             | Gino Latilla e Carla Boni / Gino Latilla                     | Scapricciatiello/Maruzzella                                    |
| AC 3054            | 1955             | Achille Togliani / Carla Boni                                | La luna/Smile                                                  |
| AC 3057            | 1955             | Achille Togliani                                             | Ti chiedo solo di volermi bene/???                             |
| AC 3058            | 4 ottobre 1955   | Achille Togliani                                             | Fontana degli amanti/Cantano cielo e mar                       |
| AC 3059            | 4 ottobre 1955   | Achille Togliani                                             | La luna/Merci mon amour                                        |
| AC 3064            | 1955             | Cinico Angelini                                              | Ciribiribin/La samacurca                                       |
| AC 3065            | 1955             | Carla Boni / Carla Boni e Gino Latilla                       | Encantador/La luna nel pozzo                                   |
| AC 3066            | 1955             | Gino Latilla                                                 | Le rififi/Alamo                                                |
| AC 3067            | 1956             | Carla Boni e Gino Latilla / Carla Boni                       | Indovina indovinello/Sono un cuor sul giradisco                |
| AC 3069            | 1956             | Achille Togliani e Gino Latilla / Achille Togliani           | Uno in più non fa mai male/Per l'ultima volta                  |
| AC 3070            | 1956             | Carla Boni                                                   | Malòaguena/Andalusia                                           |
| AC 3071            | 1956             | Carla Boni e Gino Latilla / Carla Boni                       | I due pastorelli/Ciao (Oho aha)                                |
| AC 3072            | 1956             | Achille Togliani                                             | Signorinella/Nun me lassà                                      |
| AC 3074            | 1956             | Carla Boni e Gino Latilla                                    | Ed ora siamo in tre/Sul muretto di Alassio                     |
| AC 3076            | 1956             | Carla Boni e Gino Latilla                                    | Marcellino pan y vino/Tic-ti tic-ta                            |
| AC 3077            | 1956             | Carla Boni                                                   | Pane, amore e.../Mambo bacan                                   |
| AC 3078            | 1956             | Carla Boni / Gino Latilla                                    | Sole giallo/Senza catene                                       |
| AC 3079            | 1956             | Achille Togliani                                             | Non si compra la fortuna/A luci spente                         |
| AC 3080            | 23 gennaio 1956  | Carla Boni / Achille Togliani                                | Voglio ballar con te/Specchiati                                |
| AC 3081            | 1956             | Carla Boni e Gino Latilla / Carla Boni                       | Baby Bu/Piangere di gioia                                      |
| AC 3082            | 1956             | Gino Latilla e Carla Boni / Gino Latilla                     | L'ultima volta che vidi Parigi/La straniera                    |
| AC 3085            | 1956             | Gino Latilla e Carla Boni / Gino Latilla                     | L'ultima volta che vidi Parigi/L'amore è una cosa meravigliosa |
| AC 3086            | 1956             | Gino Latilla e Carla Boni / Gino Latilla                     | Maricchia/Sona chitarra                                        |
| AC 3087            | 1956             | Gino Latilla / Carla Boni                                    | Ficuriniedda duci/Un Siciliano emigra                          |
| AC 3090            | 1956             | Achille Togliani                                             | Il bosco innamorato/Aprite le finestre                         |
| AC 3091            | 1956             | Achille Togliani                                             | Cara piccina/Signorinella                                      |
| AC 3092            | 1956             | Cinico Angelini                                              | Pampa in fiore/El cha cha cha                                  |
| AC 3093            | 1956             | Cinico Angelini                                              | Rumble boogie/Samba fantastica                                 |
| AC 3094            | 1956             | Carla Boni e Gino Latilla                                    | Campane di pace/Giuvanne cu 'a chitarra                        |
| AC 3095            | 3 aprile 1956    | Carla Boni / Carla Boni e Gino Latilla                       | Triste rimpianto/Faccia di santarella                          |
| AC 3096            | 1956             | Gino Latilla e Carla Boni / Gino Latilla                     | Toni me toca/L'uomo e il fanciullo                             |
| AC 3097            | 1956             | Gino Latilla e Carla Boni / Gino Latilla                     | Giuvanne cu 'a chitarra/L'uomo e il fanciullo                  |
| AC 3098            | 1956             | Carla Boni / Gino Latilla                                    | Anima gemella/Musetto                                          |
| AC 3099            | 1956             | Carla Boni e Gino Latilla / Carla Boni                       | La colpa fu/Il trenino di latta verde                          |
| AC 3100            | 1956             | Carla Boni / Gino Latilla                                    | Amami se vuoi/Lucia e Tobia                                    |
| AC 3104            | 1956             | Gino Latilla                                                 | Io mammeta e tu/'O sisco                                       |
| AC 3107            | 1956             | Carla Boni                                                   | Cielo di fuoco/Bisogna partire                                 |
| AC 3109            | 1956             | Carla Boni                                                   | Good night Mike/Triste rimpianto                               |
| AC 3110            | 1956             | Carla Boni                                                   | 'A frangesa/La spagnola                                        |
| AC 3111            | 1956             | Carla Boni e Gino Latilla                                    | Ricordate Marcellino?/La calabresella                          |
| AC 3112            | 1956             | Carla Boni / Carla Boni e Gino Latilla                       | Addò staje/Fischiettando                                       |
| AC 3113            | 1956             | Gino Latilla e Carla Boni / Gino Latilla                     | Vino vino/Siciliana                                            |
| AC 3114            | 1956             | Carla Boni / Gino Latilla                                    | Good night Mike/Songo americano                                |
| AC 3115            | 1956             | Carla Boni e Gino Latilla                                    | Toni me toca/Tic-ti tic-ta                                     |
| AC 3116            | 1956             | Carla Boni e Gino Latilla                                    | Toni me toca/Giuvanne cu 'a chitarra                           |
| AC 3117            | 1956             | Achille Togliani                                             | Manname 'nu raggio 'e sole/Teneramente                         |
| AC 3119            | 1956             | Achille Togliani                                             | Come pioveva/La signora di trent'anni fa                       |
| AC 3120            | 1956             | Achille Togliani                                             | È stato un grande amore/Domani                                 |
| AC 3121            | 18 giugno 1956   | Achille Togliani                                             | Romanina de Paris/In sogno ti ho tradito                       |
| AC 3122            | 1956             | Achille Togliani                                             | Arrivederci Roma/Sciummo                                       |
| AC 3123            | 1956             | Carla Boni e Gino Latilla                                    | Pescava i gamberi/Cipolle e baci                               |
| AC 3124            | 1956             | Carla Boni / Gino Latilla                                    | Guaglione/Suspiranno 'na canzone                               |
| AC 3127            | 1956             | Gino Latilla / Gino Latilla e Carla Boni                     | Napoli e Gennarino/Pe' sunnà                                   |
| AC 3132            | 1956             | Dario Dalla / Antonio Vasquez                                | La tua terra/Tu sei                                            |
| AC 3133            | 1956             | Duo Fasano e Tonina Torrielli / Duo Fasano                   | Re pastore/Tre cammelli                                        |
| AC 3134            | 1956             | Carla Boni e Gino Latilla / Carla Boni                       | Quel ramoscel d'ulivo/Tornerà                                  |
| AC 3135            | 1956             | Dario Dalla / Tonina Torrielli                               | Volesse il ciel/Anima smarrita                                 |
| AC 3136            | 1956             | Carla Boni / Gino Latilla                                    | Cantano gli angeli/Piccolo altare di campagna                  |
| AC 3137            | 1956             | Dario Dalla / Antonio Vasquez                                | Fraticello campanaro/Ovunque                                   |
| AC 3138            | 1956             | Gino Latilla e Carla Boni / Gino Latilla                     | Zampognaro/Donna ascolta                                       |
| AC 3139            | 1956             | Carla Boni                                                   | Pescatore pescato/Può darsi                                    |
| AC 3140            | 30 agosto 1956   | Gino Latilla                                                 | Musica all'italiana/Un nido a Montparnasse                     |
| AC 3142            | 1956             | Carla Boni e Gino Latilla                                    | Sono papà/Io sì, tu no                                         |
| AC 3143            | 1956             | Carla Boni e Gino Latilla                                    | Rosalinda/Olajù                                                |
| AC 3144            | 1956             | Duo Fasano                                                   | Bondì me Turin/La romanza della nonna                          |
| AC 3145            | 1956             | Duo Fasano                                                   | Chella llà/Don Ciccillo                                        |
| AC 3146            | 1956             | Duo Fasano                                                   | La borricana/Galopera                                          |
| AC 3147            | 1956             | Duo Fasano                                                   | Romantica città/Hernando un caffè                              |
| AC 3148            | 1956             | Duo Fasano                                                   | Ma che... ma che.../Sarò vero, oppure no                       |
| AC 3149            | 1956             | Duo Fasano                                                   | La bella di Comacchio/Chella llà                               |
| AC 3150            | 1956             | Carla Boni, Duo Fasano e Gino Latilla / Carla Boni           | L'arca di Noè/Cantano gli usignoli                             |
| AC 3151            | 24 novembre 1956 | Carla Boni / Gino Latilla                                    | Motivo italiano/Maliziusella                                   |
| AC 3152            | 1956             | Luana Sacconi                                                | Wunderschön/Amami                                              |
| AC 3153            | 1956             | Carla Boni / Gino Latilla                                    | Quando ci rivedremo/C'è una chiesetta                          |
| AC 3154            | 1956             | Luana Sacconi                                                | Canzonetta d'amore/Una flor                                    |
| AC 3155            | 1956             | Carla Boni e Gino Latilla / Carla Boni                       | Rendimi i baci/I giorni più belli                              |
| AC 3156            | 1956             | Carla Boni e Gino Latilla / Cinico Angelini                  | Canzone del mare/Dossena's rock'n'roll                         |
| AC 3157            | 1956             | Carla Boni / Gino Latilla                                    | Lola del Golden Bar/Flamenco love                              |
| AC 3158            | 1956             | Gianni Ravera                                                | Luna sanremese/Piano, piano                                    |
| AC 3159            | 1956             | Gianni Ravera                                                | Domani/Che m'è 'mparato a fa'                                  |
| AC 3161            | 1956             | Gianni Ravera                                                | Straniero tra gli angeli/Que serà serà                         |
| AC 3162            | 1956             | Carla Boni / Gino Latilla                                    | Lola del Golden Bar/La rosa di Novgorod                        |
| AC 3163            | 1956             | Claudio Villa                                                | Addio sogni di gloria/Perdonami                                |
| AC 3164            | 1956             | Claudio Villa                                                | Guaglione/Chella 'llà                                          |
| AC 3165            | 1956             | Claudio Villa                                                | Piccerella/Scapricciatiello                                    |
| AC 3166            | 1956             | Claudio Villa                                                | Romanina del bajon/Casa mia                                    |
| AC 3167            | 1956             | Claudio Villa                                                | Nun se scherza co' l'ammore/Maruzzella                         |
| AC 3168            | 1956             | Claudio Villa                                                | Carrozzella romana/Come pioveva                                |
| AC 3169            | 1956             | Claudio Villa                                                | L'hai voluto tu/Silenzio notturno                              |
| AC 3170            | 1956             | Claudio Villa                                                | Serenate per le bimbe innamorate/Ti voglio come sei            |
| AC 3171            | 1956             | Claudio Villa                                                | Madonna amore/Il walzer dell'allegria                          |
| AC 3172            | 1956             | Claudio Villa                                                | Bella miss/Roma lontana                                        |
| AC 3173            | 1956             | Claudio Villa                                                | 'N'ata vota/'A primma fronna                                   |
| AC 3174            | 1956             | Claudio Villa                                                | Il ponte/Le due strade                                         |
| AC 3175            | 1956             | Claudio Villa                                                | Samba alla fiorentina/Guardami, parlami, baciami!              |
| AC 3176            | 1956             | Claudio Villa                                                | Venditrice di stornelli/Quando la donna piange                 |
| AC 3177            | 1957             | Gino Latilla e Carla Boni / Gino Latilla                     | Serenatella sciuè sciuè/Buon anno... buona fortuna             |
| AC 3178            | 1957             | Carla Boni / Duo Fasano                                      | Io pregherò/Io ti porto nel mio cuore                          |
| AC 3179            | 1957             | Carla Boni e Gino Latilla                                    | Fischio e me ne infischio/Era basso                            |
| AC 3180            | 1957             | Carla Boni e Gino Latilla / Gino Latilla                     | Fischio e me ne infischio/Il velo d'argento                    |
| AC 3181            | 1957             | Carla Boni / Gino Latilla                                    | Ancora ci credo/A poco a poco                                  |
| AC 3182            | 1957             | Carla Boni / Gino Latilla                                    | Estasi/Finalmente                                              |
| AC 3183            | 1957             | Duo Fasano / Gino Latilla                                    | Raggio nella nebbia/Non ti ricordi più                         |
| AC 3184            | 1957             | Carla Boni e Duo Fasano / Gino Latilla                       | Le trote blu/Scusami                                           |
| AC 3185            | 1957             | Carla Boni / Gino Latilla                                    | Il mio cielo/La più bella canzone del mondo                    |
| AC 3186            | 1957             | Gino Latilla / Carla Boni, Gino Latilla e Duo Fasano         | Sono un sognatore/Venezia mia                                  |
| AC 3187            | 1957             | Duo Fasano e Carla Boni / Duo Fasano e Gino Latilla          | Casetta in Canada/Un filo di speranza                          |
| AC 3188            | 1957             | Carla Boni / Gino Latilla                                    | Intorno a te (è sempre primavera)/Nel giardino del mio cuore   |
| AC 3189            | 1957             | Carla Boni / Gino Latilla                                    | Un sogno di cristallo/Un certo sorriso                         |
| AC 3191            | 1957             | Duo Fasano                                                   | La cremagliera delle Dolomiti/Era l'epoca del cuore            |
| AC 3192            | 1957             | Carla Boni / Gino Latilla                                    | Sorrisi e lacrime/Il nostro sì                                 |
| AC 3193            | 1957             | Claudio Villa                                                | Cancello tra le rose/Corde della mia chitarra                  |
| AC 3194            | 1957             | Claudio Villa e Gino Latilla / Claudio Villa                 | Il pericolo numero uno/Usignolo                                |
| AC 3195            | 1957             | Claudio Villa                                                | Chiesetta solitaria/Ondamarina                                 |
| AC 3196            | 1957             | Claudio Villa                                                | La più bella canzone del mondo/Un filo di speranza             |
| AC 3197            | 1957             | Gianni Ravera                                                | Un certo sorriso/Venezia mia                                   |
| AC 3198            | 1957             | Tina Allori                                                  | Ancora ci credo/Intorno a te (è sempre primavera)              |
| AC 3199            | 1957             | Tonina Torrielli                                             | La cosa più bella/Intorno a te (è sempre primavera)            |
| AC 3200            | 1957             | Tonina Torrielli                                             | Scusami/Il nostro sì                                           |
| AC 3201            | 1957             | Carla Boni                                                   | Per una volta ancora/Un sogno di cristallo                     |
| AC 3202            | 1957             | Carla Boni e Gino Latilla / Gino Latilla                     | Veiturin/Un filo di speranza                                   |
| AC 3203            | 1957             | Carla Boni e Duo Fasano / Carla Boni                         | Que serà serà/Fiori dall'Italia                                |
| AC 3204            | 1957             | Claudio Villa                                                | Ondamarina/Un filo di speranza                                 |
| AC 3205            | 1957             | Carla Boni / Gino Latilla                                    | Ti scrivo e piango/Sotto i ponti di Parigi                     |
| AC 3206            | 1957             | Gianni Ravera                                                | Canta tu scugnizzo/Tuppe tuppe tu                              |
| AC 3207            | 1957             | Gianni Ravera                                                | Eva/Serenata a fischio                                         |
| AC 3208            | 1957             | Gianni Ravera                                                | Capricciosella/Canzone dei sette mari                          |
| AC 3209            | 1957             | Gianni Ravera                                                | Vogliamoci tanto bene/La rete                                  |
| AC 3210            | 1957             | Claudio Villa                                                | 'Na sera 'e maggio/Luna rossa                                  |
| AC 3211            | 1957             | Claudio Villa                                                | Serenata per sedici bionde/Serenatella sciuè sciuè             |
| AC 3212            | 1957             | Claudio Villa                                                | M' ha scritto il primo amore/Bugiarda                          |
| AC 3213            | 1957             | Claudio Villa                                                | Ammore ammore/Canto a voce piena                               |
| AC 3214            | 1957             | Claudio Villa                                                | Rondinella forestiera/Pasquale militare                        |
| AC 3215            | 1957             | Claudio Villa                                                | Avevo solo te/Buongiorno Giuliana                              |
| AC 3216            | 1957             | Claudio Villa                                                | Buongiorno tristezza/Cancello chiuso                           |
| AC 3217            | 1957             | Claudio Villa                                                | Claudio Villa a mezza voce 1/Claudio Villa a mezza voce 2      |
| AC 3218            | 1957             | Claudio Villa                                                | Claudio Villa a piena voce 1/Claudio Villa a piena voce 2      |
| AC 3219            | 1957             | Claudio Villa                                                | Pastorella sarda/Rosellina                                     |
| AC 3220            | 1957             | Claudio Villa                                                | Vagabondo del mare/Vurria 'na canzuncella                      |
| AC 3221            | 1957             | Claudio Villa                                                | Terra straniera/La signora di trent'anni fa                    |
| AC 3222            | 1957             | Claudio Villa                                                | Incantatella/Lunarella                                         |
| AC 3223            | 1957             | Duo Fasano e Gino Latilla / Duo Fasano                       | Tutte 'e sere / Quei poveri parigini                           |
| AC 3224            | 1957             | Duo Fasano                                                   | Ding dong bookie/A Nueva Laredo                                |
| AC 3225            | 1957             | Gino Latilla                                                 | Negra consentida/Serenata romantica                            |
| AC 3226            | 1957             | Gino Latilla / Carla Boni                                    | Only you / Rock right                                          |
| AC 3227            | 1957             | Carla Boni / Gino Latilla                                    | Concerto d'autunno/Fofò                                        |
| AC 3228            | 1957             | Gino Latilla / Carla Boni                                    | Canzone dei sette mari/Passione argentina                      |
| AC 3229            | 1957             | Carla Boni / Carla Boni e Gino Latilla                       | Refrains/Com'è bello dormir soli                               |
| AC 3230            | 1957             | Gino Latilla                                                 | Anastasia/Canzone dei sette mari                               |
| AC 3231            | 1957             | Gino Latilla                                                 | La nonna Sabella/Si me vuò bbene                               |
| AC 3232            | 1957             | Gino Latilla                                                 | Sicilia bedda/Lu bajon di lu sceccu                            |
| AC 3233            | 1957             | Claudio Villa                                                | Torna piccina mia/E' più forte di me                           |
| AC 3234            | 1957             | Claudio Villa                                                | Ninna nanna/Stornello a pungolo                                |
| AC 3235            | 1957             | Claudio Villa                                                | Mentre tu dormi/Siente a 'mme                                  |
| AC 3236            | 1957             | Carla Boni e Gino Latilla                                    | Butta la chiave (...Gelsomina)/Accanto a te (tu trovi me)      |
| AC 3237            | 1957             | Gino Latilla                                                 | L'autunno non è triste/Capricciosa                             |
| AC 3238            | 1957             | Gino Latilla                                                 | Sangue sardo/Pagherò per questo amor                           |
| AC 3239            | 1957             | Claudio Villa                                                | Passeggiatella/Malinconico autunno                             |
| AC 3240            | 1957             | Claudio Villa                                                | Serenatella 'e maggio/Tutto me parla 'e te                     |
| AC 3241            | 1957             | Claudio Villa                                                | Stella marina/Si comm'a 'n'ombra                               |
| AC 3242            | 1957             | Claudio Villa                                                | Napule sole mio/Comm'a 'na stella                              |
| AC 3243            | 1957             | Carla Boni e Gino Latilla / Gino Latilla                     | Cantammola 'sta canzone/Lazzarella                             |
| AC 3244            | 1957             | Claudio Villa                                                | Lazzarella/Felicità                                            |
| AC 3245            | 1957             | Claudio Villa                                                | Torna/Serenata delle serenate                                  |
| AC 3246            | 1957             | Duo Fasano / Gino Latilla                                    | Fischia il treno/Vicino al cielo                               |
| AC 3247            | 1957             | Carla Boni / Gino Latilla                                    | 'O mare canta/Vogliamoci tanto bene                            |
| AC 3248            | 1957             | Carla Boni e Gino Latilla                                    | 'O treno d'a fantasia/'Nnammurrate dispettuse                  |
| AC 3249            | 1957             | Carla Boni e Gino Latilla                                    | S'agapò/T'amo tanto                                            |
| AC 3250            | 1957             | Gino Latilla / Carla Boni e Gino Latilla                     | Cafè chantant/Campa cavallo                                    |
| AC 3251            | 1957             | Claudio Villa                                                | Sincerità/Serenata indifferente                                |
| AC 3252            | 1957             | Claudio Villa                                                | Ti porto nel mio cuore/Dicembre m' ha portato una canzone      |
| AC 3253            | 1957             | Claudio Villa                                                | La vie en rose/L'amore è una cosa meravigliosa                 |
| AC 3254            | 1957             | Claudio Villa                                                | Ave Maria di Shubert/Ave Maria di Gounod                       |
| AC 3255            | 1957             | Claudio Villa                                                | Mon Dieu/Vogliamoci tanto bene                                 |
| AC 3256            | 1957             | Claudio Villa                                                | Arrivederci Roma/Che m'e 'mparato 'a 'ffà                      |
| AC 3257            | 1957             | Claudio Villa                                                | Non lusingarmi/M' hai detto una bugia                          |
| AC 3258            | 1957             | Claudio Villa                                                | Canzone dei sette mari/Una lettera a mia madre                 |
| AC 3259            | 1957             | Claudio Villa                                                | 'Na vota sulamente/Palcoscenico                                |
| AC 3260            | 1957             | Claudio Villa                                                | Fontanella/Primo appuntamento                                  |
| AC 3261            | 1957             | Duo Fasano                                                   | Leoni no/Per una parolina                                      |
| AC 3262            | 1957             | Carla Boni                                                   | Bassa marea/Oro niro                                           |
| AC 3263            | 1957             | Carla Boni / Gino Latilla                                    | Nati per vivere insieme/Sette angeli                           |
| AC 3264            | 1957             | Claudio Villa                                                | Tre minuti di musica/Portoncino de Testaccio                   |
| AC 3265            | 1957             | Claudio Villa                                                | Quattro sorelle/Serenata del somarello                         |
| AC 3266            | 1957             | Carla Boni                                                   | Serenata italiana/Oggi comincio a vivere                       |
| AC 3267            | 1957             | Claudio Villa                                                | Buongiorno primo amore/A Luciana                               |
| AC 3268            | 1957             | Claudio Villa                                                | Granada/Sono nato per cantare                                  |
| AC 3269            | 1957             | Carla Boni e Gino Latilla / Carla Boni                       | Marchigianella/Ho chiesto a un fiore                           |
| AC 3270            | 1957             | Carla Boni e Gino Latilla                                    | Ammore pazzariello/Manola                                      |
| AC 3271            | 1957             | Carla Boni / Gino Latilla                                    | Juke box/Passero solitario                                     |
| AC 3272            | 1957             | Gino Latilla / Carla Boni e Gino Latilla                     | Signorina gioventù/Evviva il quiz                              |
| AC 3273            | 1957             | Carla Boni e Gino Latilla                                    | Miss Mari-Anna/Prima lui dopo lei                              |
| AC 3274            | 1957             | Claudio Villa                                                | Tipitipitipso/Piccolissima serenata                            |
| AC 3275            | 1957             | Claudio Villa                                                | Canzone appassiunata/La canzone del destino                    |
| AC 3276            | 1957             | Claudio Villa                                                | Comme facette mammeta/Mattinata fiorentina                     |
| AC 3277            | 1957             | Claudio Villa                                                | 'Cchiù bella d'e 'rrose/Capricciosella                         |
| AC 3278            | 1957             | Gino Latilla                                                 | Cu fu?/Stasera che vuò fa 'sta luna                            |
| AC 3279            | 1957             | Duo Fasano                                                   | Era un dixieland/Chi troppo in alto sal...                     |
| AC 3280            | 1957             | Luana Sacconi                                                | Dove sei cantastorie/E poi si fece sera                        |
| AC 3281            | 1957             | Claudio Villa                                                | Lo studente passa/Piazza Navona                                |
| AC 3282            | 1957             | Claudio Villa                                                | Piccola santa/Come pioveva                                     |
| AC 3283            | 1957             | Claudio Villa                                                | Cu fu?/Nanassa                                                 |
| AC 3284            | 1957             | Claudio Villa                                                | 'A sunnambula/Tu ce l'hai la mamma                             |
| AC 3285            | 1957             | Claudio Villa                                                | C'è un sentiero nel cielo/Passione                             |
| AC 3286            | 1957             | Claudio Villa                                                | Desiderio 'e sole/'O sole mio                                  |
| AC 3287            | 1957             | Carla Boni e Gino Latilla / Carla Boni                       | Tutta colpa della luna/La stella di ogni notte                 |
| AC 3288            | 1957             | Gino Latilla e Carla Boni / Gino Latilla                     | Voce della montagna/Serenata misteriosa                        |
| AC 3289            | 1957             | Carla Boni / Gino Latilla                                    | Silenzio bianco/Ponte di sabbia                                |
| AC 3290            | 1957             | Giuseppe Negroni                                             | Dolce ninna nanna/Sole sorgi presto                            |
| AC 3291            | 1957             | Tonina Torrielli                                             | La strada più bella del mondo/Sotto la cenere                  |
| AC 3292            | 1957             | Gino Latilla / Giuseppe Negroni                              | È sempe 'a stessa/Signora gioventù                             |
| AC 3293            | 1957             | Carla Boni e Gino Latilla / Carla Boni                       | Mandolin serenade/Un canto d'amore                             |
| AC 3294            | 1957             | Carla Boni e Gino Latilla / Carla Boni                       | Amore al chiar di luna/Un salice piangeva                      |
| AC 3295            | 1957             | Gino Latilla                                                 | O.K. Corral/Giovane amore                                      |
| AC 3296            | 1957             | Gino Latilla / Gino Latilla e Carla Boni                     | 'E banane (Banana boat)/Piccolissima serenata                  |
| AC 3297            | 1957             | Gino Latilla / Carla Boni                                    | Parole d'amore sulla sabbia/Amedeo                             |
| AC 3298            | 1957             | Carla Boni / Gino Latilla                                    | Tammy/Intorno al mondo                                         |
| AC 3299            | 1957             | Carla Boni                                                   | A mi nada me importa/Mama guitar                               |
| AC 3300            | 1957             | Gino Latilla                                                 | Un amore splendido/Ballerina negra                             |
| AC 3301            | 1957             | Carla Boni e Gino Latilla                                    | Tu vuò fa l'americano/Chilla ca sposa te                       |
| AC 3302            | 1957             | Carla Boni e Gino Latilla                                    | Tipitipitipso/Tu vuò fa l'americano                            |
| AC 3303            | 1957             | Claudio Villa                                                | Carlotta/Tu vuò fa l'americano                                 |
| AC 3304            | 1957             | Claudio Villa                                                | Polka brasiliana/Sunatore 'e pianino                           |
| AC 3305            | 1957             | Carla Boni e Gino Latilla                                    | 'A pizza c'a pummarola/Guappetiello                            |
| AC 3306            | 1957             | Gino Latilla / Carla Boni                                    | Una donna è sempre giovane/La mia storia                       |
| AC 3307            | 1957             | Gino Latilla e Carla Boni / Gino Latilla                     | Casa mia/Come te nessuna                                       |
| AC 3308            | 1957             | Gino Latilla / Carla Boni                                    | I ricordi son così/Tammy                                       |
| AC 3309            | 1957             | Claudio Villa                                                | Innamorati/Calypso delle stelle                                |
| AC 3310            | 1957             | Claudio Villa                                                | Torero/Lisboa antigua                                          |
| AC 3311            | 1957             | Claudio Villa                                                | Zì Gennaro rock 'n' roll/'O russo e 'a rossa                   |
| AC 3312            | 1957             | Claudio Villa                                                | Maliziusella/Chella è n'ata 'cu 'a cammesella                  |
| AC 3313            | 1957             | Claudio Villa                                                | La più bella del mondo/Mexico                                  |

### 78 giri serie CB
| Numero di catalogo | Anno | Interprete         | Titoli                                                                                |
| ------------------ | ---- | ------------------ | ------------------------------------------------------------------------------------- |
| CB 20054           | 1938 | Gina Cigna         | In questa reggia/?                                                                    |
| CB 20059           | 1938 | Magda Olivero      | Tu che di gel sei cinta/?                                                             |
| CB 20199           | 1938 | Giovanni Malipiero | Che gelida manina/?                                                                   |
| CB 20273           | 1949 | Vera Franceschi    | Sonata in sol minore n° 5/Sonata in do minore n° 1/Sonata in mi bemolle maggiore n° 2 |
| CB 20274           | 1949 | Vera Franceschi    | Sonata/Toccata                                                                        |

### 33 giri - serie LP e LPA (25 cm)
| Numero di catalogo | Anno             | Interprete                                                                          | Titoli                                                                        |
| ------------------ | ---------------- | ----------------------------------------------------------------------------------- | ----------------------------------------------------------------------------- |
| LP 1               | 1953             | Nilla Pizzi                                                                         | Nilla Pizzi, Angelini e la sua orchestra                                      |
| LP 2               | 1953             | Cinico Angelini                                                                     | Angelini e la sua orchestra - (Little John Ordinary)                          |
| LP 3               | 1953             | Cinico Angelini                                                                     | Angelini e la sua orchestra - (Volga swing)                                   |
| LPA 4              | 1953             | Francesco Albanese                                                                  | Canzoni napoletane famose                                                     |
| LPA 5              | 1953             | Antonio Basurto, Nino Nipote e Maria Vittoria                                       | Piedigrotta '53                                                               |
| LPA 6              | 1953             | Beppe Mojetta                                                                       | Beppe Mojetta e la sua orchestra - (Decimo piano)                             |
| LPA 7              | 1953             | Interpreti Vari                                                                     | Ritmi Moderni - Angelini e la sua orchestra con i suoi cantanti               |
| LPA 8              | 1953             | Franco Ferrari                                                                      | Invito al ballo                                                               |
| LPA 9              | 1954             | Interpreti Vari                                                                     | 4º Festival della canzone - Sanremo 1954 - (Tutte le mamme)                   |
| LP 10              | 1º maggio 1954   | Quartetto Cetra e Katyna Ranieri                                                    | Otto grandi successi del 4º Festival della Canzone                            |
| LPA 11             | 1954             | Nilla Pizzi                                                                         | Nilla Pizzi nei festival della canzone                                        |
| LPA 12             | 1954             | Gino Latilla / Carla Boni / Achille Togliani                                        | 2º Festival della Canzone Napoletana - 1954 - (Quann'ero surdato)             |
| LPA 13             | 1954             | Pina Lamara / Nino Nipote / Tullio Pane                                             | 2º Festival della Canzone Napoletana - 1954 - (Serenata embè)                 |
| LPA 14             | 1954             | Tullio Pane                                                                         | Tullio Pane - ('O sole mio)                                                   |
| LPA 15             | 1954             | Nilla Pizzi                                                                         | Nilla Pizzi con Angelini e la sua orchestra                                   |
| LPA 16             | 1º marzo 1955    | Quartetto Cetra                                                                     | I successi internazionali del Quartetto Cetra                                 |
| LPA 17             | 1955             | Esecutori vari (Nilla Pizzi, Gino Latilla, Aldo Donà e altri)                       | Canzoni veneziane                                                             |
| LPA 18             | 1955             | Orchestra di Mario Migliardi, con Mara Del Rio e Piero Gosio                        | Sonorama                                                                      |
| LPA 19             | 1955             | Franco Li Causi                                                                     | Franco Li Causi e il suo complesso - (Desiderato tango)                       |
| LPA 20             | 1955             | Tullio Pane                                                                         | Tullio Pane - Canzoni Napoletane - (I' te vurria vasà)                        |
| LPA 21-22 (doppio) | 1955             | Bruno Pallesi, Antonio Basurto, Tullio Pane ed altri                                | 5º Festival della canzone - Sanremo 1955                                      |
| LPA 23             | 1955             | Francesco Albanese                                                                  | Francesco Albanese - (Mamma)                                                  |
| LPA 24             | 1955             | Francesco Albanese                                                                  | Francesco Albanese - (Guapparia)                                              |
| LPA 25             | 1955             | Francesco Albanese                                                                  | Francesco Albanese - (Che t'aggia di')                                        |
| LPA 26             | 1955             | Beppe Mojetta                                                                       | Beppe Mojetta e la sua orchestra nel 5º Festival della Canzone - Sanremo 1955 |
| LPA 27             | 1955             | William Galassini                                                                   | William Galassini e la sua orchestra - (Sentimental rapsody)                  |
| LPA 28             | 1955             | Carla Boni / Gino Latilla / Achille Togliani                                        | 3º Festival della Canzone Napoletana - ('E stelle 'e Napule)                  |
| LPA 31             | 1955             | William Galassini                                                                   | William Galassini e la sua orchestra - (Piccadilly Circus)                    |
| LPA 32             | 1955             | Claudio Bernardini                                                                  | Successi internazionali                                                       |
| LPA 33             | 1955             | Complesso Santonocito                                                               | Santonocito e il suo complesso - (Trottolina)                                 |
| LPA 34             | 1955             | Franco Li Causi                                                                     | Franco Li Causi e il suo complesso - (Adriana)                                |
| LPA 35             | 1955             | Franco Li Causi                                                                     | Franco Li Causi e il suo complesso - Canzoni Siciliane - Serie 1              |
| LPA 36             | 1955             | Franco Li Causi                                                                     | Franco Li Causi e il suo complesso - Canzoni Siciliane - Serie 2              |
| LPA 37             | 1955             | 5 Ciro's                                                                            | I 5 Ciro's - (Buongiorno Tristezza)                                           |
| LPA 38             | 1955             | Esecutori vari (Michele Ortuso ed altri)                                            | Ballando con Bosi, Corino, Ferrari e Ortuso                                   |
| LPA 39             | 1955             | Tullio Pane / Luciano Glori / Nino Nipote / Delfina Basso                           | Il Golfo Incantato                                                            |
| LPA 40             | 22 dicembre 1955 | Quartetto Cetra                                                                     | Lettere dal Sud America                                                       |
| LPA 41             | 1956             | Alberto Sordi                                                                       | Alberto Sordi - (Il bagnino di salvataggio)                                   |
| LPA 42             | 1956             | Fred Buscaglione                                                                    | Fred Buscaglione & i suoi Asternovas                                          |
| LPA 43             | 1956             | Achille Togliani                                                                    | Achille Togliani - (Per l'ultima volta)                                       |
| LPA 44             | 1956             | Carla Boni                                                                          | Carla Boni - En Cantador                                                      |
| LPA 45             | 1956             | Carla Boni                                                                          | Carla Boni con Angelini                                                       |
| LPA 46             | 1956             | Carla Boni e Gino Latilla                                                           | Carla Boni e Gino Latilla con Angelini                                        |
| LPA 47             | 1956             | Fred Buscaglione                                                                    | Fred Buscaglione & i suoi Asternovas                                          |
| LPA 48             | 1956             | Achille Togliani                                                                    | Achille Togliani in "Celebri Canzoni"                                         |
| LPA 49             | 1956             | Achille Togliani                                                                    | Achille Togliani in "Canzoni Napoletane"                                      |
| LPA 50             | 1956             | Cinico Angelini                                                                     | Angelini e la sua orchestra                                                   |
| LPA 51             | 1956             | Gino Latilla                                                                        | Gino Latilla con Angelini e la sua orchestra                                  |
| LPA 52             | 1956             | Luciana Gonzales, Ugo Molinari, Gianni Marzocchi, Clara Vincenzi e Tonina Torrielli | Sanremo 1956                                                                  |
| LPA 55             | 1956             | Tonina Torrielli                                                                    | I successi                                                                    |
| LPA 56             | 1956             | Carla Boni, Gino Latilla e Achille Togliani                                         | Carla Boni, Gino Latilla e Achille Togliani con l'orchestra Angelini          |
| LPA 57             | 1956             | Gian Stellari                                                                       | Ballando con i motivi di Sanremo - Al pianoforte Gian Stellari                |
| LPA 58             | 14 aprile 1956   | Quartetto Cetra                                                                     | Le canzoni del festival di Sanremo 1956 viste dal Quartetto Cetra             |
| LPA 59             | 1956             | Katyna Ranieri                                                                      | Katyna Ranieri - (Canzone da due soldi)                                       |
| LPA 60             | 1956             | Michele Corino e Orchestra Gai Campagnoli                                           | Michele Corino e Orchestra Gai Campagnoli                                     |
| LPA 62             | 1956             | Francesco Albanese                                                                  | Francesco Albanese - (Tu ca nun chiagne)                                      |
| LPA 63             | 1956             | Francesco Albanese                                                                  | Canzoni napoletane famose                                                     |
| LPA 64             | 1956             | Oscar Carboni                                                                       | Nannì                                                                         |
| LPA 65             | 1956             | Dora Musumeci                                                                       | Dora Musumeci - (Johnny come home)                                            |
| LPA 66             | 1956             | Dora Musumeci                                                                       | Dora Musumeci al pianoforte e ritmi                                           |
| LPA 67             | 1956             | Carla Boni                                                                          | Carla Boni - (Giuvanne cu' a chitarra)                                        |
| LPA 68             | 1956             | Marisa Colomber                                                                     | Marisa Colomber                                                               |
| LPA 69             | 1956             | Franco Li Causi                                                                     | Quartetto Franco Li Causi - (Guarda un po' chi si rivede)                     |
| LPA 70             | 1956             | Fausto Cigliano                                                                     | Fausto Cigliano e la sua chitarra - (Guaglione)                               |
| LPA 71             | 1956             | Fausto Cigliano                                                                     | Fausto Cigliano e la sua chitarra - (Giuvanne cu' a chitarra)                 |
| LPA 72             | 1956             | Francesco Albanese                                                                  | Francesco Albanese - (Torna)                                                  |
| LPA 73             | 1956             | Francesco Albanese                                                                  | Francesco Albanese - (Carcerato)                                              |
| LPA 74             | 1956             | Francesco Albanese                                                                  | Francesco Albanese - (Rondine al nido)                                        |
| LPA 75             | 1956             | Francesco Albanese                                                                  | Francesco Albanese - (Mandulinata a mare)                                     |
| LPA 76             | 1956             | Francesco Albanese                                                                  | Francesco Albanese - (Doj Madonne)                                            |
| LPA 78             | 1956             | Toni Lusi                                                                           | Toni Lusi e la sua chitarra - (Alba)                                          |
| LPA 79             | 1956             | Carla Boni e Gino Latilla                                                           | Carla Boni con Gino Latilla - (Bisogna partire)                               |
| LPA 81             | 1956             | Antonio Vasquez                                                                     | Antonio Vasquez                                                               |
| LPA 82             | 1956             | Otello Profazio                                                                     | Otello Profazio e la sua chitarra - (Tarantella calabrese)                    |
| LPA 84             | 1957             | Lino Petiti                                                                         | Ballabili                                                                     |
| LPA 85             | 1957             | Fausto Cigliano                                                                     | Fausto Cigliano e la sua chitarra - (Simmo amice)                             |
| LPA 87             | 1957             | Gianna Quinti                                                                       | Gianna Quinti con l'orchestra "Milleluci"                                     |
| LPA 88             | 1957             | Carla Boni, Gino Latilla, Tonina Torrielli, Duo Fasano                              | I "Sagra della Canzone Nova" Assisi                                           |
| LPA 89             | 1957             | Tino Scotti                                                                         | Tino Scotti con Lucio Fosco - Tutto è Vietato                                 |
| LPA 91             | 1957             | William Galassini                                                                   | Ballando con William Galassini con i motivi di Sanremo 1957                   |
| LPA 92             | 7 maggio 1957    | Fred Buscaglione                                                                    | Le nuove canzoni di Fred Buscaglione                                          |
| LPA 93             | 7 maggio 1957    | Fred Buscaglione                                                                    | Balliamo con Fred Buscaglione                                                 |
| LPA 94             | 1957             | Carla Boni                                                                          | VII Festival della canzone - Sanremo 1957                                     |
| LPA 95             | 1957             | Gino Latilla con l'orchestra di Cinico Angelini                                     | Sanremo 1957                                                                  |
| LPA 96             | 1957             | Claudio Villa                                                                       | 7º Festival della canzone - Sanremo 1957                                      |
| LPA 97             | 1957             | Claudio Villa                                                                       | Claudio Villa - (L'hai voluto tu)                                             |
| LPA 98             | 1957             | Claudio Villa                                                                       | Claudio Villa - (Guaglione)                                                   |
| LPA 99             | 20 marzo 1957    | Quartetto Cetra                                                                     | Le canzoni del festival di Sanremo 1957 viste dal Quartetto Cetra             |
| LPA 100            | 1957             | Gian Stellari                                                                       | Fantasia di canzoni n° 1 - Gian Stellari al pianoforte                        |
| LPA 101            | 1957             | Achille Togliani con l'orchestra di Piero Umiliani                                  | I successi di Achille Togliani                                                |
| LPA 102            | 1957             | Fausto Cigliano                                                                     | Fausto Cigliano e la sua chitarra - 5º Festival della Canzone Napoletana      |
| LPA 103            | 1957             | Michele Ortuso e Rita Rio                                                           | Michele Ortuso e la sua Orchestra - Canta Rita Rio                            |
| LPA 104            | 1957             | Duo Fasano                                                                          | Il Duo Fasano con Angelini e la sua orchestra                                 |
| LPA 105            | 1957             | Orchestre Varie                                                                     | Parata di Orchestre                                                           |
| LPA 106            | 23 novembre 1957 | Tonina Torrielli                                                                    | Tonina Torrielli                                                              |
| LPA 107            | 27 novembre 1957 | Quartetto Cetra                                                                     | Hot Club per otto                                                             |

### 33 giri serie LPE (25 cm)
| Numero di catalogo | Anno           | Interprete                | Titoli                                                                               |
| ------------------ | -------------- | ------------------------- | ------------------------------------------------------------------------------------ |
| LPE 2001           | 23 luglio 1955 | Esecutori vari            | 1º Festival Internazionale della Canzone a Venezia                                   |
| LPE 2002           | 1956           | Carla Boni                | Carla Boni con Angelini e la sua orchestra - (Encantador)                            |
| LPE 2003           | 1956           | Carla Boni                | Carla Boni con Angelini e la sua orchestra - (Malaguena)                             |
| LPE 2004           | 1956           | Carla Boni e Gino Latilla | Carla Boni, Gino Latilla con Angelini e la sua orchestra - (I due pastorelli)        |
| LPE 2005           | 1956           | Gino Latilla              | Gino Latilla con Angelini e la sua orchestra - (Tchumbala-bey)                       |
| LPE 2006           | 1956           | Carla Boni e Gino Latilla | Carla Boni, Gino Latilla con Angelini e la sua orchestra - (Baby bu)                 |
| LPE 2007           | 1956           | Carla Boni e Gino Latilla | Carla Boni, Gino Latilla con Angelini e la sua orchestra - (Giuvanne cu' a chitarra) |
| LPE 2008           | 1956           | Carla Boni e Gino Latilla | Carla Boni, Gino Latilla con Angelini e la sua orchestra - (Bisogna partire)         |
| LPE 2009           | 1956           | Carla Boni e Gino Latilla | Carla Boni, Gino Latilla con Angelini e la sua orchestra - (Mare nella conchiglia)   |
| LPE 2010           | 1957           | Interpreti Vari           | Canzoni della Fortuna - Bari 1957                                                    |
| LPE 2011           | 1957           | Carla Boni                | Carla Boni nel 7º Festival della Canzone - Sanremo 1957                              |
| LPE 2012           | 1957           | Gino Latilla e altri      | Gino Latilla nel 7º Festival della Canzone - Sanremo 1957                            |
| LPE 2013           | 1957           | Claudio Villa             | VII Festival della canzone - Sanremo 1957                                            |
| LPE 2014           | 1957           | Claudio Villa             | Claudio Villa - (L'hai voluto tu)                                                    |
| LPE 2015           | 1957           | Claudio Villa             | Claudio Villa - (Guaglione)                                                          |
| LPE 2016           | 1957           | Carla Boni e Gino Latilla | Carla Boni e Gino Latilla con Angelini e la sua orchestra - (Only you)               |
| LPE 2017           | 1957           | Claudio Villa             | Claudio Villa - (Come pioveva)                                                       |
| LPE 2018           | 1957           | Claudio Villa             | Claudio Villa - (Scapricciatiello)                                                   |
| LPE 2019           | 1957           | Claudio Villa             | Claudio Villa - (Serenatella sciuè sciuè)                                            |

### EP
| Numero di catalogo | Anno             | Interprete                                                                              | Titoli                                                                                        |
| ------------------ | ---------------- | --------------------------------------------------------------------------------------- | --------------------------------------------------------------------------------------------- |
| EP 0500            | 1953             | Nuccia Bongiovanni / Corrado Lojacono                                                   | Lucky Lucky e gli indovinelli di Turandot/Papà Natale/La sveglia pigra                        |
| EP 0501            | 1953             | Nuccia Bongiovanni                                                                      | Nuccia Bongiovanni - dal film "Peter Pan"                                                     |
| EP 0502            | Novembre 1953    | Quartetto Cetra                                                                         | Nella vecchia fattoria/La lampada di Aladino/Nel paese di Paperino/I tre alberi e la casetta  |
| EP 0503            | Novembre 1953    | Quartetto Cetra                                                                         | Conosco un cow-boy/Il teatrino delle marionette/Pierino e il lupo/Fausto e Gino               |
| EP 0504            | 1953             | Beppe Mojetta                                                                           | Beppe Mojetta e la sua orchestra - Serie di valzer musette                                    |
| EP 0505            | 1954             | Cinico Angelini                                                                         | Angelini e la sua orchestra - (Merci beaucoup)                                                |
| EP 0506            | 1954             | Interpreti Vari                                                                         | 4º Festival di Sanremo 1954                                                                   |
| EP 0507            | 1954             | Katina Ranieri e Antonio Vasquez                                                        | Canzone da due soldi/Rose (i tempi sono cambiati)/Non è mai troppo tardi/Sotto l'ombrello     |
| EP 0508            | 1954             | Quartetto Cetra                                                                         | Microfono d'argento 1953                                                                      |
| EP 0509            | 1954             | Nilla Pizzi                                                                             | Nilla Pizzi - 4º Festival di Sanremo 1954                                                     |
| EP 0510            | 1954             | Francesco Ferrari / Cinico Angelini / Canzio Allegriti                                  | Ferrari, Angelini e Allegriti - (Madalena)                                                    |
| EP 0511            | 1954             | Canzio Allegriti / Cinico Angelini                                                      | Canzio Allegriti e Cinico Angelini - (Tocando la samba)                                       |
| EP 0512            | 1954             | Cinico Angelini / Beppe Mojetta                                                         | Cinico Angelini e Beppe Mojetta - (Troppo giovane)                                            |
| EP 0514            | 194              | Quartetto Cetra                                                                         | Gite di un quartetto viaggiatore 1°                                                           |
| EP 0515            | 194              | Quartetto Cetra                                                                         | Gite di un quartetto viaggiatore 2°                                                           |
| EP 0516            | 1954             | Quartetto Cetra                                                                         | Sassofoni e vecchie trombette "L'impossibile storia del jazz"                                 |
| EP 0517            | 1954             | Quartetto Cetra                                                                         | Sassofoni e vecchie trombette "L'impossibile storia del jazz 2"                               |
| EP 0518            | 1954             | Nuccia Bongiovanni                                                                      | Quant'è buono il bacio con le pere/Mambo della vendemmia/Fontana degli amanti/Nessuno mi avrà |
| EP 0519            | 1954             | Francesco Albanese                                                                      | Piscatore 'e Pusilleco/Dicitencello vuje/Guapparia/Napoli canta                               |
| EP 0520            | 1954             | Beppe Mojetta                                                                           | Beppe Mojetta e la sua orchestra - (Musette des campagnes)                                    |
| EP 0521            | 1955             | Pippo Barzizza / Duo di fisarmoniche Ducci-Bosi                                         | Al ballo del taglialegna-Con stile / La vedova allegra-Il conte di Lussemburgo                |
| EP 0522            | 1955             | Cinico Angelini / Rita Rio                                                              | Mambo jambo-Rumba rapsody / La cumparsita-Duelo criollo                                       |
| EP 0523            | 1955             | Gerry Moore / Claudio Bernardini                                                        | Gerry Moore e duo di chitarre / Claudio Bernardini e duo di chitarre                          |
| EP 0524            | 1955             | Anahí                                                                                   | Anahi e i suoi ritmi                                                                          |
| EP 0525            | 1955             | Francesco Ferrari / William Galassini                                                   | Ballando con Ferrari e Galassini                                                              |
| EP 0526            | 1955             | Cinico Angelini / Michele Ortuso                                                        | Ballando con Angelini e Ortuso                                                                |
| EP 0527            | 1955             | Dora Musumeci / Pippo Barzizza / Beppe Mojetta / Cinico Angelini                        | Johnny Guitar / La danza delle spade / Passeggiata di bambole / Il boogie del calabrone       |
| EP 0528            | 1955             | Beppe Mojetta / Rita Rio / Cinico Angelini                                              | Harwey / Destino-Dimenticarti / Hors d'oeuvres                                                |
| EP 0531            | 21 gennaio 1955  | Dora Musumeci, Armando Fragna con la sua orchestra e Beppe Mojetta con la sua orchestra | Caminito/Somebody Loves Me/Yesterdays/Kiss Tango                                              |
| EP 0532            | 1955             | Michele Ortuso                                                                          | Michele Ortuso e la sua orchestra                                                             |
| EP 0533            | 1955             | William Galassini                                                                       | Ballando con William Galassini - (Sul sentiero)                                               |
| EP 0534            | 1955             | William Galassini                                                                       | Ballando con William Galassini - (Sentimental rapsody)                                        |
| EP 0535            | 1955             | Carla Boni / Gino Latilla / Lucia Mannucci / Quartetto Cetra                            | 1º Festival Internazionale di Venezia 1955                                                    |
| EP 0536            | 1955             | Interpreti Vari                                                                         | EVA (Lehar)                                                                                   |
| EP 0538            | 1955             | Interpreti Vari                                                                         | La Vedova Allegra (Lehar)                                                                     |
| EP 0539            | 1955             | Interpreti Vari                                                                         | Selezione di operette                                                                         |
| EP 0540            | 1955             | Cinico Angelini e Interpreti Vari                                                       | Angelini... in canzoni veneziane                                                              |
| EP 0541            | 1955             | Nilla Pizzi                                                                             | Anema e core/Luna rossa/Sole grigio/Core 'ngrato                                              |
| EP 0544            | 1º novembre 1955 | I 5 Ciro's                                                                              | Buongiorno tristezza/Carolina dance/Il piccolo violino/Vecchia Europa                         |
| EP 0545            | 1955             | I 5 Ciro's                                                                              | Maruzzella/Carlotta/Chinito chinito/El hamahuaqueno                                           |
| EP 0546            | 1955             | Claudio Bernardini e i suoi ritmi                                                       | I love Paris/Timberjack/Desiree/Babbo ama il mambo                                            |
| EP 0547            | 1955             | Claudio Bernardini e il suo complesso                                                   | Cobra/A Vera Cruz/Goodbye Vienna/Suonando sui bicchieri                                       |
| EP 0548            | 1955             | Quartetto Cetra                                                                         | Il Quartetto Cetra presenta: le fiabe delle quattro stagioni                                  |
| EP 0549            | 1955             | Petre Munteanu                                                                          | Petre Munteanu - Tenore                                                                       |
| EP 0550            | 1956             | Tonina Torrielli / Ugo Molinari / Luciana Gonzales                                      | 6º Festival di Sanremo 1956 - (Aprite le finestre)                                            |
| EP 0551            | 1956             | Gianni Marzocchi / Clara Vincenzi                                                       | 6º Festival di Sanremo 1956 - (Anima gemella)                                                 |
| EP 0552            | 1956             | Tonina Torrielli                                                                        | Johnny Guitar/Portami tante rose/Aprite le finestre/Sogni d'or                                |
| EP 0553            | 1956             | Tonina Torrielli                                                                        | Amami se vuoi/Il cantico del cielo/Il bosco innamorato/Qualcosa è rimasto                     |
| EP 0554            | 1956             | Luciana Gonzales                                                                        | Aprite le finestre/La vita è un paradiso di bugie/Serenata ad un angelo/Tentazione            |
| EP 0555            | 1956             | Ugo Molinari                                                                            | Aprite le finestre/La colpa fu/Albero caduto/Due teste sul cuscino                            |
| EP 0556            | 1956             | Gianni Marzocchi                                                                        | Musetto/Parlami d'amore Mariù/Anima gemella/Un'ora sola ti vorrei                             |
| EP 0557            | 1956             | Clara Vincenzi                                                                          | Lucia e Tobia/Il trenino del destino/Il trenino di latta verde/Lui e lei                      |
| EP 0558            | 1956             | Quartetto Cetra                                                                         | Una casa portuguesa/Ninguem me ama/Paraiba/Carnavalito                                        |
| EP 0559            | 1956             | Nilla Pizzi                                                                             | Vele al vento/Capriccio/Isole Canarie/Padam-padam                                             |
| EP 0560            | 1956             | Fred Buscaglione                                                                        | Teresa non sparare/Porfirio Villarosa/Che bambola!/Pensa ai fatti tuoi                        |
| EP 0561            | 1956             | Fred Buscaglione                                                                        | Giacomino/Io piaccio/Pensa ai fatti tuoi/Silbando mambo                                       |
| EP 0562            | 1956             | Beppe Mojetta / William Galassini                                                       | Maringa-La vaquita / Baiao de S.Paulo-Marrequina                                              |
| EP 0563            | 1956             | Nilla Pizzi                                                                             | Papà Pacifico/Italia mia/Misa de las once/La margherita                                       |
| EP 0564            | 1956             | Cinico Angelini                                                                         | Angelini e la sua orchestra - (Rumble boogie)                                                 |
| EP 0565            | 1956             | I 5 Ciro's                                                                              | Dos cruces/Obsession/Schenectady/Lascia? No! Raddoppia? Sì!                                   |
| EP 0568            | 1957             | Armandino e il suo quintetto                                                            | Chove/Tine Mary                                                                               |
| EP 0569            | 1957             | Achille Togliani                                                                        | Accarezzame/Statte vicino a me/La luna/Non si compra la fortuna                               |
| EP 0570            | 1957             | Fausto Cigliano                                                                         | Fausto Cigliano - 'Na Voce e 'Na Chitarra                                                     |
| EP 0571            | 1957             | Jennifer Leigh                                                                          | No other love/Cookie/Complainte de la butte/Sur ma vie                                        |
| EP 0573            | 1957             | Tonina Torrielli                                                                        | Il bosco innamorato/Serenata/Anema e core/Il cantico del cielo                                |
| EP 0576            | 1957             | William Galassini                                                                       | William Galassini e la sua orchestra - Hernando's hideaway                                    |
| EP 0577            | 1957             | Quartetto Cetra                                                                         | Il Quartetto Cetra - Carlo, non Farlo!                                                        |
| EP 0578            | 1957             | William Galassini                                                                       | William Galassini e la sua orchestra - (Only you)                                             |
| EP 0579            | 1957             | Quartetto Cetra                                                                         | Flash Sonori N. 1                                                                             |
| EP 0580            | 1957             | Tonina Torrielli                                                                        | La cosa più bella/Scusami/Intorno a te è sempre primavera/Il nostro sì                        |
| EP 0587            | 1957             | I 5 Ciro's                                                                              | Balocchi e profumi/Rome by night/Scugnizzo/Tutte 'e sere                                      |
| EP 0588            | 1957             | I 5 Ciro's                                                                              | Bonjour Katrin/Memories are made of this/Only you/Rock around the clock                       |
| EP 0589            | 1957             | I 5 Ciro's                                                                              | Que serà serà/Maliziusella/Alors... raconte/Razzle dazzle                                     |
| EP 0590            | 1957             | Fred Buscaglione                                                                        | Five 'o clock rock/Il siero di Strokomologoff/Parlami d'amore Mariù/Voglio scoprir l'America  |
| EP 0591            | 1957             | Fred Buscaglione                                                                        | 'A coda 'e cavallo/Moreto Moreto/Pericolosissima/Supermolleggiata                             |
| EP 0592            | 1957             | Fred Buscaglione e Fatima Robin's                                                       | Whisky facile/Troviamoci domani a Portofino/Rock right/5-10-15 hours                          |
| EP 0593            | 1957             | Fred Buscaglione e Fatima Robin's                                                       | Armen's theme/Bonsoir, jolie madame/La cambiale/Too marvelous for words                       |
| EP 0594            | 1957             | Rica Pereno                                                                             | Ninì panpan/Ballata selvaggia/O mein papà/'A frangesa                                         |
| EP 0595            | 1957             | Marisa Del Frate                                                                        | Marisa Del Frate - 5º Festival della Canzone Napoletana 1957                                  |
| EP 0596            | 1957             | Fausto Cigliano / Marisa Del Frate / Gino Latilla                                       | Souvenir d'Italie-Guaglione / Malinconico autunno / Lazzarella                                |
| EP 0597            | 1957             | Duo Fasano                                                                              | Galopera/Bondi me Turin/Hernando un caffè/A nueva Laredo                                      |
| EP 0598            | 1957             | Wanda Romanelli                                                                         | Wanda Romanelli con Armando Fragna e la sua orchestra                                         |
| EP 0599            | 1957             | Tonina Torrielli                                                                        | Vivrò (My prayer)/Siboney/Andalucia/Estrellita                                                |
| EP 0600            | 1957             | Complesso Santonocito                                                                   | Santonocito e il suo complesso - (Topolino fox)                                               |
| EP 0601            | 1957             | Complesso Santonocito                                                                   | Santonocito e il suo complesso - (Ciuriddu d'amuri)                                           |
| EP 0602            | 1957             | Tonina Torrielli                                                                        | Fuoco verde/Tornerà/Croce de oro/Tango del cuore                                              |
| EP 0603            | 1957             | Achille Togliani                                                                        | Domani/Vetturino romano/Straniero tra gli angeli/Dicembre                                     |
| EP 0604            | 1957             | Fausto Cigliano                                                                         | Calypso in the rain/Adeli 'ndi 'ndi/Armstrongh/Che m'ha 'mparato a fa'                        |
| EP 0605            | 1957             | William Galassini                                                                       | William Galassini e la sua orchestra - (Somebody stole my gale)                               |
| EP 0606            | 1957             | Quartetto Cetra                                                                         | S'il vous plait mademoiselle/Concerto jazz a Mosca/L'incanto della foresta/Pikisò             |
| EP 0607            | 1957             | Quartetto Cetra                                                                         | Un disco dei Platters/Pummarola boat/Non so dir "ti voglio bene"/Quando una ragazza           |
| EP 0608            | 1957             | William Galassini                                                                       | Pianoforte, Organo Hammond, Sonovox e ritmi - Solista William Galassini                       |
| EP 0609            | 1957             | William Galassini                                                                       | William Galassini e la sua orchestra - (Castle rock)                                          |
| EP 0610            | 1957             | Gian Stellari                                                                           | Gian Stellari e la sua orchestra - (Tango del cuore)                                          |
| EP 0611            | 1957             | Quartetto Cetra                                                                         | Uno, Due, Tre... e Quattro - Le nuove fiabe del Quartetto Cetra                               |
| EP 0612            | 1957             | Cesare Gallino                                                                          | Cesare Gallino e la sua orchestra - Valzer celebri - (Dolores)                                |
| EP 0613            | 1957             | Cesare Gallino                                                                          | Cesare Gallino e la sua orchestra - Valzer celebri - (Sulle onde)                             |
| EP 0614            | 1957             | Tullio Pane                                                                             | 'A vucchella/Tu ca nun chiagne/Core 'ngrato/Lacreme napulitane                                |
| EP 0615            | 1957             | Marisa Colomber                                                                         | Oro niro/Que serà serà/Refrains/Chella llà                                                    |
| EP 0616            | 1957             | Tullio Pane                                                                             | Serenate 'e Surriento/Ncoppa ll'onne/Munasterio 'e Santa Chiara/Tiempe belle                  |
| EP 0617            | 1957             | Tullio Pane                                                                             | 'A sirena/'A luna 'e Napule/Mmiezz'o grano/Napule                                             |
| EP 0625            | 1957             | Fausto Cigliano                                                                         | Guaglione/Che m'e 'mparato a fa/Giuvanne cu a chitarra/Souvenir d'Italie                      |
| EP 0641            | 1958             | Fiorella Bini / Lauro Raffo / Marisa Brando                                             | Festival di La Spezia 1958                                                                    |
| EP 0642            | 1958             | Fiorella Bini / Lauro Raffo / Marisa Del Frate                                          | Festival di La Spezia 1958                                                                    |
| EPE 3001           | 1957             | Carla Boni                                                                              | Carla Boni - (Cobra)                                                                          |
| EPE 3002           | 1957             | Gino Latilla                                                                            | Senza catene/Faccia di santarella/L'amore è una cosa meravigliosa/I cavalieri del cielo       |
| EPE 3003           | 1957             | Claudio Villa                                                                           | Claudio Villa nelle canzoni di Sanremo 1957                                                   |
| EPE 3004           | 1957             | Carla Boni / Gino Latilla / Duo Fasano                                                  | Carla Boni, Gino Latilla e il Duo Fasano nelle canzoni di Sanremo 1957                        |
| EPE 3005           | 1957             | Claudio Villa / Carla Boni / Gino Latilla                                               | Claudio Villa, Carla Boni e Gino Latilla nelle canzoni di Sanremo 1957                        |
| EPE 3006           | 1957             | Carla Boni / Gino Latilla                                                               | Carla Boni e Gino Latilla nelle canzoni di Sanremo 1957                                       |
| EPE 3008           | 1957             | Claudio Villa                                                                           | Claudio Villa - (Maruzzella)                                                                  |
| EPE 3009           | 1957             | Claudio Villa                                                                           | Signora di trent'anni fa/Luna rossa/Come pioveva/Torna piccina                                |
| EPE 3010           | 1957             | Claudio Villa                                                                           | Claudio Villa - (Bugiarda)                                                                    |
| EPE 3011           | 1957             | Carla Boni / Gino Latilla                                                               | Carla Boni e Gino Latilla - (Only you)                                                        |
| EPE 3012           | 1957             | Carla Boni / Gino Latilla / Duo Fasano                                                  | Carla Boni, Gino Latilla e Duo Fasano - (Sotto i ponti di Parigi)                             |
| EPE 3013           | 1957             | Claudio Villa                                                                           | Claudio Villa a mezza voce                                                                    |
| EPE 3014           | 1957             | Claudio Villa                                                                           | Claudio Villa a piena voce                                                                    |
| EPE 3015           | 1957             | Carla Boni / Gino Latilla / Luana Sacconi                                               | Carla Boni, Gino Latilla e Luana Sacconi                                                      |
| EPE 3016           | 1957             | Carla Boni / Gino Latilla / Achille Togliani                                            | Carla Boni, Gino Latilla e Achille Togliani                                                   |
| EPE 3017           | 1957             | Claudio Villa                                                                           | Claudio Villa - (M'hai detto una bugia)                                                       |
| EPE 3018           | 1957             | Claudio Villa                                                                           | Claudio Villa - (Arrivederci Roma)                                                            |
| EPE 3019           | 1957             | Carla Boni / Gino Latilla                                                               | Carla Boni e Gino Latilla nelle canzoni del film "Un re a New York"                           |
| EPE 3020           | 1957             | Claudio Villa                                                                           | Claudio Villa - ('A sunnambula)                                                               |

### 45 giri - Serie SP
I 45 giri pubblicati dopo la fusione con la Fonit sono elencati nel Catalogo Fonit Cetra
| Numero di catalogo | Anno | Interprete                                                            | Titoli                                                   |
| ------------------ | ---- | --------------------------------------------------------------------- | -------------------------------------------------------- |
| SP 1               | 1957 | Gino Latilla e Carla Boni                                             | Ya ya/Por dos besos                                      |
| SP 2               | 1957 | Gino Latilla e Carla Boni (solo sul lato A)                           | Faccia di santarella/L'amore è una cosa meravigliosa     |
| SP 3               | 1957 | Achille Togliani                                                      | Accarezzame/Statte vicino a mme                          |
| SP 4               | 1957 | William Galassini / Giuseppe Negroni                                  | Rock'n'roll / Rock around the clock                      |
| SP 5               | 1957 | Franco Corelli                                                        | Lolita/Granada                                           |
| SP 6               | 1957 | William Galassini                                                     | Castle rock/La rosa di Novgorod                          |
| SP 7               | 1957 | Giuseppe Negroni                                                      | 'Na canzone pe ffa ammore/Vogliamoci tanto bene          |
| SP 8               | 1957 | William Galassini                                                     | Pescava i gamberi/Chella llà                             |
| SP 9               | 1957 | William Galassini                                                     | Refrains/La cumparsita                                   |
| SP 10              | 1957 | Fausto Cigliano                                                       | L'ammore mio è francese/Positanella                      |
| SP 11              | 1957 | Fausto Cigliano                                                       | 'A rivultella/Che m'è mparato a ffa                      |
| SP 12              | 1957 | Fausto Cigliano                                                       | Simmo amice/T'aggio fatto 'na fattura                    |
| SP 13              | 1957 | Tullio Pane                                                           | Amapola/Estrellita                                       |
| SP 14              | 1957 | Tullio Pane                                                           | La paloma/Ay! Ay! Ay!                                    |
| SP 15              | 1957 | Tullio Pane                                                           | Princesita/La paloma                                     |
| SP 16              | 1957 | Franco Corelli                                                        | Pecché/Cancion moresca                                   |
| SP 17              | 1957 | Gino Latilla e Carla Boni                                             | Serenatella sciuè sciuè/Buon anno... buona fortuna       |
| SP 18              | 1957 | Tonina Torrielli                                                      | Addormentarmi così/Tornerai                              |
| SP 20              | 1957 | Valerio Vancheri                                                      | Sicilia bedda/La femmena gilusa non piace                |
| SP 21              | 1957 | Gino Latilla                                                          | La nonna Sabella/Si me vuò bbene                         |
| SP 22              | 1957 | Fred Buscaglione                                                      | Che bambola/Giacomino                                    |
| SP 23              | 1957 | Fred Buscaglione                                                      | Teresa non sparare/Porfirio Villarosa                    |
| SP 24              | 1957 | Fred Buscaglione                                                      | Niente visone/Pensa ai fatti tuoi                        |
| SP 25              | 1957 | Carla Boni (lato A) - Gino Latilla e Duo Fasano (lato B)              | Casetta in Canadà/Un filo di speranza                    |
| SP 26              | 1957 | Claudio Villa e Gino Latilla                                          | Il pericolo numero uno/Scusami                           |
| SP 27              | 1957 | Carla Boni e Duo Fasano (lato A) - Gino Latilla (lato B)              | Que serà serà/Only you                                   |
| SP 28              | 1957 | Carla Boni (lato A) - Duo Fasano (lato B)                             | Passione argentina/Galopera                              |
| SP 29              | 1957 | Claudio Villa                                                         | Cancello tra le rose/Corde della mia chitarra            |
| SP 30              | 1957 | Claudio Villa                                                         | Usignolo/Ondamarina                                      |
| SP 31              | 1957 | Duo Fasano                                                            | Hernando un caffè/Lisboa antiqua                         |
| SP 32              | 1957 | Carla Boni e Gino Latilla (lato A) - Duo Fasano (lato B)              | Rendimi i baci/A nueva laredo                            |
| SP 33              | 1957 | Orchestra Francesco Ferrari                                           | Presentimento/Rio Grande                                 |
| SP 34              | 1957 | William Galassini                                                     | Tirolean tango/Il fischietto                             |
| SP 35              | 1957 | William Galassini                                                     | Guaglione/Quei poveri parigini                           |
| SP 36              | 1957 | Fred Buscaglione                                                      | Parlami d'amore Mariù/Il siero di Strokomologoff         |
| SP 37              | 1957 | Fred Buscaglione                                                      | Five 'o clock rock/Voglio scoprir l'America              |
| SP 38              | 1957 | Fred Buscaglione                                                      | Supermolleggiata/'a coda 'e cavallo                      |
| SP 39              | 1957 | Fred Buscaglione                                                      | Pericolosissima/Moreto Moreto                            |
| SP 40              | 1957 | Fred Buscaglione (lato A) e Fatima Robin's (lato B)                   | Whisky facile/Rock right                                 |
| SP 41              | 1957 | Fred Buscaglione (lato A) e Fatima Robin's (lato B)                   | Troviamoci domani a Portofino/5-10-15 hours              |
| SP 42              | 1957 | Fred Buscaglione (lato A) e Fatima Robin's (lato B)                   | Armen's theme/Too marvellous for words                   |
| SP 43              | 1957 | Fred Buscaglione                                                      | Bonsoir jolie madame/La cambiale                         |
| SP 44              | 1957 | Gino Latilla (lato A) - Marisa Del Frate (lato B)                     | Lazzarella/Malinconico autunno                           |
| SP 45              | 1957 | Claudio Villa                                                         | Serenatella 'e maggio/Napule sole mio                    |
| SP 46              | 1957 | Fausto Cigliano                                                       | Souvenir d'Italy/Guaglione                               |
| SP 47              | 1957 | Fausto Cigliano                                                       | Calypso in the rain/Armstrong                            |
| SP 48              | 1957 | Giuseppe Negroni / William Galassini                                  | Banana Boat song / Somebody stole my gale                |
| SP 49              | 1957 | William Galassini                                                     | My prayer/Vogliamoci tanto bene                          |
| SP 50              | 1957 | Claudio Villa                                                         | Tipitipitipso/Piccolissima serenata                      |
| SP 51              | 1957 | Claudio Villa                                                         | Ave Maria di Shubert/Ave Maria di Gounod                 |
| SP 54              | 1957 | Carla Boni / Carla Boni e Gino Latilla                                | Un canto d'amore / Mandolin serenade                     |
| SP 55              | 1957 | Carla Boni / Carla Boni e Gino Latilla                                | Un salice piangeva / Amore al chiaro di luna             |
| SP 56              | 1957 | Gino Latilla                                                          | O.K. Corral/Giovane amore                                |
| SP 57              | 1957 | Carla Boni e Gino Latilla (lato A) - Gino Latilla (lato B)            | Piccolissima serenata/'E banane (Banana boat)            |
| SP 58              | 1957 | Gino Latilla / Carla Boni                                             | Parole d'amore sulla sabbia / Amedeo                     |
| SP 59              | 1957 | Claudio Villa                                                         | Passeggiatella/Malinconico autunno                       |
| SP 60              | 1957 | Claudio Villa                                                         | Lazzarella/Felicità                                      |
| SP 61              | 1957 | Claudio Villa                                                         | Ti porto nel mio cuore/Dicembre m'ha portato una canzone |
| SP 62              | 1957 | Claudio Villa                                                         | La vie en rose/L'amore è una cosa meravigliosa           |
| SP 63              | 1957 | Claudio Villa                                                         | Vogliamoci tanto bene/Arrivederci Roma                   |
| SP 64              | 1957 | Claudio Villa                                                         | Granada/Sono nato per cantare                            |
| SP 65              | 1957 | Claudio Villa                                                         | Cu fu?/Nanassa                                           |
| SP 66              | 1957 | Claudio Villa                                                         | 'A sunnambula/Tu ce l'hai la mamma                       |
| SP 67              | 1957 | Claudio Villa                                                         | C'è un sentiero nel cielo/Passione                       |
| SP 68              | 1957 | Gino Latilla                                                          | Sangue sardo/Pagherò per questo amor                     |
| SP 69              | 1957 | Carla Boni e Gino Latilla                                             | S'agapo/T'amo tanto                                      |
| SP 70              | 1957 | Carla Boni / Carla Boni e Gino Latilla                                | Juke box / Marchigianella                                |
| SP 71              | 1957 | Duo Fasano                                                            | Era un dixieland/Chi troppo in alto sal                  |
| SP 72              | 1957 | Carla Boni e Gino Latilla / Carla Boni                                | Tutta colpa della luna / La stella di ogni notte         |
| SP 73              | 1957 | Carla Boni e Gino Latilla (lato A) - Carla Boni (lato B)              | Voce della montagna/Silenzio bianco                      |
| SP 74              | 1957 | Tonina Torrielli                                                      | La strada più bella del mondo/Sotto la cenere            |
| SP 75              | 1957 | Claudio Villa                                                         | Buongiorno primo amore/A Luciana                         |
| SP 76              | 1957 | Claudio Villa                                                         | Tre minuti di musica/Portoncino de Testaccio             |
| SP 77              | 1957 | Claudio Villa                                                         | Lo studente passa/Piazza Navona                          |
| SP 78              | 1957 | Claudio Villa                                                         | 'Cchiù bella d'e 'rrose/Capricciosella                   |
| SP 79              | 1957 | Wanda Romanelli                                                       | Kilindini docks/Olè muchacheros                          |
| SP 80              | 1957 | Tonina Torrielli                                                      | Mandolin serenade/Intorno al mondo                       |
| SP 81              | 1957 | Gino Latilla                                                          | Un amore splendido/Ballerina negra                       |
| SP 82              | 1957 | Carla Boni / Gino Latilla                                             | Tammy / Intorno al mondo                                 |
| SP 83              | 1957 | Carla Boni                                                            | A mi nada me importa/Mamma guitar                        |
| SP 84              | 1957 | Carla Boni e Gino Latilla                                             | Tu vuo' fa l'americano/Chillo ca sposa te                |
| SP 85              | 1957 | Carla Boni e Gino Latilla                                             | Tipitipitipso/Tu vuò fa l'americano                      |
| SP 86              | 1957 | Claudio Villa                                                         | Carlotta/Tu vò fa l'americano                            |
| SP 87              | 1957 | Claudio Villa e Wanda Romanelli (lato A) - Claudio Villa (lato B)     | Polka brasiliana/Suonatore 'e pianino                    |
| SP 88              | 1957 | Quartetto Cetra                                                       | Un po' di cielo/A Trinità dei Monti                      |
| SP 89              | 1957 | Kern, Sloop & Arey                                                    | Adeste fidelis/Silent night                              |
| SP 90              | 1957 | Doppelquartett mitt orchester, orgel und kirchernglocken              | Stille nacht, heilige nacht/O du frohliche               |
| SP 91              | 1957 | Vincenzo Capponi e coro                                               | Tu scendi dalle stelle/Ninna nanna a Gesù                |
| SP 92              | 1957 | Antonio Valente e Ernesto Fusco                                       | Pastorale/Novena di Natale                               |
| SP 93              | 1957 | Quartetto Cetra                                                       | Non so dir ti voglio bene/Un disco dei Platters          |
| SP 94              | 1957 | Quartetto Cetra                                                       | Pummarola boat/Polka brasiliana                          |
| SP 95              | 1957 | Quartetto Cetra                                                       | Quando una ragazza/Susanna tutta panna                   |
| SP 96              | 1957 | Quartetto Cetra                                                       | Kim/Non illuderti                                        |
| SP 97              | 1957 | Max Springher e Quartetto Cetra                                       | Gli appassionati dell'Hot Club/Django                    |
| SP 98              | 1957 | Quartetto Cetra                                                       | La leggenda di Radames (Mister Paganini)/Mister Jackson  |
| SP 99              | 1957 | Tonina Torrielli                                                      | Non potrai saperlo mai/Parole d'amore sulla sabbia       |
| SP 100             | 1957 | Carla Boni e Duo Fasano (lato A) - Carla Boni e Gino Latilla (lato B) | Zampognaro/Tre cammelli                                  |
| SP 101             | 1957 | Tonina Torrielli e Duo Fasano (lato A) - Radio Boys (lato B)          | Buon Natale a te/Re pastore                              |
| SP 102             | 1957 | Orchestra Cesare Gallino                                              | Dolores/I pattinatori                                    |
| SP 103             | 1957 | Orchestra Cesare Gallino                                              | Il conte di Lussemburgo/La vedova allegra                |
| SP 104             | 1957 | Orchestra Cesare Gallino                                              | Sulle onde/Il bel Danubio blu                            |
| SP 105             | 1957 | Orchestra Cesare Gallino                                              | Le onde del Danubio/La principessa della Czardas         |
| SP 108             | 1957 | William Galassini e la sua Orchestra                                  | Un amore splendido/Fascination                           |

### 45 giri - Serie SPD
I 45 giri pubblicati dopo la fusione con la Fonit sono elencati nel Catalogo Fonit Cetra
| Numero di catalogo | Anno | Interprete                     | Titoli                                 |
| ------------------ | ---- | ------------------------------ | -------------------------------------- |
| SPD 12             | 1957 | Michele Corino (fisarmonica)   | Tequila/Patricia                       |
| SPD 13             | 1957 | Michele Corino                 | Una notte a Parigi/Tango dei baci      |
| SPD 14             | 1957 | Michele Corino                 | Orchidea al chiar di luna/Prima stella |
| SPD 15             | 1957 | Michele Corino                 | La festa del nonno/Domino              |
| SPD 16             | 1957 | Michele Corino                 | Picnic waltz/Sotto i ponti di Parigi   |
| SPD 17             | 1957 | Michele Corino                 | Tango delle rose/Treno ballerino       |
| SPD 18             | 1957 | Michele Corino                 | Fisarmonica impazzita/Carovana bianca  |
| SPD 19             | 1957 | Michele Corino                 | Viva Lawrence/Piemontesina             |
| SPD 20             | 1957 | Michele Corino                 | La sorella/Donna                       |
| SPD 21             | 1957 | Michele Corino                 | Cielo incantato/Michelino e Michelone  |
| SPD 22             | 1957 | Michele Corino                 | Piace a te/Lulù                        |
| SPD 23             | 1957 | Michele Corino                 | Quando ero piccolina/Tarantella bella  |
| SPD 24             | 1957 | Michele Corino                 | Deirina/Galletto rosso                 |
| SPD 25             | 1957 | Michele Corino                 | Polca tedesca/Giulietta                |
| SPD 26             | 1957 | Michele Corino                 | Il Sirio/Tutto brio                    |
| SPD 27             | 1957 | Michele Corino                 | Gingillo/Jeff e Glenn                  |
| SPD 28             | 1957 | Franco Goldani (fisarmonica)   | Que sera sera/Casetta in Canada        |
| SPD 29             | 1957 | Franco Goldani                 | Lisboa antigua/Piccolissima serenata   |
| SPD 30             | 1957 | Franco Goldani                 | Lazzarella/La più bella del mondo      |
| SPD 31             | 1957 | Franco Goldani                 | Cu fu?/'A sunnambula                   |
| SPD 32             | 1957 | Franco Goldani                 | Bonita chilena/Spensieratezza          |
| SPD 33             | 1957 | Franco Goldani                 | Diabolo/È primavera                    |
| SPD 34             | 1957 | Franco Goldani                 | Vita torinese/Affascinante             |
| SPD 35             | 1957 | Franco Goldani                 | Tesoro mio/Chiacchierina               |
| SPD 36             | 1957 | Franco Goldani                 | Serenade/Giulia                        |
| SPD 37             | 1957 | Franco Goldani                 | Polca acrobatica/Edera                 |
| SPD 38             | 1957 | Franco Goldani                 | Fortunella/Perle di cristallo          |
| SPD 39             | 1957 | Franco Goldani                 | Moine/Giocondità                       |
| SPD 40             | 1957 | Franco Goldani                 | Burrasca/La giostra                    |
| SPD 41             | 1957 | Franco Goldani                 | Sevillana/Espana                       |
| SPD 42             | 1957 | Frank Martino (fisarmonica)    | La cucaracha/La cumparsita             |
| SPD 43             | 1957 | Frank Martino                  | Tipitipitipso/Pippo... cammina dritto  |
| SPD 44             | 1957 | Frank Martino                  | Vecchia Vienna/A media luz             |
| SPD 45             | 1957 | Frank Martino                  | Viva Martino/Fata turchina             |
| SPD 46             | 1957 | Peter Piccini (fisarmonica)    | Aussie polka/Festa tirolese            |
| SPD 47             | 1957 | Peter Piccini                  | A media luz/12° St. rag - Tiger rag    |
| SPD 48             | 1957 | Peter Piccini                  | Conca d'oro/Polca capricciosa          |
| SPD 49             | 1957 | Peter Piccini                  | Colonel Bogey/Flight of the bumble bee |
| SPD 50             | 1957 | Peter Piccini                  | Just one of those things/Tico tico     |
| SPD 51             | 1957 | Peter Piccini                  | Tequila/Moonlight serenade             |
| SPD 52             | 1957 | Peter Piccini                  | Body and soul/Chattanooga choo choo    |
| SPD 53             | 1957 | Peter Piccini                  | Tarantella della nonna/Sera sull'aia   |
| SPD 54             | 1957 | Gianni Spadacini (fisarmonica) | Il pescatore/Luciana                   |
| SPD 55             | 1957 | Gianni Spadacini               | Fascinador/È scritto in ciel           |